# Mikhaïl Vroubel
Mikhaïl Aleksandrovitch Vroubel (en russe : Михаил Александрович Врубель) est un peintre russe, né à Omsk le 17 mars 1856, mort à Saint-Pétersbourg le 14 avril 1910. Son père est d'ascendance polonaise (la forme polonaise de son nom est Wróbel) ; sa mère, danoise, meurt alors qu'il n'a que trois ans.
Vroubel s'est illustré dans le symbolisme et l'Art nouveau et il est souvent considéré comme le plus grand représentant de ce dernier mouvement en Russie. En réalité, artiste solitaire, il se tint à distance des principaux courants de son époque et il fut assez critiqué par ses contemporains. La genèse de son style original est peut-être à chercher du côté des écoles byzantines tardives ou de la première Renaissance. Il est aussi parfois surnommé le Cézanne russe. Cette comparaison à Cézanne vient du rôle décisif joué par Vroubel pour la génération d'artistes qui le suit, celle de l'Art moderne et de l'avant-garde russe, en jetant un pont entre la fin du XIXe siècle et le début du XXe siècle. Comme Cézanne, qui est considéré comme le Père de l'art moderne en France, il ne connut toutefois guère le succès de son vivant.
Vroubel était un lecteur assidu de Kant. Cela fortifia sa foi dans l'étude de la nature. Très versé en littérature classique et en latin, chose rare en Russie à cette époque, il maîtrisait aussi fort bien la philosophie allemande.

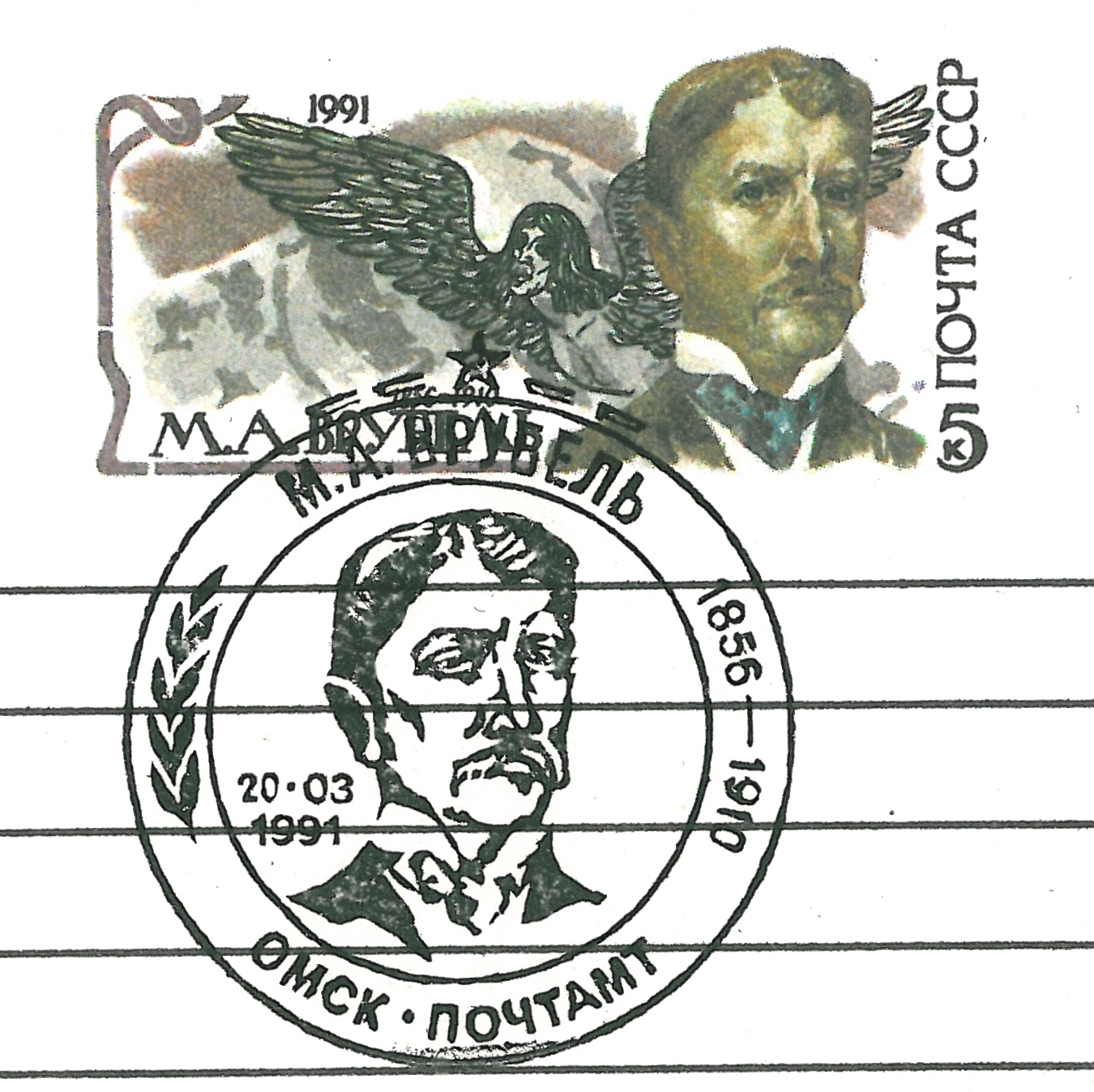
1991.

Dans le domaine artistique, il a travaillé dans pratiquement toutes les formes d'arts picturaux : la peinture, la gravure, la sculpture, le décor de théâtre.
L'historienne d'art russe Nina Dmitrieva compare le récit de la vie du peintre Vroubel à un drame en trois actes débutant par un prologue et se terminant par un épilogue dont chaque passage à l'acte suivant se produit de manière brusque et inattendue. Le prologue est représenté par ses années de jeunesse, d'étude et de choix de sa vocation. Le premier acte, durant les années 1880, se passe à l'Académie russe des beaux-arts et à Kiev où il étudie l'art byzantin et la peinture d'église. Le deuxième acte se déroule à Moscou, débute en 1890 avec Le Démon assis et se termine avec Le Démon terrassé et l'hospitalisation du peintre. Le troisième acte se déroule durant les années 1903 à 1906 qui sont marquées par la maladie mentale, le déclin progressif des capacités physiques et intellectuelles du peintre. Durant les quatre dernières années de sa vie, l'épilogue, Vroubel perd la vue et n'a plus qu'une vie végétative.
C'est seulement grâce aux efforts du mécène Savva Mamontov qu'il est un peu reconnu. Durant les années 1880 à 1890, l'artiste ne trouve pas d'appui auprès de l'Académie des beaux-arts ni des critiques pour ses recherches sur la créativité. Par contre il devient un fournisseur fréquent de Savva Mamontov. Le peintre et les critiques en ont fait un des leurs pour se réunir autour de la revue Mir Iskousstva, et ses toiles sont devenues l'objet d'expositions permanentes de Mir Iskousstva et des rétrospectives de Serge de Diaghilev. Au début du XXe siècle, ses toiles font organiquement partie de l'Art nouveau. Pour sa renommée dans le domaine artistique il reçoit, le 28 novembre 1905, le titre d'académicien de la peinture, précisément au moment où il abandonne toute activité en peinture du fait de sa maladie.

## Formation

### Enfance et adolescence
Les membres de la famille Vroubel (du polonais polonais : wróbel — moineau) n'appartiennent pas à la noblesse. Le grand-père de l'artiste, Anton Antonovitch Vroubel, est originaire de Białystok et a été juge dans sa ville natale. Son fils Mikhaïl Antonovitch Vroubel (1799—1859) est devenu militaire de carrière, général-major au moment de sa mise à la retraite ; il s'est marié deux fois et a eu 3 fils et 4 filles. Les dix dernières années de sa vie il a servi comme ataman chez les Cosaques d'Astrakhan. À cette époque, le gouverneur d'Astrakhan était un cartographe réputé, l'amiral Grigori Bassarguine. Le deuxième fils du premier mariage de Mikhaïl Antonovitch Vroubel, nommé Alexandre Mikhaïlovitch Vroubel a épousé sa fille Anna, qui deviendra Anna Grigorevna Bassarguina-Vroubel par son mariage. Ce sont les futurs père et mère de l'artiste. Il a terminé l'école des cadets, a servi dans le régiment d'infanterie Tenguinski, a participé à la Guerre du Caucase et à la Guerre de Crimée. En 1855, une fille nait de cette union, Anna Alexandrovna (1855—1928), mais en tout ils auront 4 enfants, avec un an de différence entre chaque enfant .
Mikhaïl Alexandrovitch Vroubel est né le 17 mars 1856 à Omsk, où son père était à l'époque adjudant-chef supérieur dans les Corps détaché de Sibérie. C'est à Omsk également que naissent un frère cadet, Alexandre, et une sœur cadette, Ekaterina qui ne vivront pas jusqu'à l'adolescence. Ces naissances multiples et le climat de la ville d'Omsk ont entraîné la mort prématurée de sa mère, Élisabeth, d'une tuberculose, en 1859, alors que Mikhaïl n'avait que trois ans. Selon des témoignages tardifs, Mikhaïl se souvenait de sa mère malade, alitée, qui découpait pour ses enfants dans du papier des personnages, des chevaux et des figures fantastiques . Mikhaïl est de constitution faible depuis sa prime enfance et il ne commence à marcher qu'à trois ans. .

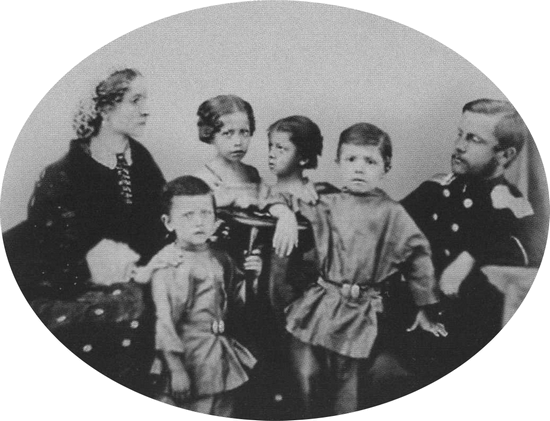
La famille Vroubel en 1863. À gauche, la mère, Élisabeth Chritianovna Vessel-Vroubel. Mikhaïl est à côté de son père.

Anna et Mikhaïl ont passé leur enfance là où leur père était appelé par ses fonctions dans l'armée. En 1859, une fois qu'il est veuf, le père est envoyé à Astrakhan (où il pouvait être aidé par de la famille). En 1860 il est nommé à Karkhov. C'est là que le petit Mikhaïl apprend rapidement la lecture et où il prend goût aux livres illustrés, en particulier à la revue L'Éducation picturale. En 1863 le père Vroubel se remarie avec Élisabetha Vessel, de Saint-Pétersbourg. Celle-ci prend bien soin des enfants du premier mariage (elle donne naissance à son propre enfant en 1867). En 1865 la famille déménage à Saratov où le lieutenant-colonel Vroubel prend le commandement de la garnison provinciale. Les Vessel appartenaient à l'intelligentsia, et Alexandre, la sœur d'Élisabeth, est diplômée du Conservatoire Rimski-Korsakov de Saint-Pétersbourg. Elle fait beaucoup pour orienter son neveu vers le monde de la musique. Élisabeth prend très au sérieux la santé de Mikhaïl, et comme il le rappelle avec ironie c'était pour lui le « régime de viande crue et d'huile de foie de morue ». Il n'est pas douteux que pour garder sa forme physique il s'obligeait à suivre ce régimeNikolaï von Vessel, l'oncle d'Anna et Mikhaïl, est un pédagogue féru de jeux éducatifs et d'instruction à domicile. Malgré les bonnes relations existant au sein de leur nouvelle famille Anna et Mikhaïl ont pris un peu leurs distances. Ils appellent leur belle-mère Madrinka, la perle des mères et expriment clairement leur souhait de mener une vie indépendante, hors de la maison, ce qui bouleverse leur père. Vers l'âge de dix ans Mikhaïl commence à faire preuve de capacités artistiques pour le dessin mais aussi pour le théâtre et la musique qui occupent une place importante dans sa vie. Selon l'historien N. A. Dmitrieva « le garçon était doué, mais promettait plutôt d'être un dilettante polyvalent plutôt que l'artiste obsessionnel qu'il devint plus tard ».
Pour que son fils puisse approfondir la peinture, son père invite au gymnase de Saratov le professeur Andreï Godin. À l'époque on fait venir à Saratov une copie de la fresque de Michel-Ange Le Jugement dernier, qui fait forte impression sur Mikhaïl qui la reproduisait en détail et de mémoire, selon les souvenirs de sa sœur Anna.

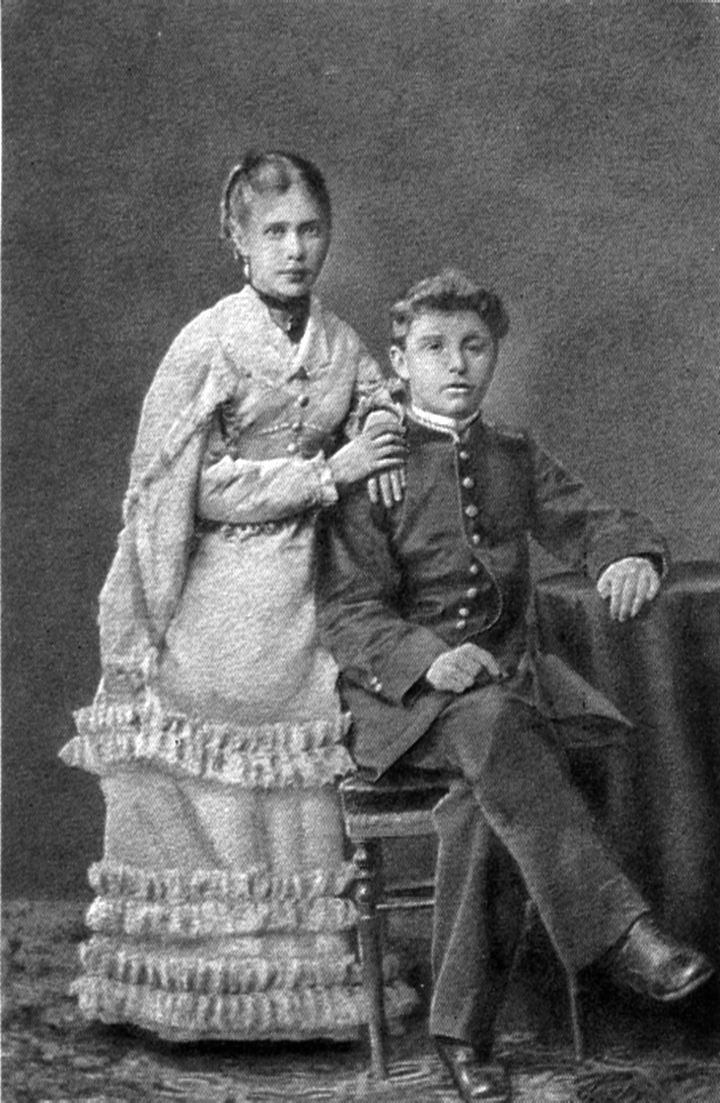
Mikhaïl Vroubel et sa sœur Anna au gymnase dans les années 1870.

### Les années augymnasium
Mikhaïl Vroubel entre au gymnasium no 5 à Saint-Pétersbourg (son père état alors en fonction à l'Académie de droit militaire d'Alexandrov). Ce gymnase veillait à toujours moderniser ses méthodes d'enseignement et attachait une importance particulière à la philologie classique, à la littérature. Des cours de danse et de gymnastique y sont introduits dans le programme. C'est à la Société impériale d'encouragement des beaux-arts que Vroubel étudie le dessin. Mais il s'intéresse aussi à l'histoire naturelle, que lui avait fait découvrir à Saratov le professeur N. A. Peskov. Après trois années dans la capitale, en 1870 la famille Vroubel part pour Odessa où le père de Mikhaïl est nommé juge de garnison.
À Odessa, Mikhaïl étudie au lycée Richelieu. Plusieurs lettres de cette période de sa vie adressées à sa sœur ont été conservées (Anna étudiait à Saint-Pétersbourg), dont la première date d'octobre 1872. Ce sont de longues lettres écrites dans un style léger et qui sont reprennent de nombreuses citations en latin et en français. Il y parle aussi de peinture. Mikhaïl peint un portrait de son petit frère Sacha (décédé en 1869) grâce à une photographie. Son portrait de sa sœur Anna décore le bureau de son père. Toutefois en comparaison avec ses autres centres d'intérêts, la peinture ne l'occupe que relativement peu . Vroubel apprend vite et est dans les premiers de classe. Il réussit bien en littérature et en langue, adore l'histoire, pendant les vacances il aime lire de la littérature latine à sa sœur dans le texte original en s'aidant d'une traduction. Dès le gymnase ses loisirs sont consacrés à ses passions : dans une de ses lettres il se plaint de ce que, pendant les vacances, il aurait voulu lire dans la version originale le texte de Goethe Faust et étudier dans son manuel 50 leçons d'anglais. Mais au lieu de cela il copie le Coucher de soleil, une huile d'Ivan Aïvazovski. Le théâtre, à cette époque, le fascine encore plus que la peinture des Ambulants. De passage à Odessa, il décrit en détail la troupe de l'opéra en tournée.

### Université

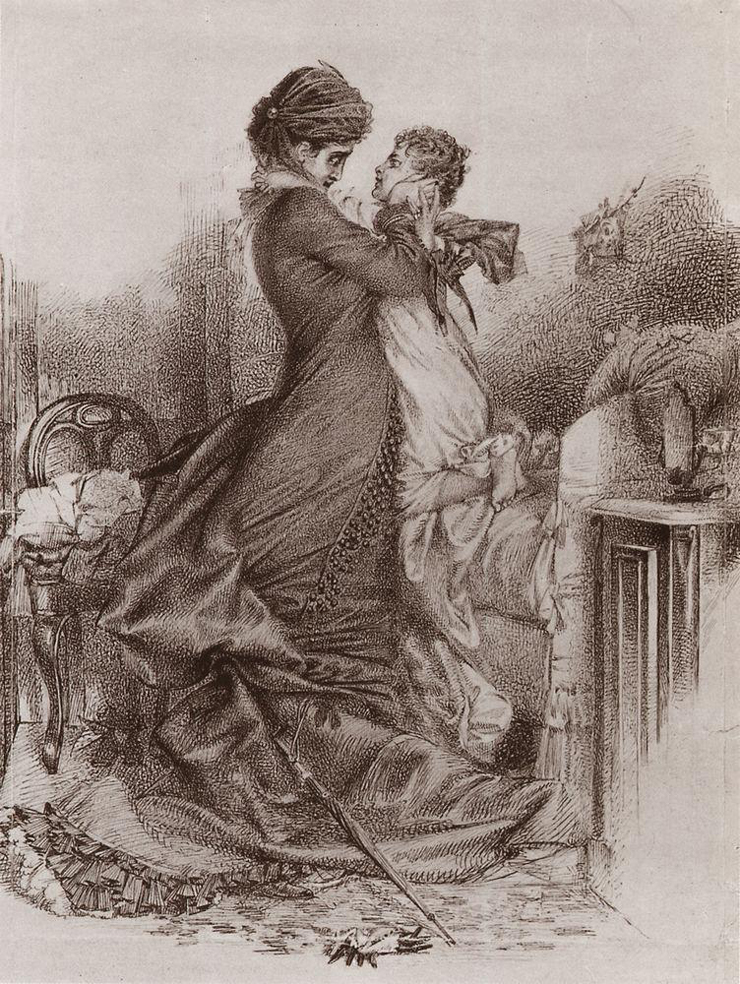
Illustration pour Anna Karénine de Léon Tolstoï. 1878, encre de Chine, sépia et plume sur papier brun,, dessin de Vroubel. Galerie Tretiakov.

Après avoir obtenu une médaille d'or au terme du gymnase, ni Mikhaïl, ni ses parents ne pensaient pour lui à une carrière d'artiste. Il est décide de l'envoyer à l'université de Saint-Pétersbourg. C'est Nikolaï von Vessel qui assume ses frais d'étudiant, et c'est chez cet oncle qu'il séjourne. La décision de suivre les cours de la faculté de droit est appréciée différemment selon ses biographes. Alexandre Benois, par exemple, qui étudiera quelques années plus tard à la même faculté, considère que c'était par tradition familiale et par souci de suivre l'exemple traditionnel dans son milieu social. En 1876, Vroubel poursuit encore la deuxième année et se justifie dans une lettre à son père en invoquant la nécessité de poursuivre sa formation et d'accroître ses connaissances. Mais il ne présente pas ses examens de fin de cycle et n'obtient qu'un certificat de fréquentation des cours. Il mène alors une vie de bohème, de connivence avec son oncle. Durant cette période, Vroubel s'intéresse beaucoup à la philosophie et se passionne pour les théories d'Emmanuel Kant sur l'esthétisme, bien qu'il ne réalise que peu de travail artistique. Durant son passage par l'université Vroubel réalise des illustrations pour des œuvres littéraires, classiques et contemporaines. Selon N. A. Dmitrieva, « en général… l'œuvre de Vroubel passe par la littérature : rares sont ses œuvres qui n'ont pas une source soit littéraire soit théâtrale ». Parmi les œuvres graphiques de cette période qui ont été conservées, la composition Anna Karénine et son fils (1878) est celle qui est le plus souvent présentée. Selon V. M. Domiteeva son travail de cette époque rappelle les revues et les illustrés de cette époque : « Incroyablement romantique, mélodramatique même, et toujours réalisé avec grand soin ».
Vroubel prend une part active à la vie théâtrale (il connaissait Modeste Moussorgski quand il était dans la maison de son oncle Nikolaï Vessel) ce qui occasionnait des dépenses. C'est pourquoi il travaillait régulièrement comme répétiteur ou comme précepteur. Grâce à l'argent de son travail, au milieu de l'année 1875, Vroubel peut visiter l'Europe, ensemble avec un élève. Il visite la France, la Suisse et l'Allemagne. Il passe l'été 1875 dans la propriété de la famille du sénateur Dmitri Ber à Potchinok dans le gouvernement de Smolensk. L'épouse du sénateur, Julia Ber, était la nièce du compositeur Mikhaïl Glinka. Plus tard, grâce à son excellente connaissance du latin, Vroubel vit dans la famille Papmelia, des raffineurs de sucre, et devient répétiteur de son propre camarade de classe à l'université. D'après les mémoires de A. I. Ivanov :

« Chez les Papmelia, Vroubel vivait comme chez lui : l'hiver il allait avec eux à l'opéra, l'été il s'installait avec tout le monde dans la datcha de Peterhof. Les Papmelia ne lui refusaient rien, et tout était différent des manières strictes et modestes de sa propre famille. La maison était toujours pleine d'invités et c'est chez eux que Vroubel développa pour la première fois une propension pour le vin qui ne manquait jamais . »

Cette famille Papmelia était attirée par l'esthétique et par la vie de bohème, et elle encourageait les occupations artistiques de Vroubel et son dandysme. Dans une lettre de 1879, il écrit qu'il renoue son amitié avec Émile Villier, qui à Odessa avait influencé ses conceptions esthétiques visuelles. Puis il se lie d'amitié avec des étudiants de l'académie des beaux-arts, des élèves de Pavel Tchistiakov. Il recommence à suivre les cours du soir à l'académie, où les amateurs étaient admis librement, et où il peut affiner ses compétences plastiques. Le résultat de cette vie pour Vroubel est un changement fondamental alors qu'il a à cette époque 24 ans accomplis. Il termine l'université et accomplit un bref service militaire, puis il entre à l'académie des beaux-arts.

## Les années 1880

### Académie des beaux-arts

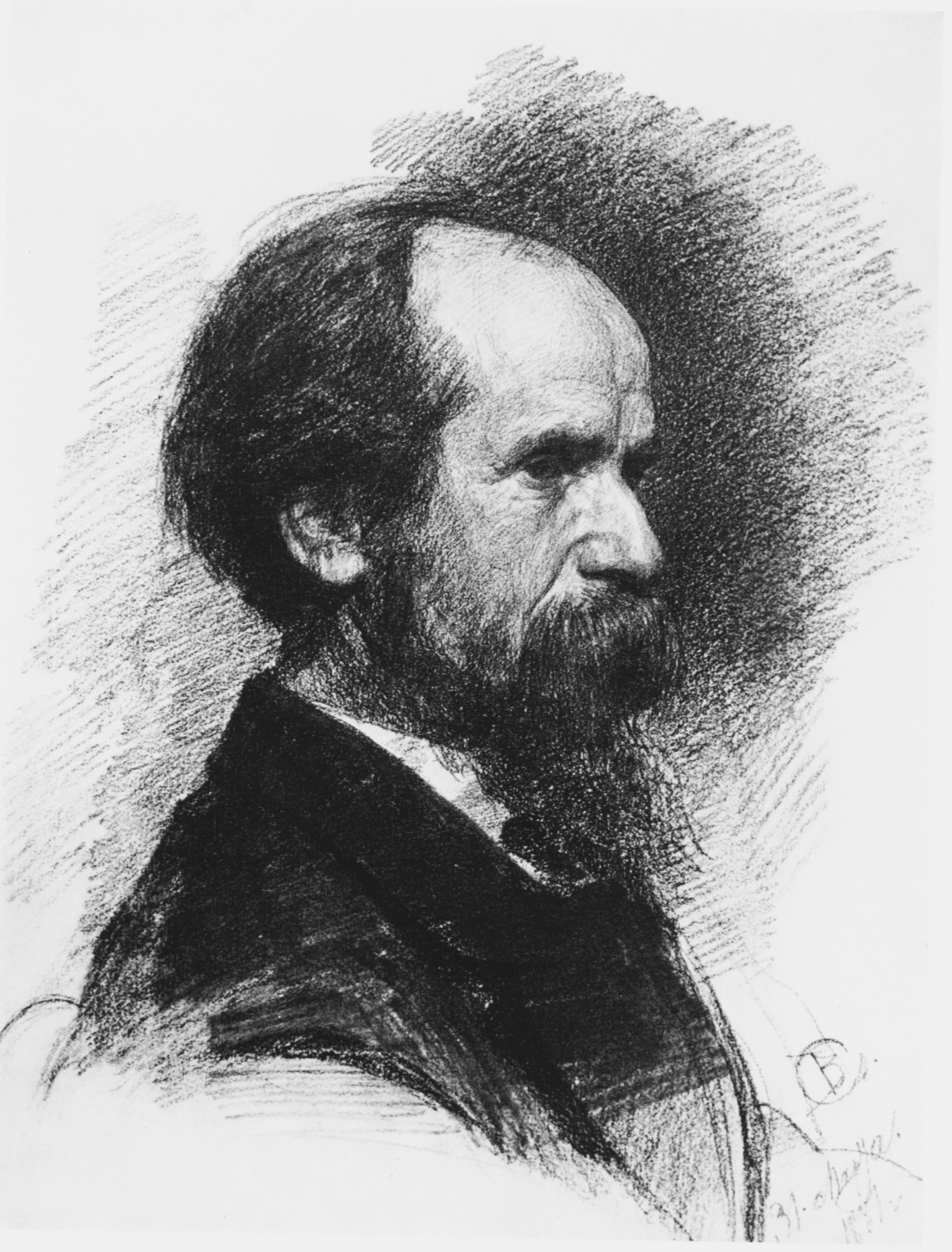
Portrait de Pavel Tchistiakov (1881) par Valentin Serov.

Selon v. Domiteeva, la décision définitive de Vroubel de rentrer à l'Académie russe des beaux-arts est le résultat de ses études sur l'esthétique kantienne. Son jeune collègue et admirateur Stepan Iaremitch croit que Vroubel tirait les leçons de la philosophie de Kant et notamment celle de « la séparation claire de la vie physique par rapport à la vie morale », autrement dit la séparation de la philosophie théorique de la philosophie pratique. Mikhaïl Vroubel fait preuve de « douceur, souplesse, timidité dans les détails de la vie quotidienne mais par contre est d'une ténacité sans faille dans les orientations supérieures de sa vie ». Vroubel, à l'âge de 24 ans, se considérait sans doute comme un génie, et, dans la théorie esthétique de Kant il lui est assigné à ce titre une mission particulière : des travaux dans la sphère située entre la nature et la liberté qui n'est le domaine que de l'art. Pour un jeune homme doué c'était un programme clair et à long terme.
À partir de l'automne 1880, Vroubel devient auditeur libre de l'académie et il semble qu'il commence à étudier à titre privé dans l'atelier de Pavel Tchistiakov, mais il n'étudie régulièrement avec lui qu'à partir de 1882. Vroubel lui-même affirme qu'il a passe quatre années d'études avec Tchistiakov. Dans son autobiographie datée de 1901, Vroubel caractérise les années passées chez son professeur de « plus belles années de sa vie d'artiste ». Cela ne contredit pas ce qu'il écrit à sa sœur en 1883 (après 6 ans d'interruption de sa correspondance) :
| « Quand j'ai commencé à étudier avec Tchistaikov, j'ai été passionné par les fondements de ses conceptions, parce qu'elles n'étaient rien d'autre que ma propre formule du rapport à la nature que j'avais adopté . » |

Les étudiants de Tchistiakov étaient des artistes très différents : Ilia Répine, Vassili Sourikov, Vassili Polenov, Viktor Vasnetsov et Valentin Serov. Tous — comme Vroubel lui-même — le reconnaissaient comme leur seul maître et l'ont honoré toute leur vie. C'est un aspect difficilement compréhensible pour la génération suivante d'artistes qui était très sceptique quant à la valeur du système académique de formation. La méthode de Tchsitiakov repoussait pourtant l'académisme
classique et prônait une méthode purement individuelle. Selon lui le dessin devait être décomposé en de petites surfaces planes transposées sur la toile. La jonction des différents plans forment un volume avec ses creux et ses protubérances. On voit ainsi que les techniques cristallines du dessin chez Vroubel ont été entièrement assimilées par lui chez son professeur .
À l'académie, Vroubel fait la connaissance de Valentin Serov et c'est pour lui une rencontre très importante. Malgré une différence d'âge dune dizaine d'années (Serov est né en 1865 et Vroubel en 1856) ils avaient beaucoup de points de vue en commun, y compris pour les questions les plus profondes. Pendant les années passées dans l'atelier de Tchistiakov, les motivations de Vroubel se modifièrent fondamentalement : son dandysme céda la place à l'ascèse, ce dont il écrit à sa sœur avec fierté. À partir de 1882, Vroubel parvient grâce à un changement d'horaire à combiner les cours de Tchistiakov avec ceux d'Ilia Répine qui se donnent le matin et portent sur l'aquarelle. Mais rapidement il entre en conflit avec Ilia Répine après avoir échangé leurs impressions sur le tableau de ce dernier : Procession religieuse dans la province de Koursk. Ce tableau avait été exposé à l'exposition des Ambulants de 1883 et Vroubel écrit à ce sujet :

« La forme, qualité plastique par excellence, a été délaissée; quelques traits hardis et talentueux sont toute la communion de l'artiste avec la nature, trop occupé qu'il est à impressionner le spectateur par ses idées. »

### Festin au temps des Romains
Un des exemples frappant du travail académique de Vroubel c'est son Festin au temps des Romains. Ce travail contraste fort avec les canons académiques, malgré le respect de toutes les caractéristiques formelles, en ce compris le thème antique. Mais la composition manque d'un centre unique, les raccourcis sont bizarres, le sujet du tableau n'est pas clair. А. Dmitrieva écrit : « Cette étude académique précoce est une vraie sorcellerie de Vroubel. Il ne la termine pas, mais c'est dans cet inachèvement que se cache son charme. Certaines parties sont achevées en clair-obscur et semblent lourdes par leur volume à côté des lignes fines d'autres parties qui semblent désincarnées. Certaines parties sont teintées et d'autres pas. Le dessin en filigrane de la cythare voisine les contours esquissés de la chaise de la musicienne. Toute la scène se passe comme sous une brume à travers laquelle apparaissent clairement certains fragments, tandis que d'autres, illusoires et fantomatiques disparaissent ».

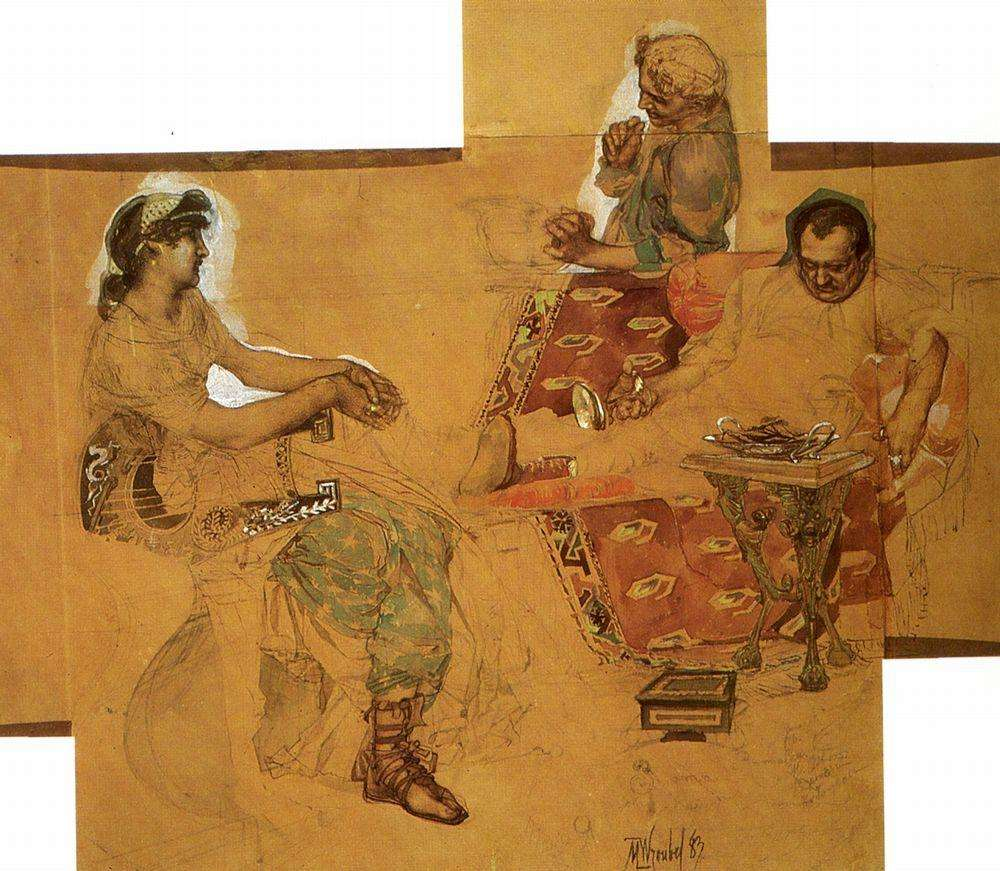
Festin au temps des Romains. 1883 Aquarelle, mine de plomb et blanc sur papier jaune pâle Musée russe.

Le Festin au temps des Romains est le résultat de deux années de travail pénible sur l'intrigue et la forme du tableau, dont la correspondance entre Mikhaïl et sa sœur Anna nous a conservé le détail. L'intrigue est simple : près d'un patricien déchu, un échanson, la cruche en main et une jeune joueuse de cithare. Le point de vue de la scène était incertain : depuis le balcon ou d'une haute fenêtre. La luminosité devait être faible, d'après le coucher du soleil, sans reflets lumineux, pour donner de l'effet à des silhouettes. L'intention de Vroubel est de créer un tableau ressemblant à ceux de Lawrence Alma-Tadema. L'esquisse de l'aquarelle se voyait couverte de surplus de bandes collées au fur et à mesure de son avancement. Elle souleva même l'enthousiasme débordant d'Ilia Répine. Mais instinctivement Vroubel a senti la limites de telles formes instables et a abandonné cette aquarelle, refusant d'écrire l'histoire de cette œuvre inachevée..

### Hamlet et Ophélie
Vroubel n'abandonne pas son idée de combiner sa quête créative avec des gains financiers : grâce aux Papmelia il reçoit une commande de l'industriel Leopold Koenig, ce dernier lui laissant le choix de la technique et du sujet. Son revenu devrait être de 200 roubles. Vroubel décide également de participer au concours organisé par la Société impériale d'encouragement des beaux-arts et aborde à cette fin les thèmes de Hamlet et Ophélie dans un style raphaélique réaliste. Il conserve des études d'autoportraits pour l'image de Hamlet et des aquarelles pour la composition générale, dans laquelle le prince du Danemark est représenté. Cela ne l'a pas mené à des résultats évidents et cela s'ajoute à de mauvaises relations avec son père à cette époque. Après un fiasco avec Hamlet, Vroubel est persuadé par des amis de prendre comme modèle, une amie du nom d'Agafia qui pose sur la même chaise que celle sur laquelle était assis Hamlet. Son ami l'étudiant Vladimir Derviz lui prête d'autres objets de style renaissance provenant de sa maison familiale ; des velours florentin, des brocarts vénitien et d'autres objets de la même époque. Le résultat est la toile Modèle dans un décor Renaissance. Puis il revient à Hamlet pour lequel a posé le peintre Valentin Serov. Vroubel a griffonné l'inscription suivante sur la peinture encore fraîche avec un manche de pinceau dans le coin du tableau, ce qui permet de tenter de juger de ses intentions  :

« Conscience 1) Infini. Confusion des concepts sur la dépendance de l'homme 2) Vie. Infini et dogme, infini de la science… état primitif… infini et le dogme en liaison avec la conscience de la vie, aussi longtemps que la morale est fondée sur… »

Les déchiffrements de ce message sont divers, mais la plupart des critiques considèrent que les derniers mots manquants devraient être l'impératif catégorique. En d'autres termes, l'artiste ne parvient pas à réconcilier chez Hamlet son intuition et son sentiment d'absolu.

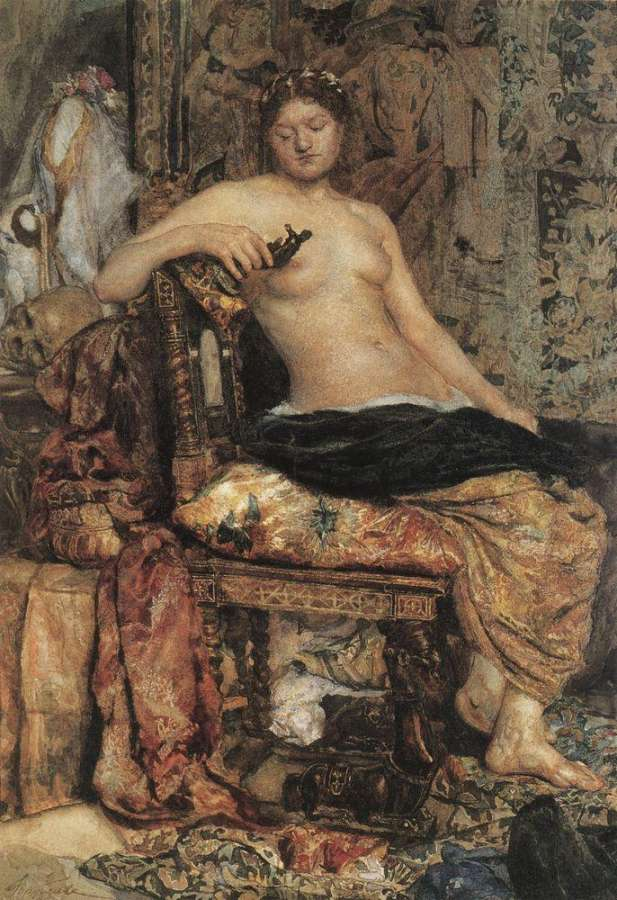
Modèle dans un décor Renaissance (1882). Aquarelle, blanc et vernis sur papier contrecollé sur carton 35,8 × 24,4 cm, Musée national d'art russe Kiev.
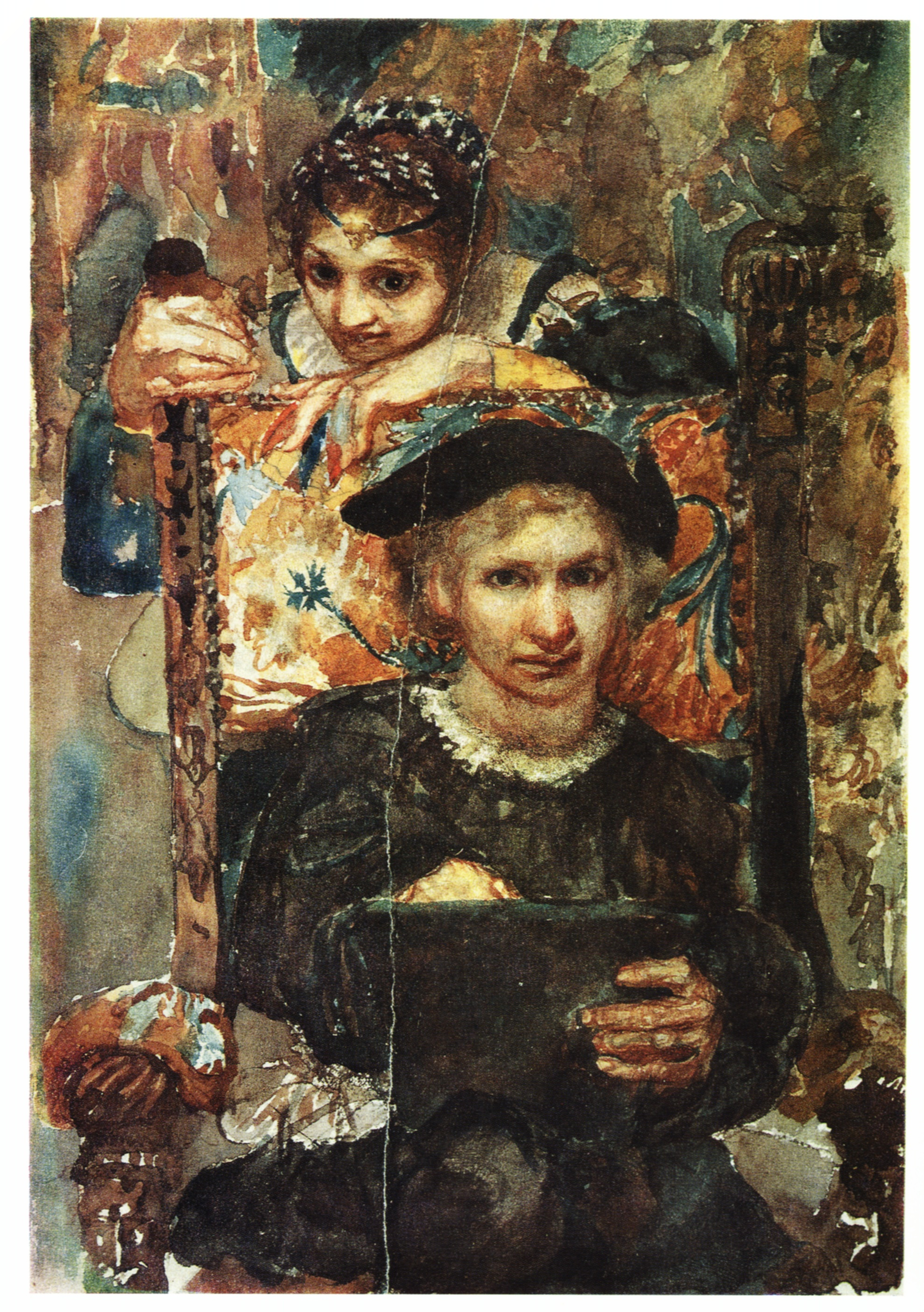
Hamlet et Ophélie, première esquisse du tableau du même titre au Musée russe. Aquarelle sur papier 24,4 × 16,7 cm (1883).
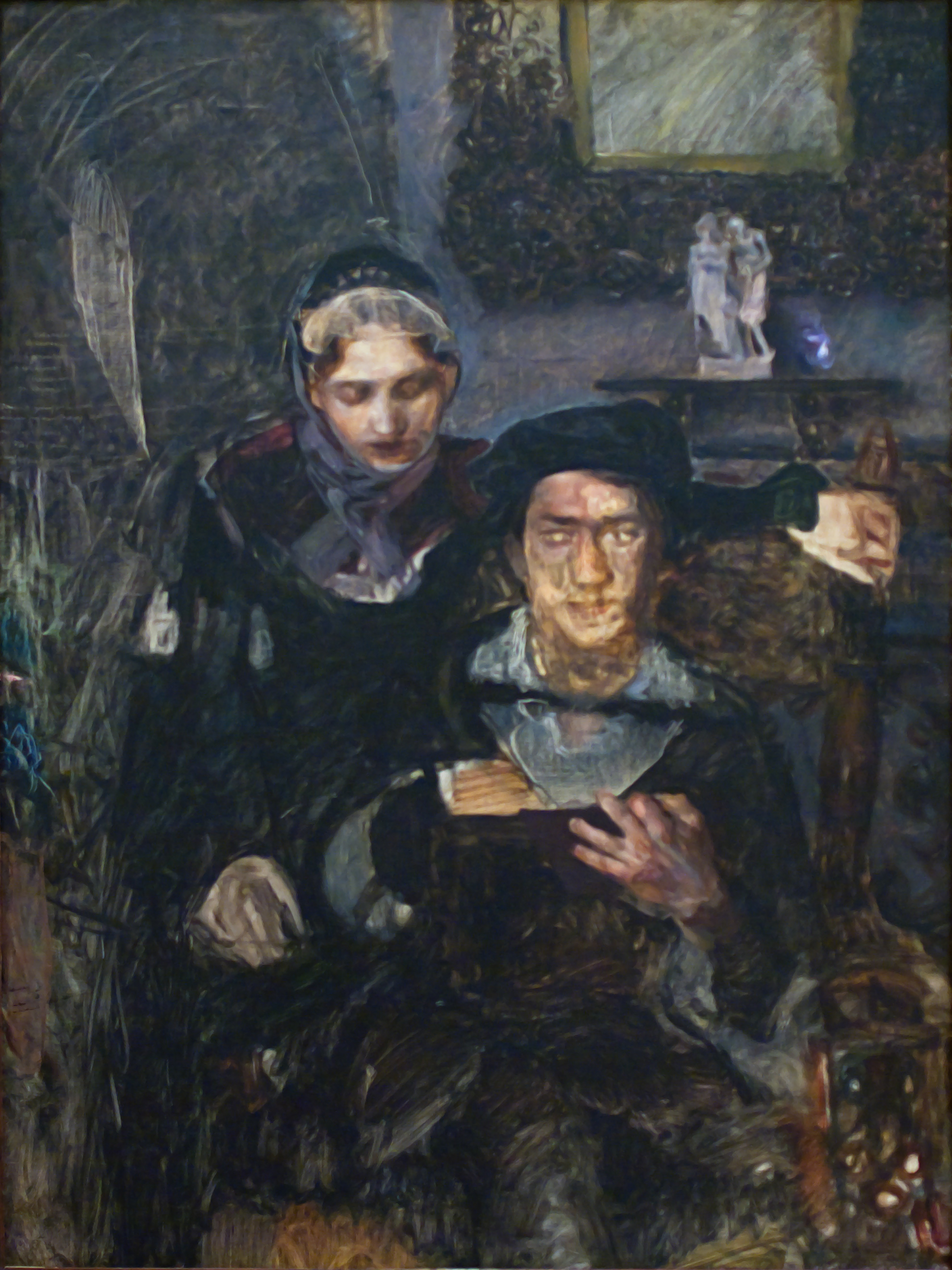
Hamlet et Ophélie. Inachevé (1884). Valentin Serov est le modèle. Huile sur toile 120 × 89 cm, Musée russe.

Vroubel n'a jamais réussi à terminer officiellement l'Académie, malgré le succès de sa composition : Le mariage de Marie et Joseph, qui lui fait obtenir au printemps 1883 la deuxième médaille d'argent. À l'automne 1883, le professeur Adrian Prakhov, sur recommandation de Pavel Tchistiakov, invite Vroubel à Kiev pour les travaux de restauration de l'église Saint-Cyrille qui date du XIIe siècle. La proposition est flatteuse et promettait un bon salaire, si bien que l'artiste accepte de partir à la fin de l'année scolaire.

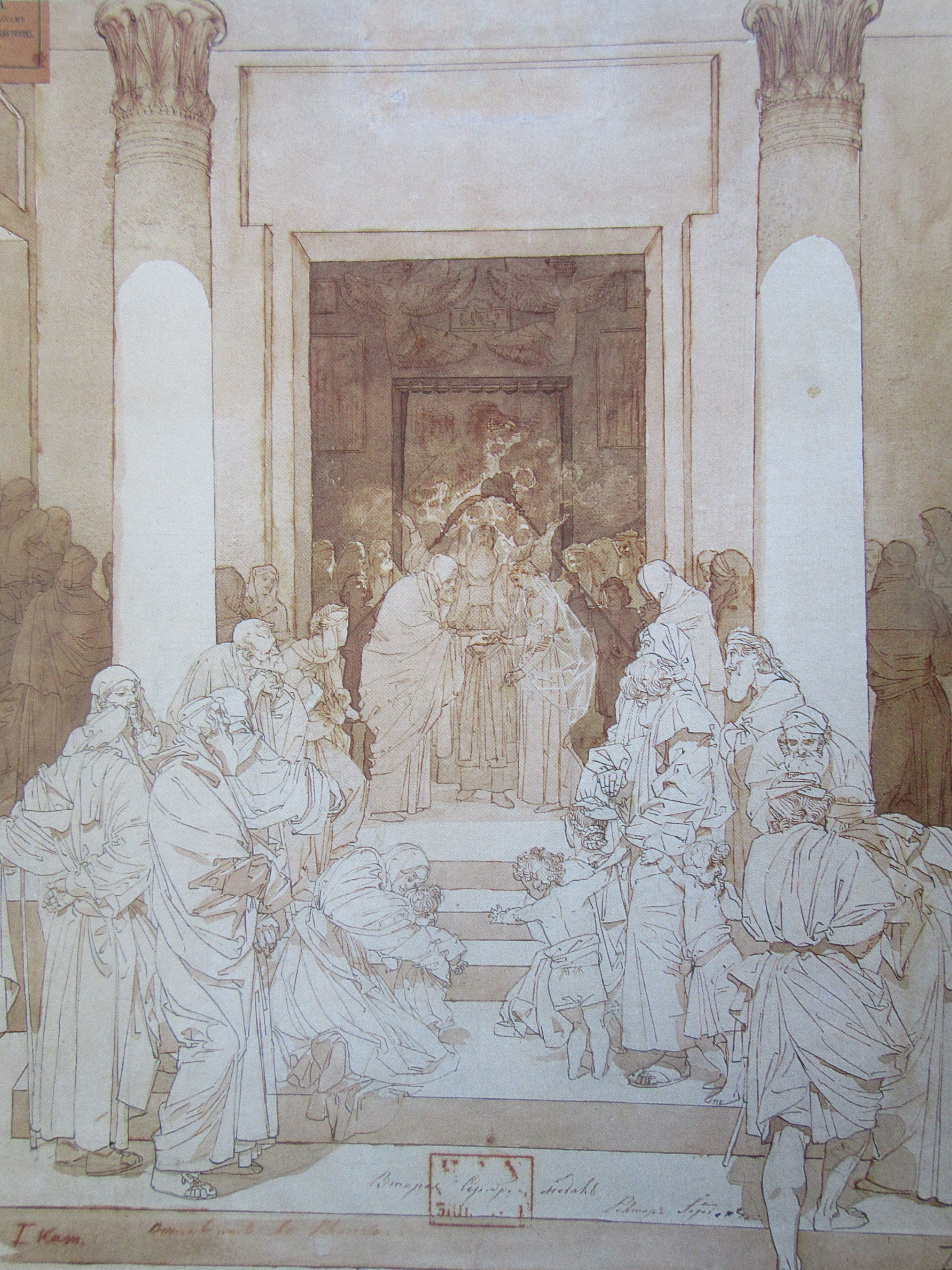
Mariage de Marie et de Joseph, Mikhail Vroubel 1881, sépia, plume, mine de plomb, Musée russe.

### Kiev
Les œuvres réalisées à Kiev par Vroubel sont une étape importante dans sa biographie : pour la première fois il réalise un dessin monumental et en même temps il se tourne vers les conceptions fondamentales de l'art russe. La somme des travaux qu'il réalise sur cinq ans est grandiose : ses propres créations de peinture dans l'église Saint-Cyrille et les icônes restaurées, soit cent cinquante figures restaurées par ses soins et encore la restauration de la figure d'un ange dans la coupole de la cathédrale Sainte-Sophie de Kiev, près du Christ Pantocrator. Selon N. A. Dmitrieva :
| « Une telle co-paternité partagée avec les maîtres du XIIe siècle était encore inconnue des grands artistes du XIXe siècle. Ce n'est que dans les années 1880 que commencent les premières recherches sur les antiquités du pays, auquel jusqu'alors personne ne s'intéressait, à part les spécialistes, qui s'intéressaient davantage au point de vue historique qu'artistique. <…> Vroubel à Kiev est le premier à jeter des ponts entre les recherches archéologiques et la restauration artistique. En même temps il ne pensait plus à la stylisation. Il se sentait simplement complice du travail des anciens maîtres et essayait d'en être digne. » |

Adrian Prakhov invite Vroubel presque par hasard. Il a besoin d'un peintre qualifié pour des travaux dans des églises, mais avec cela pas trop diplômé, pour que ses prix ne soient pas trop élevés . À en juger par une lettre à ses parents, le contrat de Vroubel avec Prakhov prévoyait initialement la peinture de quatre icônes dans un délai de 76 jours pour un salaire de 300 roubles par 24 jours de travail.
À Kiev, Vroubel garde le genre qui lui est propre. Selon les souvenirs de Lev Kovalski, qui était étudiant de l'école de peinture de Kiev en 1884. Voici comment il décrit l'étudiant Mikhaïl arrivé de la capitale qu'il rencontre lors de prise de croquis sur le terrain :

« …Sur fond de colline de Kirilovski, derrière moi, se tient un personnage aux cheveux blonds, presque blancs, jeune, avec des traits de visage caractéristiques, de petites moustaches, blondes également. De taille plutôt petite mais bien proportionnée, habillé… voilà ce qui m'étonna le plus à ce moment...habillé tout de velours noir, portant des bas, avec une culotte courte et des bottines. <…> Dans l'ensemble, on aurait dit un jeune Vénitien des tableaux du Tintoret ou du Titien, mais cela je n'ai pu le comprendre que lorsque quelques années plus tard j'ai été à Venise. »

### Descente du Saint-Esprit sur les apôtres

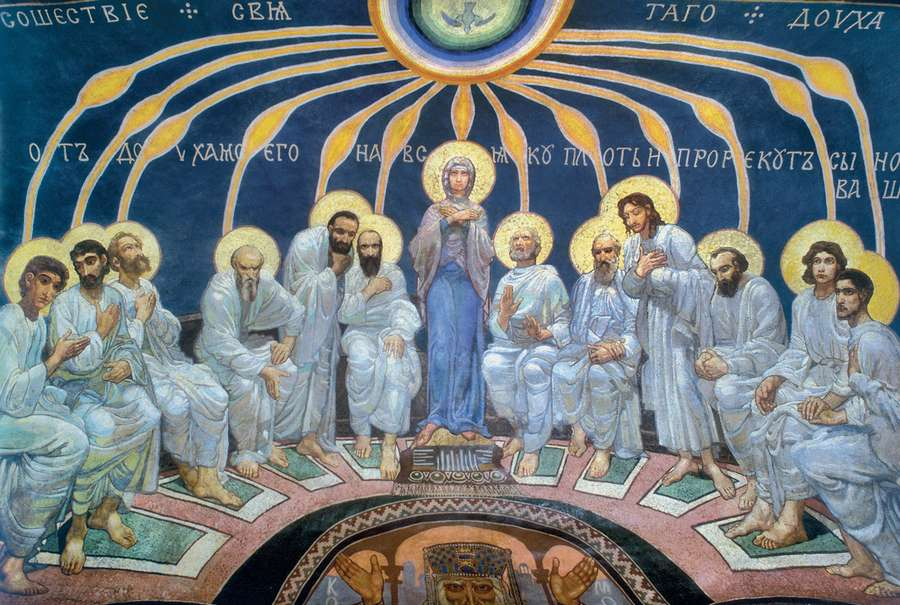
Mikhaïl Vroubel. Descente du Saint-Esprit sur les apôtres. Peinture sur les voûtes de l'église Saint-Cyrille sur plâtre 6 × 9,25 m Kiev.
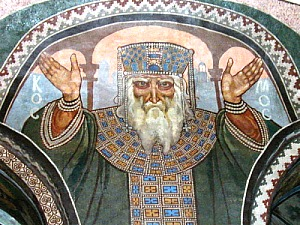
Descente de l'Esprit-Saint, le roi Cosmos au pied de l'icône incarne la première personnification du monde.
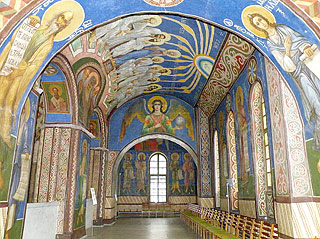
Chœur de l'église Saint-Cyrille.

Une des compositions les plus caractéristiques de Vroubel pour l'église Saint-Cyrille est la fresque réalisée dans le chœur intitulée : Descente du Saint-Esprit sur les apôtres ou Pentecôte, que réunissent les traits particuliers de l'art byzantin et les recherches sur le portrait du jeune Vroubel. Les figures des douze apôtres sont disposées en demi-cercle sur la voûte du chœur. Vierge Marie se tient au centre parmi eux. Sur le fond bleu se détachent des rais de lumière dorée qui descendent sur les apôtres à partir d'un cercle représentant le Saint-Esprit. Pour l'image de la Mère de Dieu, Vroubel prend comme modèle une invitée de la famille Prakhov, une aide-soignante du nom de M. F. Erchova (c'était l'épouse d'un des artistes qui a participé à la restauration). Le modèle du deuxième apôtre à gauche de la Vierge Marie est le Protoiereus Piotr Lebedintsev, enseignant au Lycée Richelieu d'Odessa; le deuxième du côté droit est l'archéologue de Kiev Viktor Gochkevitch (ru) ; le troisième est l'abbé Piotr Orlovski, qui a découvert des restes de peintures murales et a convaincu la Société impériale russe d'archéologie de s'y intéresser. Le quatrième apôtre, qui joint ses mains pour la prière est Adrian Prakhov lui-même. En plus de le Descente du Saint-Esprit, Vroubel a peint Entrée de Jésus à Jérusalem et Déploration du Christ. La Descente du Saint-Esprit est peinte directement sur le mur, sans esquisse ; seuls quelques détails ont pu être préparés sur des petits papiers. Il faut remarquer que le schéma de la peinture soit un demi-cercle d'apôtres, dont les nimbes sont reliées à l'emblème du Saint-Esprit par un faisceau emprunté à l'art byzantin, à un retable d'un monastère de Tiflis.
L'œuvre est avant tout polychrome : des couleurs contrastées sur un fond bleu sombre qui confère un effet de relief à la scène. La représentation monumentale de la Descente de l'Esprit-Saint sur les apôtres remonte au XIe siècle. C'est une tradition plus tardive datant de la fin du XVIe siècle qui atteste la présence de la Mère de Dieu lors de la Descente de l'Esprit-Saint. Prakhov recommande à Vroubel de réintroduire la Mère de Dieu dans sa composition pour revenir aux anciennes traditions ecclésiales. Le vieillard en buste avec les paumes levées au ciel représente le roi Cosmos. Il est couronné d'une tiare enchâssée de pierres. Son visage est ascétique.

### Vierge à l'Enfant

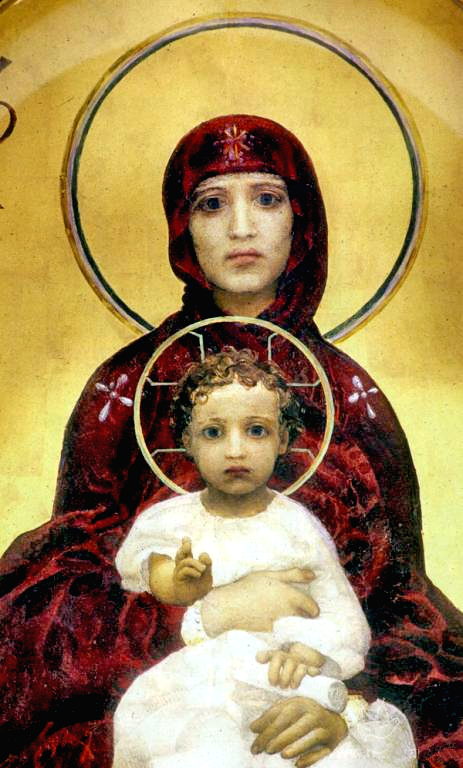
Vierge Marie à l'Enfant (Vroubel).

Selon les souvenirs de Vroubel, au printemps 1884, l'artiste a vécu un amour tumultueux avec la femme de son protecteur, Émilia Prakhova. C'est son visage qui sert de modèle à l'icône de Vroubel, Vierge Marie à l'Enfant et on a conservé de nombreux croquis d'elle. L'histoire d'amour aurait pu ne pas se produire, mais Vroubel, jeune artiste de 27 ans, a fait de son amour pour Émilia un véritable culte romantique, qui au début a amusé le mari Adrian Prakhov. Après l'installation de Vroubel dans la datcha des Prakhov, cette aventure a commencé à déranger ceux-ci. Le voyage de l'artiste en Italie tombe à pic pour lui trouver une fin. Vroubel part pour Ravenne et Venise, pour y étudier la conservation des monuments de la Rome antique. Sa mission consiste à établir une liste chronologique pour la période du Ier siècle au IVe siècle des édifices dont ceux de l'Art byzantin en Italie. Dans des lettres à son père et à sa sœur Anne, Vroubel leur rapporte qu'il a gagné en été 650 roubles pour sa réalisation à la Cathédrale Sainte-Sophie de Kiev de trois anges dans le tambour de la coupole. Prakhov a, à la même époque, augmenté le prix pour quatre icônes à 1200 roubles. Vroubel abandonne complètement l'idée de terminer ses études à l'Académie et d'y obtenir un certificat professionnel de peintre.

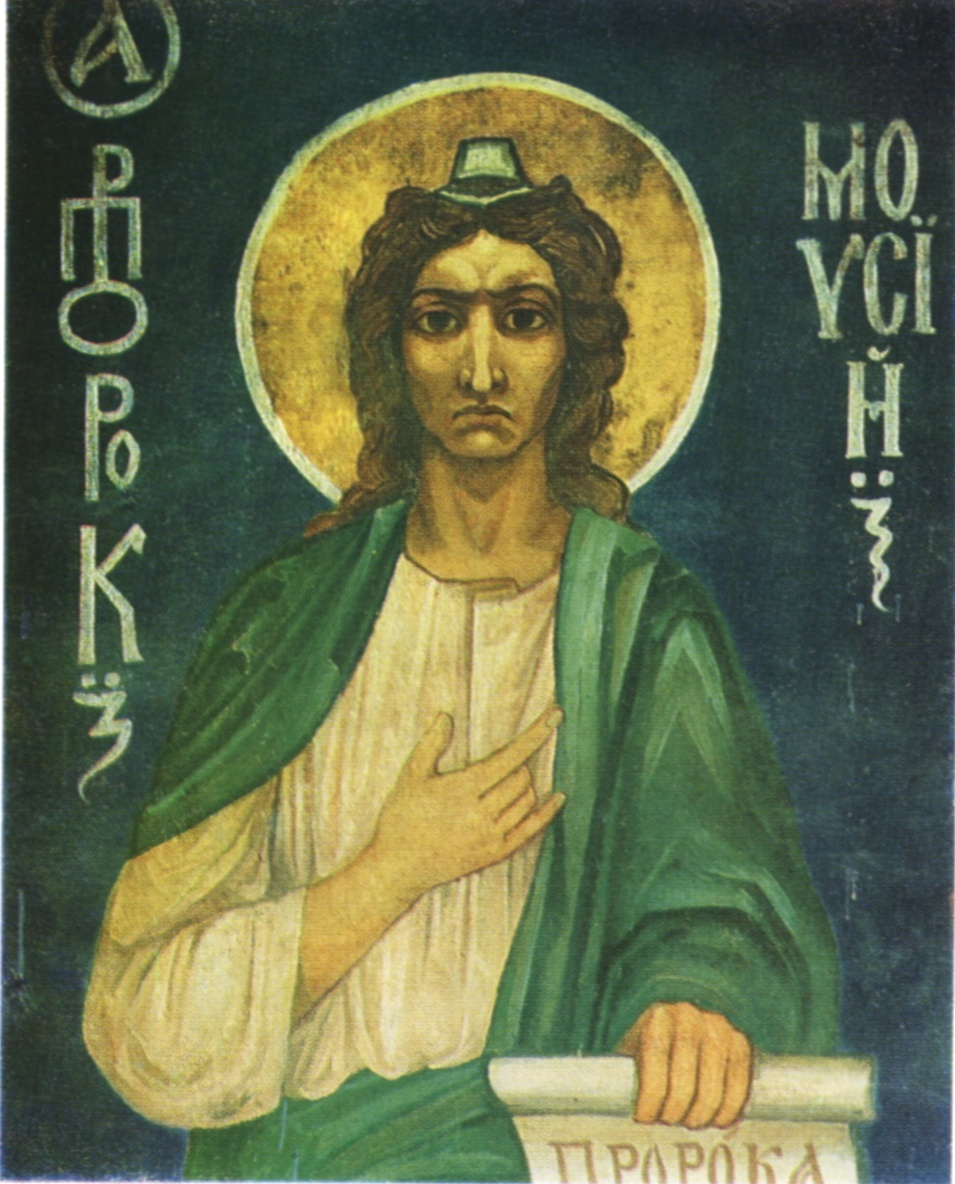
Le prophète Moïse de Vroubel (1884).
La représentation de Moïse pour l'église Saint-Cyrille de Kiev en 1894 est singulière. L'expression du jeune homme qui sert de figure de Moïse est ombrageuse, son regard est sombre. Sa tenue est sobre : un chiton blanc et un manteau vert sans ornements. Il matérialise par son visage la rigueur morale exigée par la loi divine. Certains critiques voient une correspondance entre ce visage et celui du Démon dont les diverses versions sont peintes plus tard par Vroubel.

### Premier voyage en Italie
À Venise, Vroubel passe par une communauté où il fait la connaissance de Samuel Haïdouk, un jeune artiste ukrainien, qui a fait ses preuves et qui utilise les peintures de Vroubel pour réaliser ses esquisses. La vie à Venise en hiver est bon marché et avec son ami Haïdouk ils louent un studio pour deux situé au centre de la ville sur la via San-Maurizio. Leur principal centre d'intérêt est l'église abandonnée de Torcello.
N. Dmitrieva décrit le cours de l'évolution de Vroubel comme suit : « Ni Titien et Véronèse, ni l'hédonisme de la peinture vénitienne du Cinquecento ne l'ont emballé. La gamme de ses préférences pour Venise sont bien déterminées : depuis les mosaïques et les vitraux médiévaux de la Basilique Saint-Marc et la Cathédrale Santa Maria Assunta de Torcello jusqu'aux peintres de la Renaissance précoce : Vittore Carpaccio, Cima da Conegliano (dont Vroubel appréciait la générosité des personnages), Giovanni Bellini. <…> Si sa première rencontre avec l'antiquité byzantine à Kiev enrichit la compréhension de la forme plastique chez Vroubel, à Venise c'est sa palette qui est réveillée par le colorisme ».
Toutes ces observations apparaissent clairement dans les trois icônes pour l'église Saint-Cyrille, esquissées à Venise, — Saint Cyrille, Saint Afanase et le Christ Sauveur. Habitué à travailler intensivement dans l'atelier de Tchistiakov et à Kiev, Vroubel a exécuté quatre grandes icônes en un mois et demi et a ressenti ensuite un manque d'activité et un manque de communication. À Venise il fait une rencontre fortuite avec le chimiste Dmitri Mendeleïev, marié à l'une des étudiantes de Tchistiakov. Ils discutent des problèmes de conservation de la peinture dans des conditions d'humidité élevée et des avantages de la peinture à l'huile sur un support en zinc plutôt que sur une toile. À Kiev, Vroubel a trouvé des plaques de zinc pour ses icônes, mais il n'a pas réussi a mettre une technique au point. En effet, la peinture ne tenait pas bien sur le métal. En avril, Vroubel ne pense plus qu'à une chose : retourner en Russie.

### Kiev et Odessa

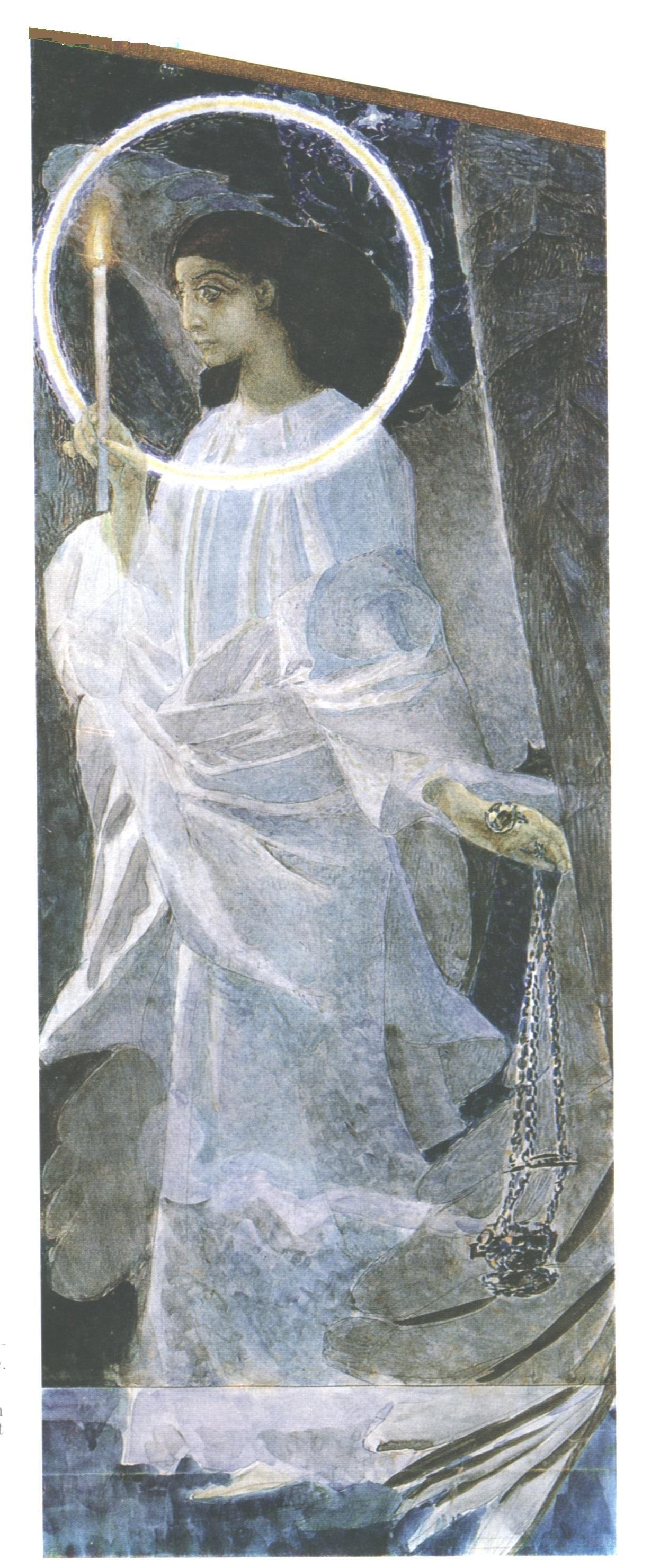
Ange au cierge et à l'encensoir. Esquisse pour la cathédrale Saint-Vladimir de Kiev, 1887.

De retour de Venise, Vroubel passe tout le mois de mai et la plus grande partie de juin 1885 à Kiev. Le bruit a couru suivant lequel il a proposé immédiatement à Émilia Prakhova de l'épouser, malgré le fait qu'elle était mère de famille. Selon une autre version il a annoncé ses intentions non pas à Émilia mais directement à son mari Adrian Prakhov. Ce dernier craignait Vroubel, quant à Émilia elle s'indignait ouvertement de l'infantilisme de Mikhaïl. Il semble que c'est à cette période que se rapporte l'incident décrit un an plus tard par Constantin Korovine qui s'était lié d'amitié à Vroubel. Constantin Korovine se souvient, qu'un jour durant un été chaud il est allé nager avec Vroubel dans un grand étang dans un jardin.

« Que sont ces grandes lignes blanches comme des cicatrices que vous avez sur la poitrine?» — demande Korovine. Vroubel répond : « Oui ce sont des cicatrices. Je me suis coupé avec un couteau ». Vroubel va se baigner et Korovine le suit et continue la conversation : « C'est agréable de nager l'été, la vie est belle, mais dites-moi Mikhaïl Alexandrovitch, pourquoi vous coupez-vous avec un couteau, cela doit faire mal. C'est une opération ou quoi ? » Korovine regarde de plus près et vois de nombreuses bandes de cicatrices blanches. « Vous comprenez, répond Vroubel. C'est que j'ai aimé une femme, elle ne m'aimait pas, même si elle m'a aimé, beaucoup de choses ont empêché qu'elle me comprenne. J'ai souffert de ne pouvoir lui expliquer ce qui empêchait. J'ai souffert, mais quand je me suis coupé la souffrance a diminué . »

À la fin du mois de juin 1885, Vroubel se rend à Odessa où il reprend contact avec une connaissance, Boris Edwards, dont il avait précédemment visité l'école de dessin. Edwards, ensemble avec Kyriak Kostandi essaie à cette époque de réformer l'école artistique d'Odessa et veut attirer Vroubel dans cette expérience.
Il installe Vroubel dans sa propre maison et tente de le persuader d'y rester toujours. L'été, Valentin Serov vient à Odessa également. C'est à lui que Vroubel annonce pour la première fois son projet de la série sur Le Démon. Dans des lettres à sa famille, il parle déjà de Tétralogie. Il reçoit de l'argent de son père pour revenir chez lui (sa famille vit à cette époque à Karkhov), mais Mikhaïl retourne plutôt à Kiev où il se trouve en 1886.
À Kiev, Vroubel entre en contact avec le cercle littéraire Ieronim Yasinsky (en). Il a fait connaissance également de Constantin Korovine. Malgré un travail intensif, Mikhaïl Alexandrovitch adopte une vie de bohème, fréquente assidument le cabaret Château de fleur. Cela absorbe tous ses petits gains et le salaire du travail que lui procure un raffineur de sucre Ivan Terechtchenko, qui lui donne aussi 300 roubles dès son arrivée à Kiev pour son tableau Conte oriental.

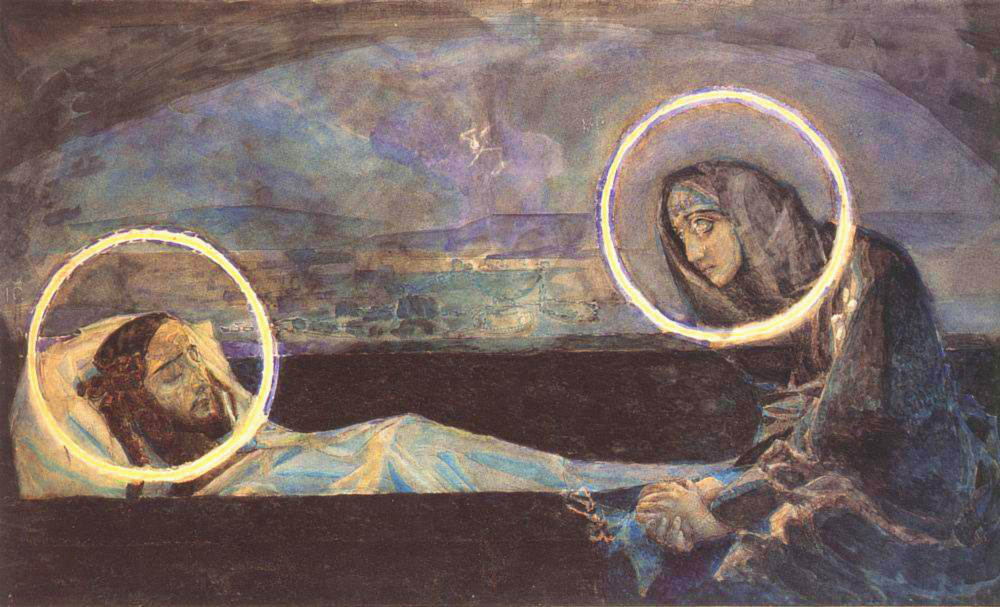
Déploration du Christ, deuxième variante d'une esquisse de fresque (non réalisée) pour la cathédrale Saint-Vladimir de Kiev. Aquarelle, 1887. Musée national d'art russe (Kiev).

Durant cette période, Adrian Prakhov organise la peinture de la Cathédrale Saint-Vladimir, à laquelle il prévoit d'attirer Vroubel, malgré son attitude personnelle à son égard. Vroubel, malgré son attitude insouciante au travail (dû à son genre de vie bohème) n'en crée pas moins de six versions de la Déploration du Christ (il en reste quatre). Le sujet a été traité par les peintres de la Renaissance italienne mais les interprétations de la scène sont multiples quant à l'endroit où elle se situe et quant aux personnages qui y participent. Elle n'est pas traitée par l'iconographie orthodoxe. Ces travaux indépendants de Vroubel ne sont pas acceptés par Prakhov qui en comprend toutefois parfaitement la signification. Le style original de la peinture de Vroubel contraste tellement du travail de ses collègues qu'il faudrait, selon Prakhov, construire une église rien que pour lui et son style si particulier,.
En plus des travaux sur commande, Vroubel peint aussi pour lui-même comme le tableau Prière pour le calice et il passe aussi par une crise personnelle sérieuse dont il écrit à sa sœur :
| « Je peins et je dessine avec toute la force du Christ, mais pendant ce temps-là, sans doute parce que je suis loin de ma famille, le rituel religieux, en ce compris la Résurrection du Christ m'ennuie et me devient étranger. » |

### Jeune fille sur fond de tapis persan

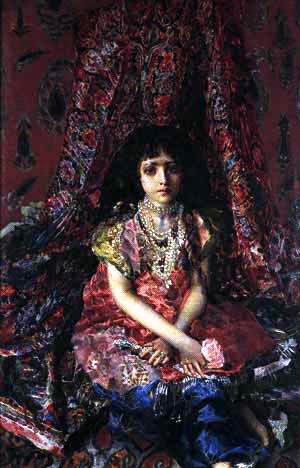
Jeune fille sur fond de tapis persan, 1886, Musée national d'art russe (Kiev).

Alors qu'il peint les églises de Kiev, Vroubel se réfère en même temps à l'image du Démon. Il transfère les techniques d'art sacré qu'il utilise pour développer un sujet opposé. Pour le critique P. I. Klimov, c'était tout à fait logique et naturel pour Mikhaïl Alexandrovitch et cela témoignait du sens et de la direction de sa recherche artistique. Durant cette période de luttes spirituelles de son fils, le père de Mikhaïl, Alexandre Mikhaïlovitch Vroubel vient à Kiev. Le mode de vie de son fils l'épouvante : « Pas de couvertures chaudes, pas de manteau d'hiver, pas de vêtements, sauf ceux qu'il a sur lui… Cela fait mal à voir, c'est à pleurer ». Le père voit la première version du Démon et elle le dégoute. Il note que son tableau a peu de chance de recueillir la sympathie de la critique et de l'académie des beaux-arts. Vroubel détruit cette première version ainsi que beaucoup d'autres réalisées par lui à Kiev. Pour avoir de l'argent il commence à peindre Conte oriental, mais seulement à l'aquarelle. Il veut l'offrir à Prakhov, puis le déchire, puis recolle ensemble les morceaux déchirés. La seule œuvre qu'il termine est celle de la fille du propriétaire de la caisse de prêt sur gage Mani Dakhnovitch Jeune fille sur fond de tapis persan que le critique N. A. Dmitrieva qualifie de portrait-fantaisie. Le tableau n'a pas plu au client et c'est I. N. Terechenko qui l'a acheté.
Sa crise spirituelle ressort encore de l'histoire suivante : il se rend un jour chez Prakhov, qui avait réuni une équipe de peintres pour peindre la cathédrale de Kiev. Vroubel lui déclare que son père vient de mourir inopinément à Kharkov. Les autres peintres réunissent un peu d'argent pour son voyage en faisant une collecte. Mais le père se présente le lendemain chez Prakhov. Ce dernier explique au père de Mikhaïl que son fils
s'est pris d'une passion soudaine pour une quelconque chanteuse anglaise de cabaret. Puis ses amis ont essayé de lui trouver un travail stable. Il est chargé de travaux secondaires pour la cathédrale Saint-Vladimir de Kiev, comme la peinture des ornements de la Création du monde sur un des plafonds réalisé par les frères Alexandre Svedomski et Pavel Svedomski. Il donne aussi des cours de dessin, enseigne à l'académie des beaux-arts de Kiev. Tous ces travaux ne sont pas officiels et il ne bénéficie d'aucun contrat . N. A. Dmitrieva résume sa vie à Kiev à cette époque par ces mots :
| « À Kiev il vivait à l'écart et ne recevait de leçons que des maîtres anciens. Il devait entrer dans la profondeur de la vie d'artiste. Cela s'est réalisé quand il a déménagé à Moscou. » |

## Période moscovite (1890—1902)

### Déménagement à Moscou

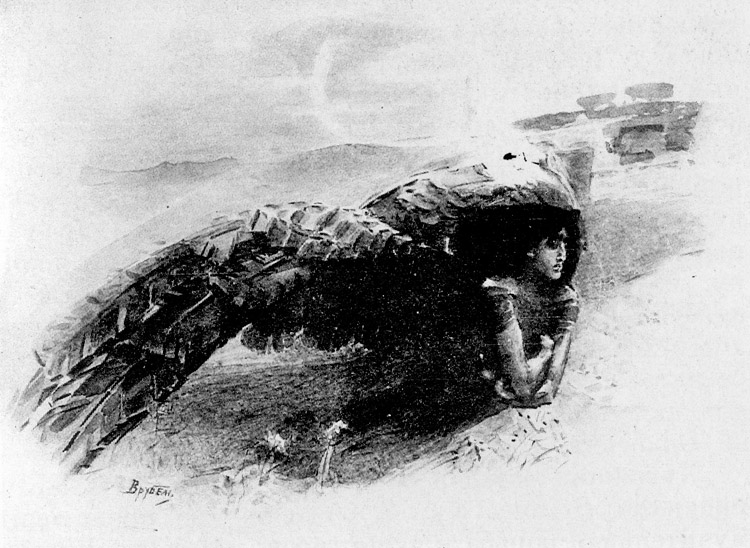
Le Démon volant. Aquarelle. 1891.

En 1889, le père de Vroubel est déplacé de Karkhov à Kazan, où il tombe gravement malade. Son fils Mikhaïl est ainsi obligé de quitter Kiev et d'aller le rejoindre à Kazan. Alexandre Vroubel finit par se rétablir mais décide de démissionner de l'armée et de s'installer à Kiev. En septembre Mikhaïl Vroubel part pour Moscou pour revoir ses amis. Il finira par rester dans cette ville pendant quinze ans.
Son installation à Moscou est le fait du hasard, comme pour beaucoup d'évènements durant sa vie. Il est probablement arrivé dans la capitale à cause de sa fascination pour une écuyère de cirque. Vroubel vit alors à Moscou, dans l'atelier de Constantin Korovine, rue Dolgaroukovskaïa. Il pense aussi travailler dans un atelier commun avec Korovine et Valentin Serov, mais les relations avec Serov ne s'y prêtaient pas trop. Korovine lui fait faire la connaissance du mécène Savva Mamontov. En décembre il déménage rue Sadovaia-Spassakaïa (actuellement dépendance du domaine de Mamontov no 6, bâtiment 2). Les relations avec Mamontov n'étaient toutefois pas toujours sans nuages : l'épouse de Mamontov ne supportait pas du tout Vroubel qu'elle appelait ouvertement « le blasphémateur et l'ivrogne ». Finalement, Vroubel déménage dans un appartement qu'il prend en location pour éviter les tensions.

### Le Démon

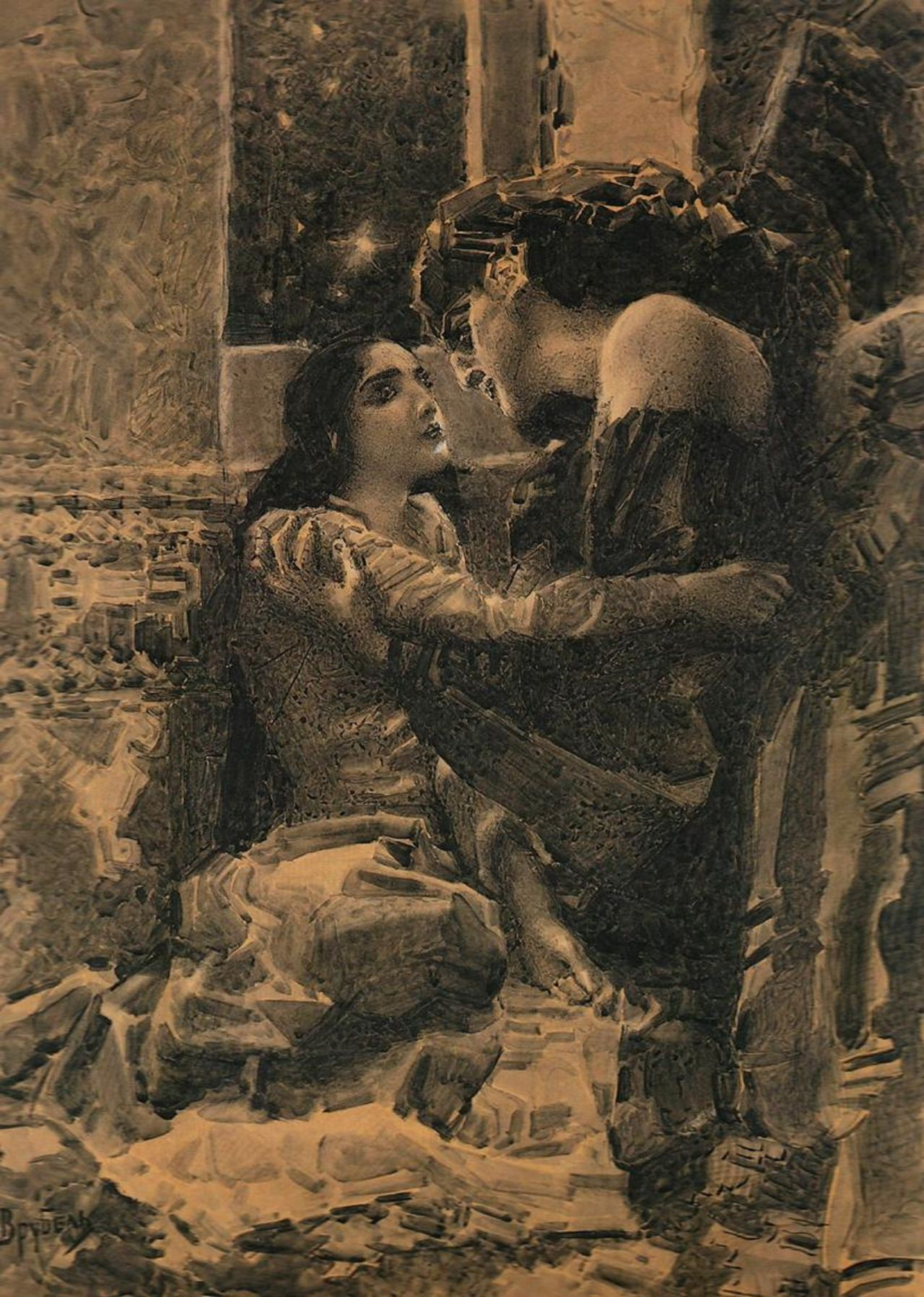
Tamara et le Démon, illustration du poème de Mikhaïl Lermontov, 1890.

C'est le projet des frères Kouchneriov et de l'éditeur Piotr Petrovitch Kontchalovski (père de Piotr Kontchalovski), d'éditer un recueil en deux tomes pour le jubilé de l'ouvrage Le Démon de Mikhaïl Lermontov qui a ramené Vroubel vers le thème du Démon. L'ouvrage est prévu accompagné d'illustrations des meilleurs artistes. Dix-huit peintres sont sélectionnés, parmi lesquels Ilia Répine, Ivan Chichkine, Ivan Aïvazovski, Leonid Pasternak, Apollinaire Vasnetsov. Vroubel est le seul parmi ceux-ci à être complètement inconnu du public. C'est L. Pasternak qui a préparé la mise en forme de l'édition. On ne sait pas qui a eu l'idée de demander la participation de Vroubel . La rémunération du travail de Vroubel n'était pas très élevée (800 roubles pour cinq grandes et 13 petites illustrations). De plus les illustrations de Vroubel passaient mal, les originaux avaient donc du été corrigés par lui. La principale difficulté venait du fait que ses illustrations n'étaient pas bien comprises par ses collègues de l'édition. Et pourtant, le 10 avril 1891, elles sont autorisées par la censure impériale et constituent un évènement dans la presse. Au début, la presse s'attaque férocement aux illustrations de Vroubel « grossières, laides, caricaturales, absurdes » (il faut remarquer que 20 ans plus tard on reconnaît à Vroubel le pouvoir de « traduire dans un nouveau langage » l'essence poétique de l'esprit de Lermontov),.
Toutes les illustrations du poème ont été réalisées à l'aquarelle noire par Vroubel. Cette monochromie permet de souligner le caractère dramatique du sujet et en même temps de montrer le registre des recherches de l'artiste. Le Démon devient un archétype de l'ange déchu qui réunit les aspects masculins et féminins de l'humanité. En même temps Tamara est représentée dans un style différent, ce qui souligne la nécessité pour elle de choisir entre le ciel et la terre. Selon l'historienne d'art N. Dmitrieva, les illustrations de Vroubel pour le jubilé du Démon de Lermontov représentent le summum de l'art graphique de Vroubel.
Au moment où il réalise les illustrations pour l'ouvrage de Lermontov, Vroubel réalise aussi sa première grande toile sur le sujet : Le Démon assis. Selon P. I. Klimov, c'est le plus connu des Démons de Vroubel et le plus libre de toute association littéraire au texte de Lermontov. Mikhaïl Vroubel informe sa sœur par une lettre du 22 mai 1890 du travail réalisé par lui :
| « …Je peins un Démon, ce n'est pas exactement le Démon monumental dont je vous écrirai en temps voulu, mais un démoniaque à demi-nu, ailé, au visage sombre et pensif, assis, serrant ses genoux, sur fond de coucher de soleil, il regarde une prairie de fleurs, dont les tiges plient sous leur poids. » |

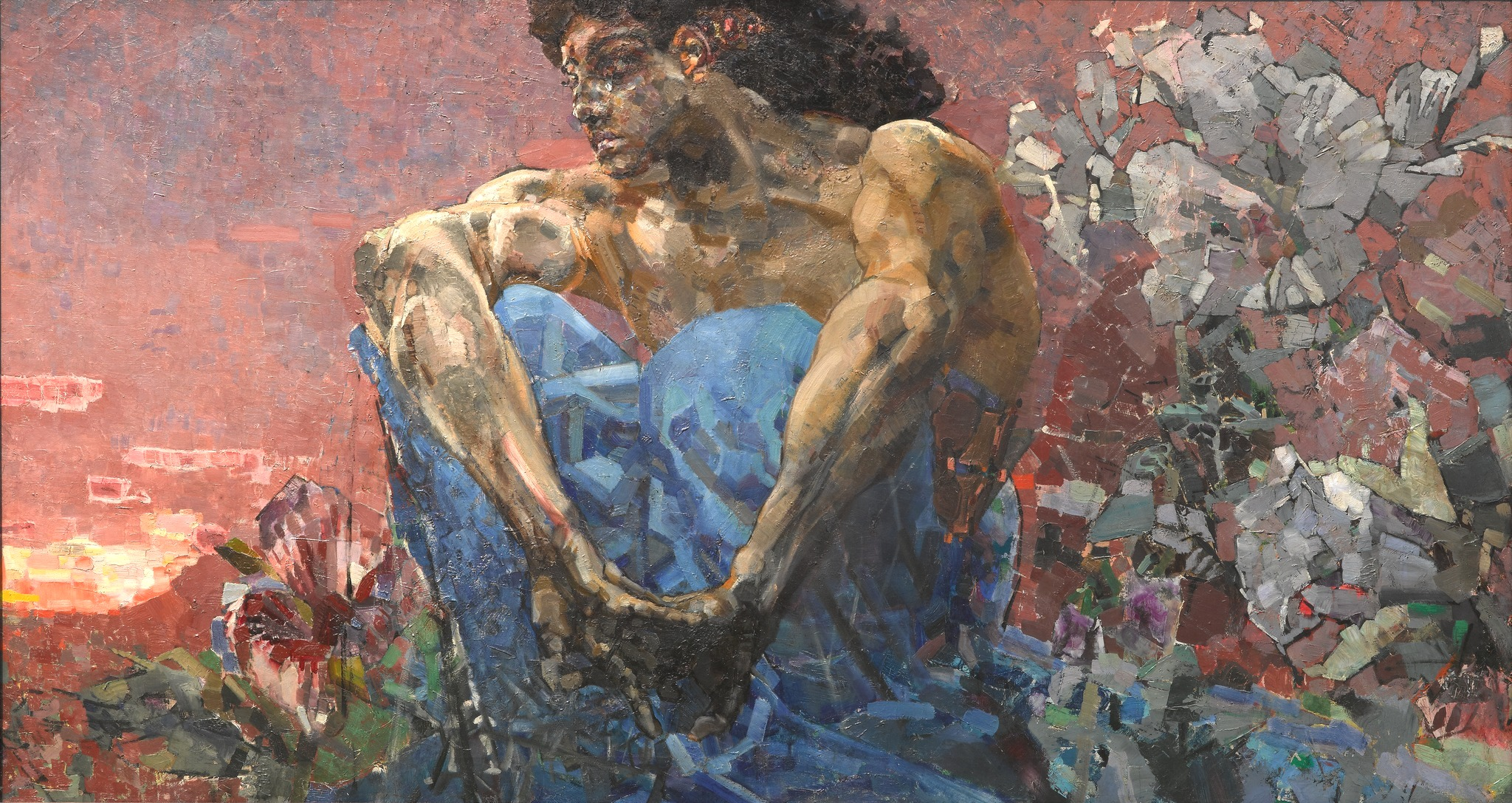
Le Démon assis, 1890, galerie Tretiakov.

L'image multicolore est plus ascétique que si elle était monochrome. La texture de la peinture ainsi que sa couleur font ressortir la mélancolie du Démon, qui aspire au monde vivant. Les fleurs qui l'entourent sont des cristaux froids, elles reproduisent les fractures des roches. La différentiation du Démon au monde est soulignée par les nuages de pierre dans le ciel derrière lui. Malgré ce qu'en écrit Vroubel, ce Démon n'a pas d'ailes à moins qu'il ne s'agisse de ce contour hypertrophié sous son épaule et ses cheveux. Ce n'est que huit années plus tard que l'artiste fera encore appel à l'image du Démon pour son Démon volant .

### Technique cristallique chez Vroubel
C'est dans la seconde partie des années 1880 que Vroubel développe sa technique cristallique. Il est à la recherche d'un nouveau langage et ses tentatives pour incarner le démon l'occupent pendant plusieurs années. En juxtaposant des micro-surfaces il tente de dépasser la double dimension du dessin, les lignes ne lui suffisant plus. Il fait émerger un volume de matière taillée sur sa toile à partir de la feuille, du dessin et de la couleur. Il forme des surfaces qui sont agencées pour créer une sculpture. Ses premières recherches sur la tête du démon ont d'ailleurs débuté par la sculpture d'une tête de démon. Les contours des objets sont réalisés par la juxtaposition de surfaces côte à côte qui se démultiplient à l'infini. Elles évoquent les faces multiples du cristal. Cela lui permet de réaliser des tableaux à thèmes ornementaux complexes comme les décors et le corps même de ses démons ou comme les tissus et tapis dans Jeune fille sur fond de tapis persan. Le cristal n'est toutefois pas synonyme de beauté figée. La cristallisation est au contraire un processus dynamique. Le spectateur de la toile peut croire assister à la création même de ce qui est représenté sur la toile. Le monde représenté est en mouvement. Que ce soit du vivant ou du non-vivant, de l'humain ou du non-humain toute la stabilité du monde imaginaire recrée par l'artiste est perpétuellement remis en question.

### Le symbolisme de Vroubel
Vroubel est le plus marquant des peintres russes que l'on peut qualifier de symboliste. Il en est considéré par les symbolistes eux-mêmes comme l'un des précurseurs. Il anticipe à la fois Mir iskousstva et le symbolisme littéraire. Alors que le terme même de symbolisme est utilisé par Jean Moréas en 1886, les premières œuvres de Vroubel datent de 1880. Le peintre russe s'inscrit donc dans le courant de la peinture représenté par Arnold Böcklin, Fernand Khnopff, Félicien Rops ou Franz von Stuck. Rejetant le naturalisme et le matérialisme, Vroubel contribue au retour de la spiritualité dans un cadre plus large que la tradition chrétienne. Vroubel s'inspire des traditions littéraires (Le Démon de Lermontov, Faust, Hamlet et musicales (Rimski-Korsakov). Également des figures du folklore (Pan, La Princesse cygne). Son ornementalisme Art nouveau se retrouve dans les attributs des personnages (plumes, vêtements, chevelure) et dans la nature luxuriante qui les entoure.

### Atelier d'Abramtsevo
Vroubel séjourne à Abramtsevo en 1890 et il s'y passionne pour l'apprentissage de la céramique. Il écrit à ce propos à sa sœur Anna qu'il commence à exécuter de la décoration en faïence et en terre cuite . Savva Mamontov, bien qu'il ne partage pas les aspirations esthétiques de l'artiste, apprécie son talent et essaye de lui procurer un habitat convenable. Vroubel, grâce à lui, peut pour la première fois de sa vie, cesser d'être le pique-assiette dans des familles aisées et peut gagner sa vie normalement : il obtient des commandes de plusieurs poêles décorés, s'occupe de la création d'une chapelle décorée de majolique pour la tombe de A. Momontov (décédé en 1890 à l'âge de 22 ans), et encore de la construction d'une annexe en style romano-byzantin pour la demeure de la famille Momontov. Selon l'historienne d'art N. A. Dmitrieva, « Vroubel s'est avéré être indispensable du fait qu'il pouvait tout faire avec facilité, sauf composer des textes. Ses dons lui offraient des possibilités infinies. La sculpture, la mosaïque, le vitrage, la maïolique, les masques décoratifs, les projets architecturaux, la décoration pour le théâtre, le dessin de costumes, il se trouvait dans son élément dans tous ces domaines. Les motifs décoratifs s'écoulaient, comme d'une corne d'abondance : des oiseaux, des sirènes des roussalki, des divas marines, des chevaliers, des elfes, des fleurs, des libellules, et tout cela réalisé avec style, en tenant compte des particularités du matériel utilisé et de l'environnement. C'est à cette époque, avec ses recherches de la beauté pure et élégante, en même temps que celles sur les objets de la vie quotidienne que Vroubel devient un des créateurs de l'architecture Art nouveau en Russie, ce nouveau style qui s'est superposé au romantisme néo-russe du cercle de Mamontov ».

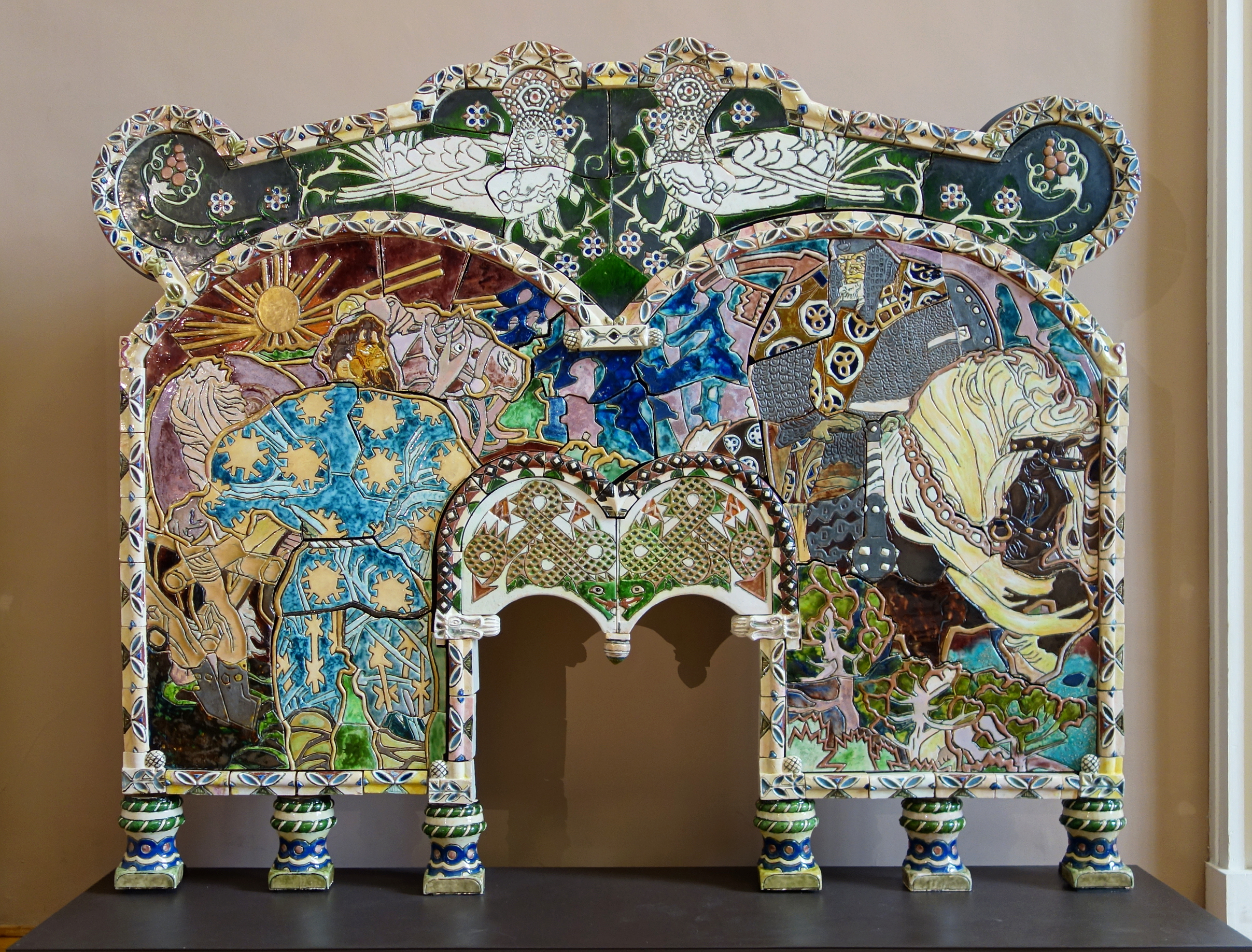
Cheminée décorative Volga Sviatoslavitch et Mikoula Selianinovitch, 1899.

Les ateliers de Mamontov à Abramtsevo ainsi que Maria Tenicheva à Talachkino ont réalisé en Russie les principes d’Arts & Crafts, formulé par le cercle de William Morris. C'est l'occasion d'une renaissance de l'artisanat russe traditionnel . La différence entre les activités d'Abramtsevo, où Vroubel déployait une grande activité, et celles de Talachkino où il était aussi actif, tient à ce que le cercle de Momontov mettait l'accent sur le théâtre et les projets architecturaux, utilisant pour cela toutes les réalisations de la culture mondiale. Tandis qu' à Talachkino l'activité des ateliers était limitée à la sphère de la vie quotidienne basée sur les traditions nationales russes. La poterie d'Abramtsevo a joué un rôle important dans la renaissance en Russie de l'art de la majolique, qui attire par sa simplicité, sa spontanéité. Les formes ont une texture rugueuse qui est corrigée grâce à la glaçure. La céramique a permis à Vroubel d'expérimenter librement
les possibilités de la matière plastique et picturale, malgré l'absence de formation artisanale, en exerçant librement sa fantaisie. Les idées de Vroubel ont été utilisées et poursuivies à Abramtsevo par un céramiste réputé : Piotr Vaouline.

### Deuxième voyage en Italie

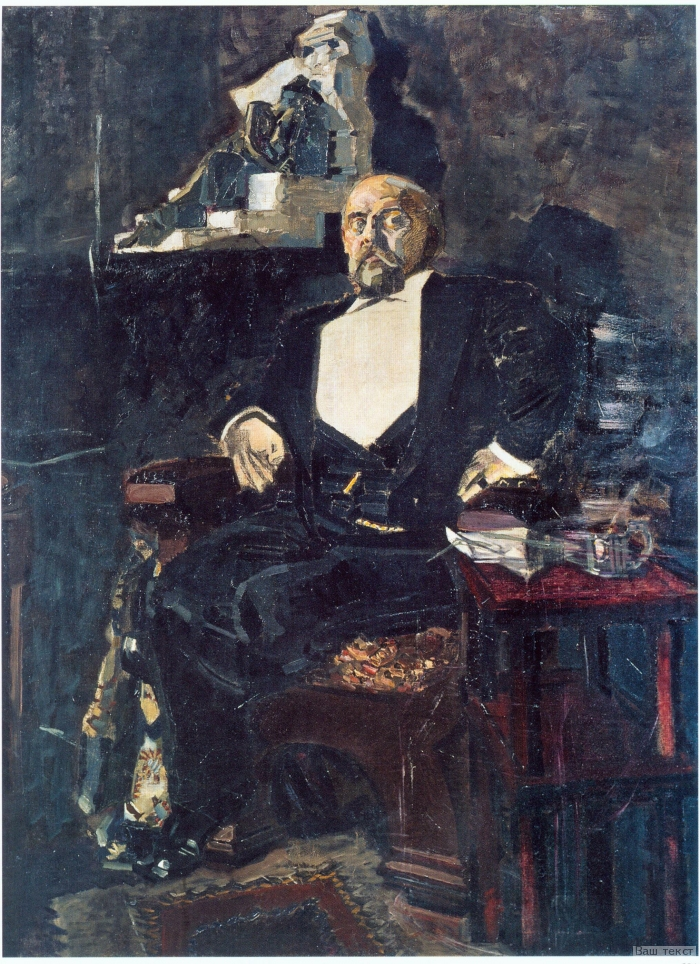
Portrait de Savva Mamontov, 1897, galerie Tretiakov.

En 1891, la famille Mamontov voyage en Italie. L'itinéraire est choisi en fonction des centres d'intérêts de l'atelier de poterie d'Abramtsevo. Vroubel accompagne la famille en tant que consultant et cela ne manque pas de provoquer un violent conflit avec l'épouse de Savva Mamontov, Elisabeta Grigorievna. Mamontov se rend malgré tout à Milan avec Vroubel. Lilia Vroubel, la jeune demi-sœur du peintre y étudie le chant. On suppose que Vroubel passe ensuite un hiver à Rome où il réalise une commande de Mamontov, la décoration de la pièce Les Joyeuses Commères de Windsor ainsi que le design d'un nouvel opéra, l'Opéra privé de Moscou. Savva Mamontov accorde à Vroubel un salaire mensuel fixe. Les problèmes d'entente avec l'épouse Elisabeth obligeront Vroubel à s'installer à Rome, chez Pavel et Alexandre Svedomski.
Vroubel ne s'entend pas avec les artistes russes qui travaillent à Rome. Il se sent plus proche d'Alexandre Rizzoni (ru) et des frères Pavel et Alexandre Svedomski. Avec eux il fréquente le théâtre de variété Apollon et le café Arano. L'atelier des frères Svedomski lui plait. C'était une ancienne orangerie aux parois de verre qui était très froide en hiver. Les Svedomski reconnaissaient la supériorité artistique de Vroubel et ne se contentaient pas de l'héberger mais partageaient aussi ses commandes..
Mamontov accepte finalement que Vroubel s'installe dans l'atelier d'Alexandre Rizzoni, un artiste à moitié italien, diplômé de l'Académie des beaux-arts. Vroubel a toujours eu beaucoup de respect pour ce peintre et il acceptait de travailler sous sa direction. Rizzoni ne se considérait pas en droit de s'immiscer dans la recherche par un autre artiste d'un style personnel..
L'hiver 1892, Vroubel prévoit de prendre part au Salon de peinture et de sculpture à Paris, et il pense à un tableau Snegourotchka (La fille des neiges) (qui n'a pas été conservé). Mamontov se souvient de ce tableau :
| « Nous nous rendons chez Vroubel, qui a réalisé une aquarelle de la tête de Snegourotchka en dimension réelle, devant un fond de pins. C'est une merveille, mais le visage se présente avec des fluides dans les yeux et de la colère. C'est curieux de devoir venir à Rome pour peindre l'hiver russe. » |

D'Italie, Vroubel revient à Abramtsevo, où il réalise un projet de peindre des paysages italiens à partir de photographies. Mais ce projet ne lui apporte aucun profit sur des commandes. Il réalise ainsi le panneau Venise,.

### Décoration
Vroubel passe l'hiver 1892—1893 à Abramtsevo. Les commandes de Momontov lui permettent de voir sa réputation grandir à Moscou
et d'enregistrer quelques commandes intéressantes financièrement sur des hôtels de maître de la rue Povarskaïa (en), comme celui de la famille Dounkerk, celui des Mamontov. Pour la remise à neuf de la décoration de l'hôtel particulier de Zinaïda Morozova, rue Spiridonovka et du celui d'Alexeï Morozov au chemin Podsosensky, Vroubel travaille avec l'architecte Franz Schechtel, le plus influent de l'Art nouveau à Moscou .
Les réalisations décoratives de Vroubel démontrent l'universalité de son talent, qui relie la peinture à l'architecture, la sculpture et les arts appliqués. Son rôle a été dominant dans la création des ensembles d'un Moscou modern. Ses sculptures ont attiré l'attention de ses contemporains comme Alexandre Matveïev qui à la fin de sa vie affirmait que « sans Vroubel il n'y aurait rien eu …» Sergueï Konionkov…». Les œuvres les plus significatives de Vroubel dans le domaine de la sculpture sont des compositions gothiques comme Robert et les nonnes et dans le domaine de la décoration le réverbère de l'escalier de l'hôtel de maître de Morozov. La littérature architecturale souligne le rôle exceptionnel de Vroubel dans la réalisation des œuvres de style modern à Moscou. Il est l'auteur de plusieurs œuvres architecturales en céramique (petites sculptures en plastique, maïolique et faïence), qui entrent dans la composition d'édifices de style modern et néo-russe (gare de Iaroslavl, maison de rapport Sokol, maison Iakountchikova, maison Vasnetsov etc.) L'hôtel de maître Mamontov à Sadovaïa Spasskaïa est construit suivant la conception architecturale de Vroubel. Il est également l'auteur de divers édifices parmi lesquels l'église de Talachkino, un pavillon de l'exposition universelle de Paris.

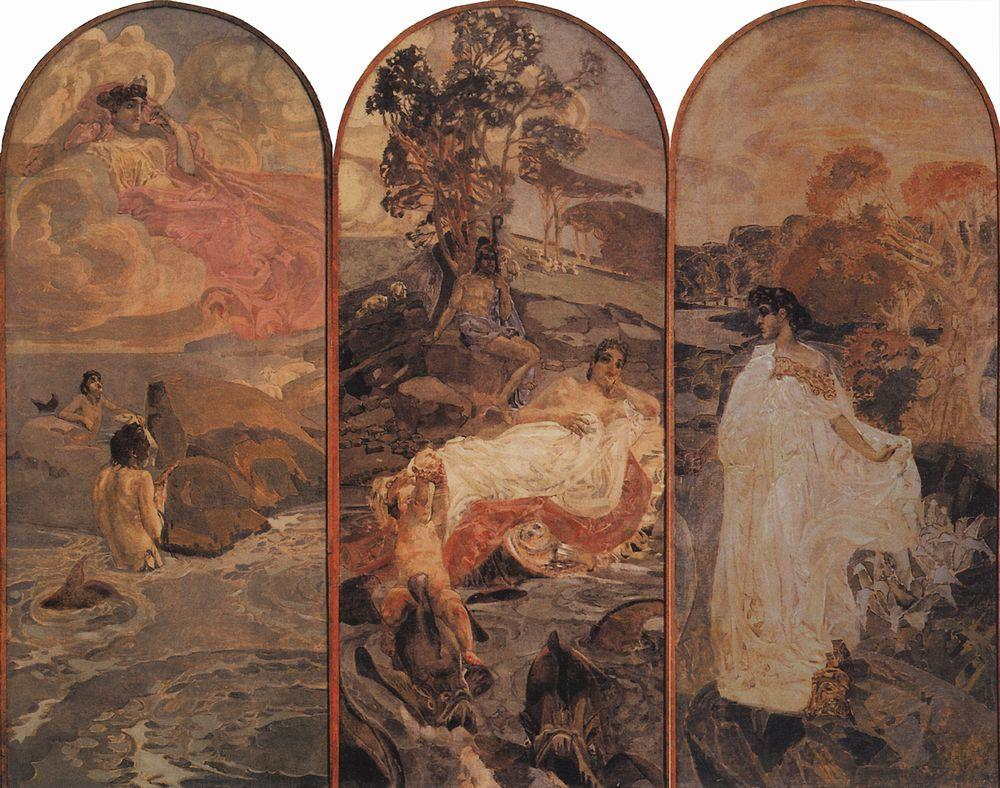
Jugement de Pâris. Réalisé pour la maison Dunker, il est refusé par les clients et c'est finalement le collectionneur Constantin Artsybouchev qui l'acquiert.

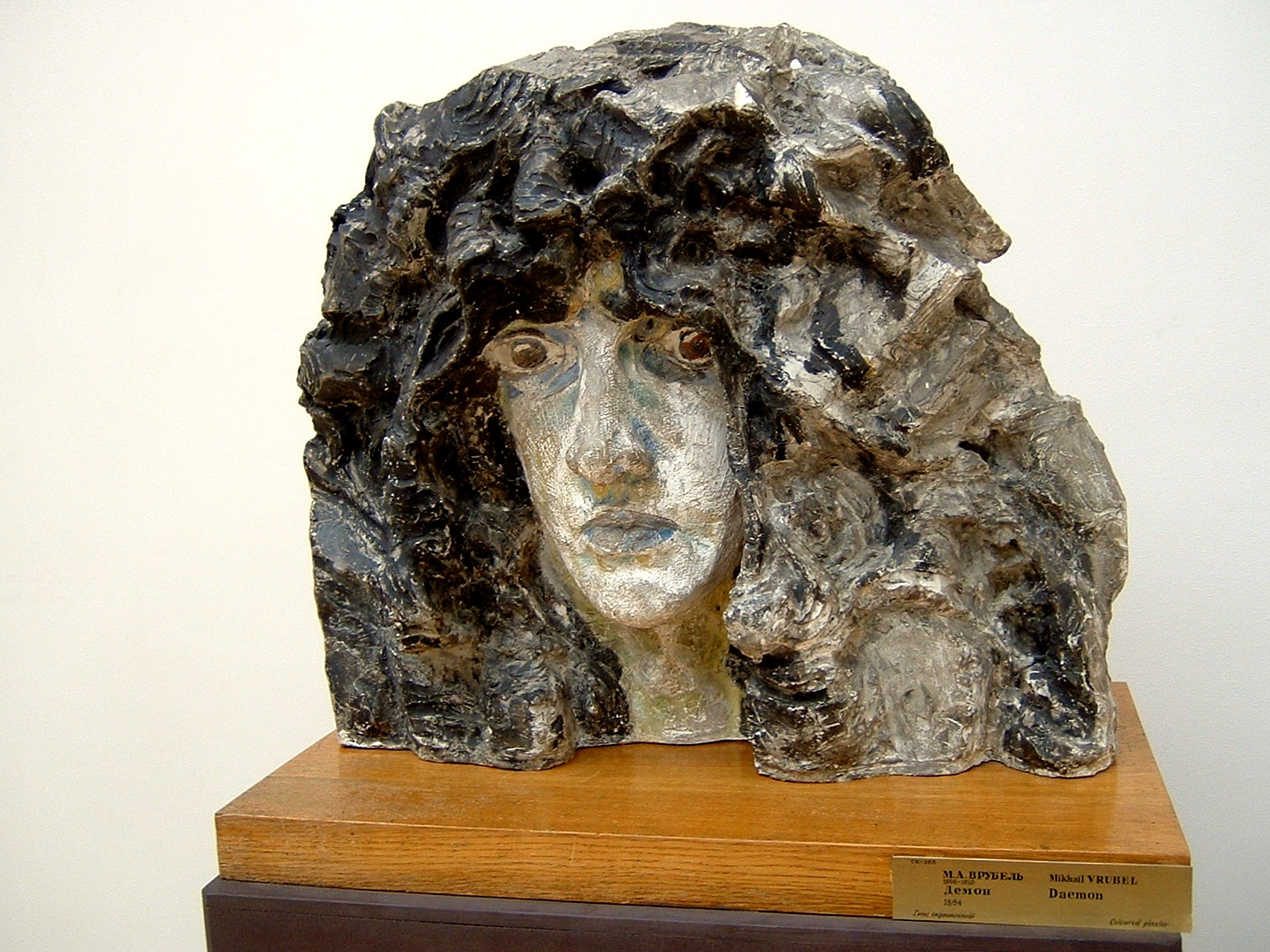
Tête de Démon. Maïolique, 1894, Musée russe. Ce démon a servi de modèles pour les tableaux qui ont suivi. Les yeux sont immenses, l'expression est à la fois fière et fragile. La chevelure cache partiellement le visage exalté.

En 1894, Vroubel entre en profonde dépression. Savva Mamontov l'envoie en Italie pour s'occuper de son fils Sergueï, un officier hussard qui devait suivre un traitement en Europe, car souffrant d'une maladie rénale héréditaire. Vroubel convenait parfaitement pour ce genre de mission. Il revient en avril à Odessa et se retrouve de nouveau sans un sou, sans espoir d'en gagner et au milieu de disputes familiales. Il crée alors sa statuette de la tête de Démon en maïolique. Le collectionneur Constantin Artsybouchev l'achète et cela permet à Vroubel de retourner à Moscou.
La Diseuse de bonne aventure (Gadalka) est réalisée en un jour, sous l'emprise d'une puissante impulsion de l'artiste. Cette composition ressemble à la Jeune fille sur fond de tapis persan. Le modèle est assis dans la même pose que la jeune fille. C'est une femme aux cheveux noirs, de type oriental, elle ne regarde pas les cartes, son visage est impénétrable. La couleur déterminante du tableau est celle de l'écharpe rose sur les épaules du personnage. Selon N. A. Dmitrieva, la coloration de l'ensemble semble de mauvais augure alors que traditionnellement le rose est considéré comme serein. Selon V. Domiteeva, le modèle de la diseuse de bonne aventure est une des maitresses de Vroubel, une cosaque sibérienne. Mais la source première du sujet est l'opéra Carmen. C'est de lui que provient le résultat négatif de la divination : l'as de pique. Le tableau est réalisé sur un portrait du frère de Vroubel, Nicolas, qui est recouvert par la nouvelle image.

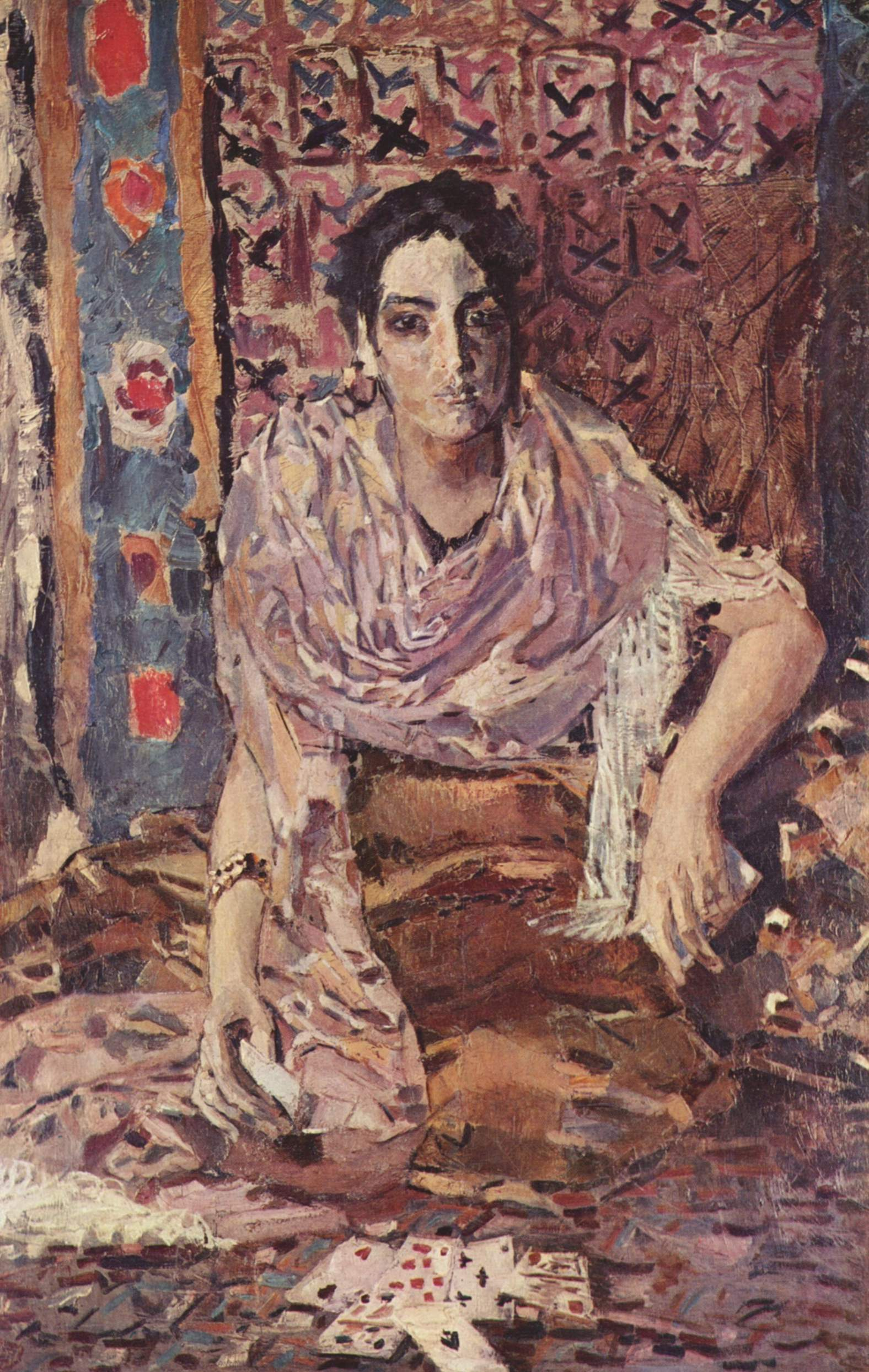
Diseuse de bonne aventure, 1895.

Vroubel n'abandonne pas son mode de vie bohème. Selon Constantin Korovine il a reçu des sommes importantes pour ses réalisations de panneaux dans les maisons de maître et il a dépensé ses gains comme suit :
| « Il a donné un banquet à l'hôtel Paris où il vivait. À ce banquet, il invite tous ceux qui vivaient là. Quand je suis passé tard en revenant du théâtre, j'ai vu des tables couvertes de bouteilles de vin, de champagne, beaucoup de monde, et parmi les hôtes : des tziganes, des guitaristes, un orchestre, des militaires, des acteurs, et Mikhaïl traitait chacun comme un maître d'hôtel portant lui-même le champagne enveloppé dans une serviette et servant tout le monde. — « Comme je suis heureux » m'a-t-il dit. — « Je me sens un homme riche. Regarde comme tout le monde est content et de bonne humeur. » Ses cinq mille roubles se sont envolés et il en manquait encore. Il a travaillé deux mois pour couvrir la dette subsistant. » |

### Exposition de Nijni Novgorod de 1896

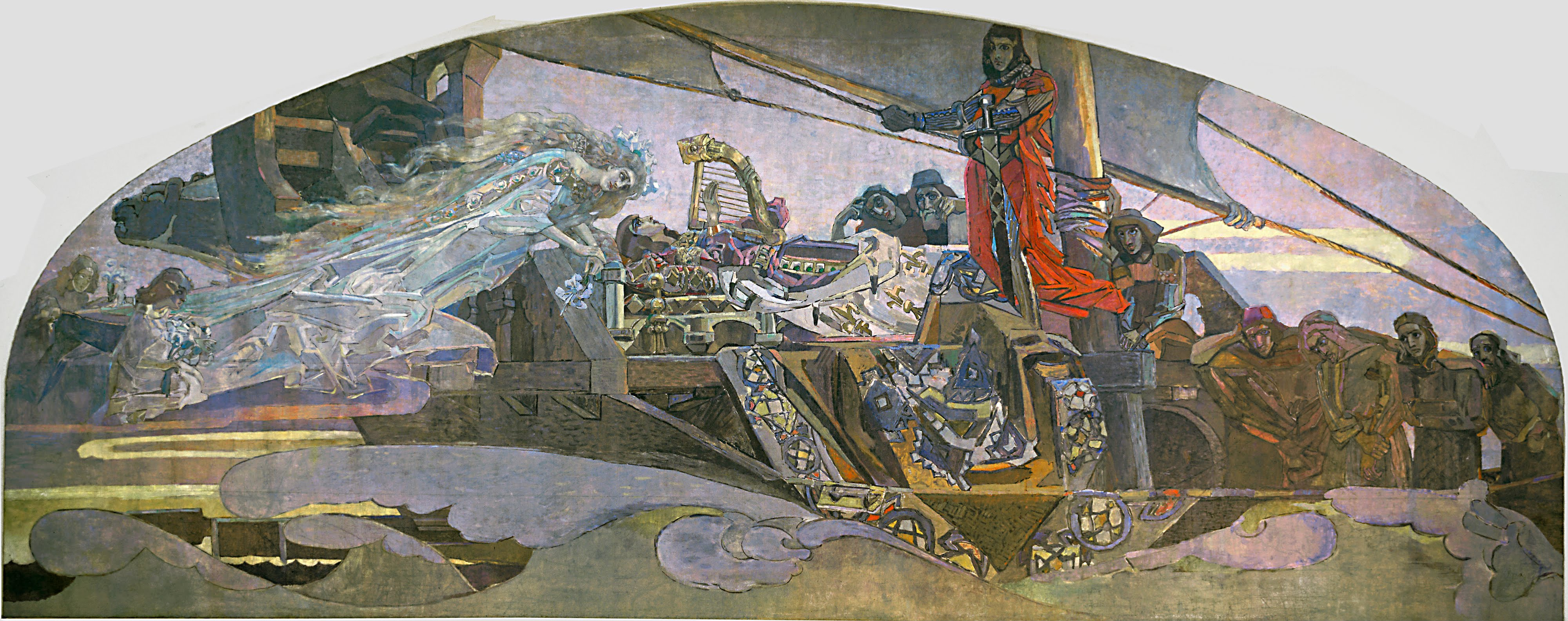
La Princesse Grioza, 1896, galerie Tretiakov.

En 1895, Vroubel souhaite faire remarquer sa présence dans la vie artistique russe. En février il envoie à la 23e exposition des Ambulants le Portrait de Kazakov, qui n'est pas admis à l'exposition. La même saison il prend part à la troisième exposition de la Société des artistes de Moscou avec une sculpture Tête de géant sur le thème du poème de Pouchkine Rouslan et Ludmila. Presque tous les exposants bénéficient dans la revue Les Nouvelles russes d'une critique favorable. Seul Vroubel est noté séparément comme un exemple de ce qu'il faut faire pour enlever de son sujet toute beauté artistique et poétique !.
Une sortie plus prometteuse s'ouvre pour Vroubel avec sa participation à la Grande exposition de toute la Russie à Nijni -Novgorod en 1896 , qui coïncide avec le couronnement du nouvel empereur Nicolas II. Savva Mamontov, qui est superviseur du département de la Russie du Nord, remarque que dans le pavillon voisin du sien, deux grands murs sont nus et il négocie avec le ministre des finances pour pouvoir occuper l'espace avec de grands panneaux sur une surface de vingt sur cinq mètres. Ces panneaux sont laissés à la disposition de Vroubel pour une œuvre de son choix. L'artiste s'occupait à l'époque de la décoration de la résidence privée de Savva Morozov à Moscou. La mesure de la commande, qui s'étend sur cent mètres carrés, et le délai de trois mois à respecter, découragent. Mais Vroubel marque son accord. Pour un des murs, il choisit une histoire de byline Mikoula Selianinovitch comme symbole de la force de la terre russe, pour l'autre il choisit La Princesse Grioza, d'après La princesse lointaine d'Edmond Rostand comme symbole pour tous les artistes du rêve de la beauté. Dans un laps de temps aussi court il n'était pas pensable de réaliser soi-même tout le travail, et pour le panneau de Mikoula c'est T.A. Safonov qui a commencé la toile à Nijni-Novgorod sur base d'une esquisse envoyée de Moscou par Vroubel. Une frise décorative est ajoutée par A. A. Karelin le fils du photographe Andreï Ossipovitch Karelin.
Le 5 mars 1896, l'académicien Albert Benois signale à la direction de l'académie des beaux-arts que dans le pavillon qui lui a été confié sont menés des travaux non coordonnés ni exigés, à partir des esquisses de Vroubel, de prétendus panneaux. Le 25 avril, après l'arrivée de Vroubel à Nijni Novgorod, le télégramme suivant est envoyé à Saint-Pétersbourg :

« Le panneau de Vroubel est monstrueux, il faut absolument l'enlever, nous attendons le jury. »

Le jury arrive sur place le 3 mai et ses membres sont Vladimir Beklemichev, Constantin Savitski, Pavel Brioullov et quelques autres. Il estime qu'il est impossible d'exposer les travaux de Vroubel dans le département artistique de l'exposition. Mais Mamontov demande à Vroubel de poursuivre son travail et se rend à Saint-Pétersbourg, si bien que l'hostilité au panneau de Vroubel Mikoula Selianinovitch augmente encore. Vroubel arrive à la conclusion que les proportions de ses personnages ne sont pas bonnes et il commence à peindre une nouvelle version, dans un pavillon sur les quais. Mamontov tente en vain de réunir un nouveau jury à Saint-Pétersbourg. Le 22 mai, les œuvres de Vroubel sont sorties du pavillon et Vroubel quitte l'exposition.

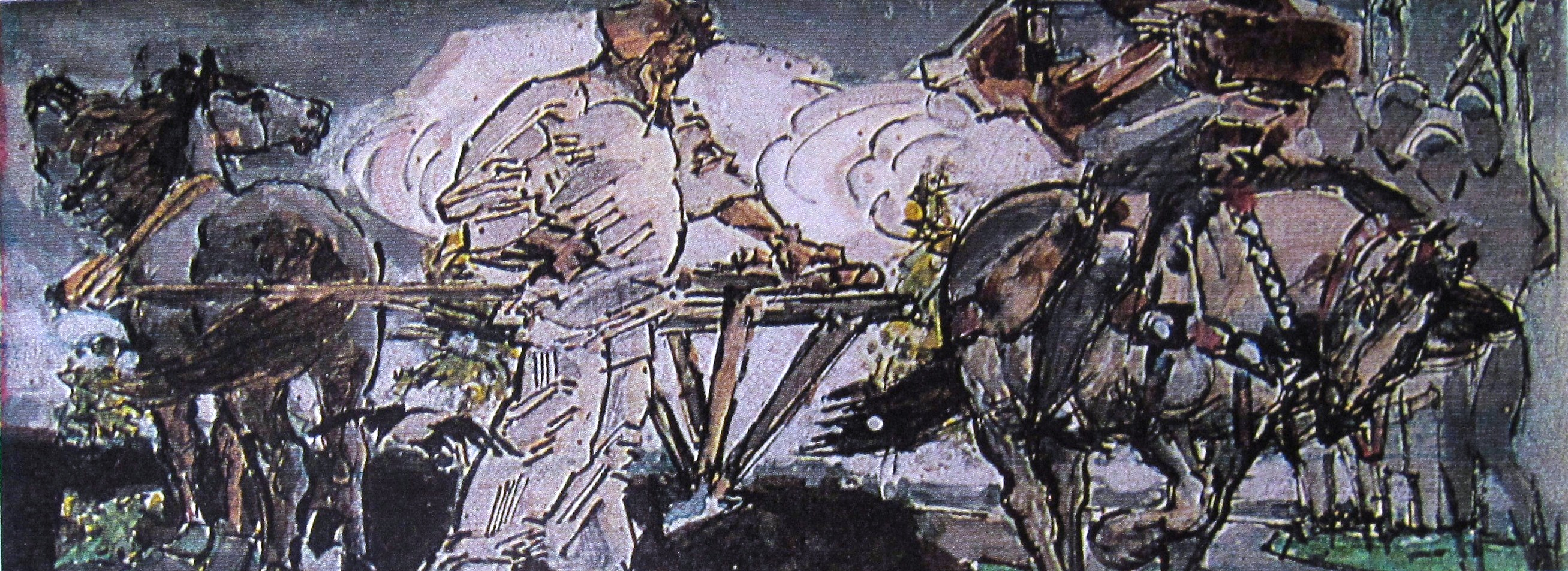
Mikoula Selianinovitch, esquisse de panneau [Musée des beaux-arts de Géorgie].

Vroubel ne subit pas de préjudice matériel : Mamontov lui achète les deux panneaux pour 5 000 roubles et se met d'accord avec Vassili Polenov et Constantin Korovine sur l'achèvement du panneau de Míkoula Selianinovitch. Les toiles sont enroulées et retournent à Moscou, où Polenov et Korovine ont pris leur part de travail dans les modifications à réaliser selon Vroubel. Tandis que ce dernier mettait la dernière main à la toile de la Princesse Grioza dans un hangar d'un atelier d'Abramtsevo. La toile a pu être renvoyée à Nijni Novgorod pour la visite de l'empereur et de l'impératrice prévue du 15 au 17 juillet. En plus des deux grands panneaux, Vroubel a pu exposer une Tête de Démon, le Jugement de Pâris, Tête de Géant et Portrait de Constantin Artsybouchev. Par la suite, lors de la construction à Moscou de l'Hôtel Métropol à Moscou, un des frontons donnant sur la rue Neglinnaïa a été décoré en majolique sur le sujet et le dessin du panneau La Princesse Grioza. Cette réalisation a été préparée dans l'atelier d'Abramtsevo à la demande de Savva Mamontov.
Mikhaïl Alexandrovitch part alors pour l'Europe pour s'occuper de problèmes matrimoniaux et c'est Savva Mamontov qui gère la suite du programme pour l'exposition. Il fait construite un pavillon spécial à Nijni Novgorod, sur lequel il fait inscrire : « Exposition des panneaux décoratifs de peintre Mikhaïl Vroubel rejetées par le jury de l'Académie impériale des beaux-arts. » Les cinq derniers mots doivent finalement être badigeonnés.
Une nouvelle polémique débuté alors autour des panneaux de Vroubel, ouverte par Nikolai Garin-Mikhailovsky (en), dans un article intitulé « L'artiste et le jury », dans lequel est présenté pour la première fois une analyse équilibrée de son œuvre, sans invectives. Vroubel avait contre lui Maxime Gorki, qui avait couvert les évènements de l'exposition : Mikoula Selianinovitch y est décrit sur un ton moqueur, où Gorki le compare au héros épique Oncle Tchionomor (un des héros notamment du poème de Pouchkine Rouslan et Ludmila). Quant au panneau La Princesse Grioza, il provoque l'indignation de Gorki, par la défiguration du sujet. Dans cinq articles, Gorki dénonce la « pauvreté d'esprit et le manque d'imagination de l'artiste .

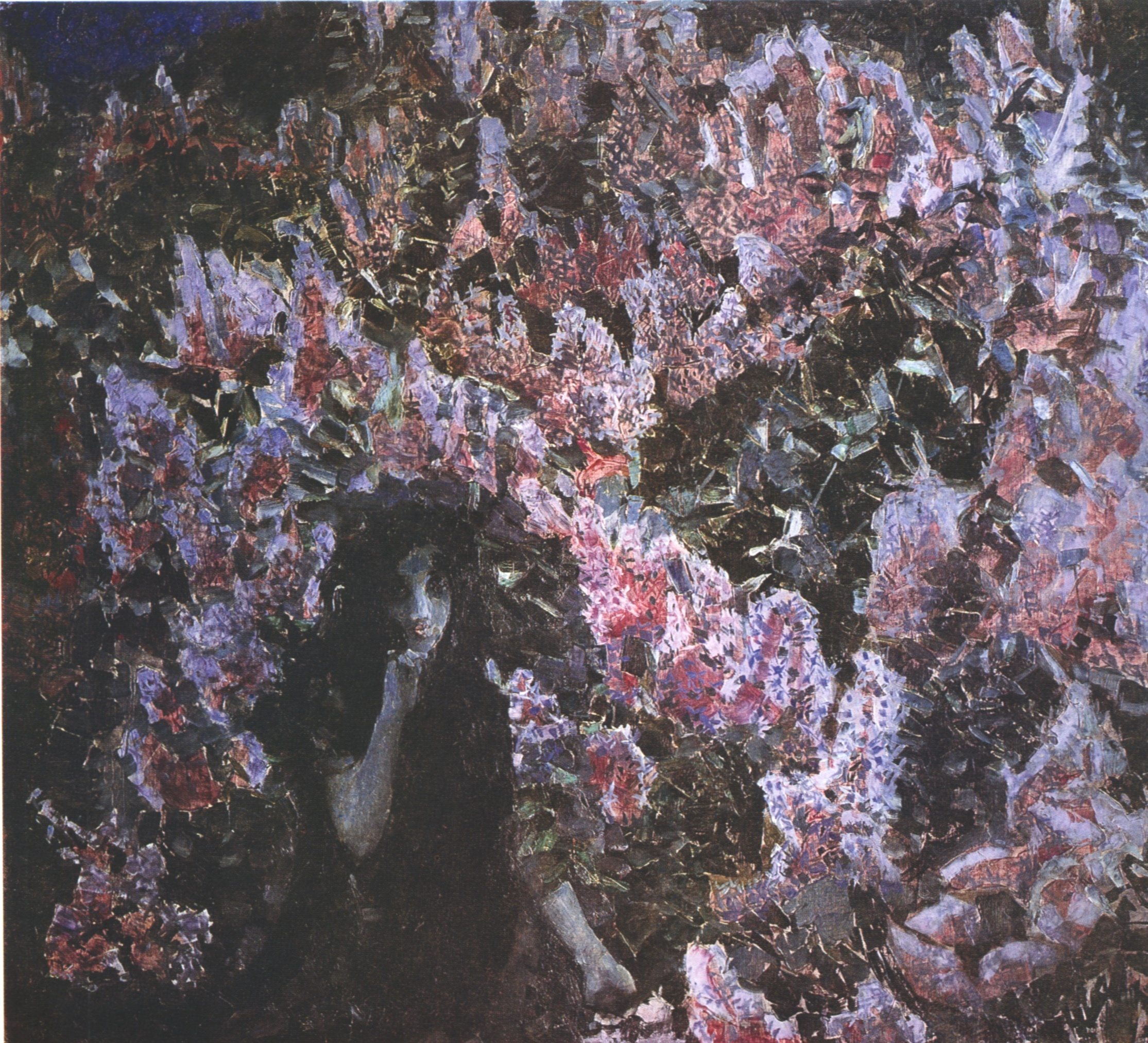
Lilas, 1900, galerie Tretiakov.

Lilas est un combat inégal entre la masse envahissante des fleurs et le personnage émacié. C'est une image de la déchéance enveloppée dans le pourpre profond, le mauve et le vert des lilas, incontrôlable dans le silence crépusculaire. Il y a une connexion troublante entre Lilas et la naissance du modernisme russe. Par l'influence de sa peinture, les mondes azurs et lilas devinrent, pour toute une génération de peintres russes, synonymes de mondes lointains, inexistants.
La réaction des autorités est attestée par une anecdote contenue dans les mémoires de Constantin Korovine :
| « Un jour où Vroubel était malade et hospitalisé, une exposition de Serge de Diaghilev est organisée à l'Académie des beaux-arts. Lors de l'ouverture, le tsar Nicolas II est présent. Il s'émerveille devant le tableau de Vroubel Les Lilas et le souverain dit : — Comme c'est beau. Cela me plait. Le grand-duc fils d'Alexandre II, debout à proximité, proteste vivement : — Qu'est ce que c'est cela ? Du décadentisme pour sur… — Non, cela me plait, — reprend le souverain. — Qui est l'auteur de ce tableau ? — Vroubel, répond le souverain. <…> …Se tournant vers la suite et voyant le comte Tolstoï, vice-président de l'académie des beaux-arts, le souverain poursuit : — Comte Ivan Ivanovitch, c'est bien celui qui a été condamné à Nijni ? » |

### Mariage en 1898

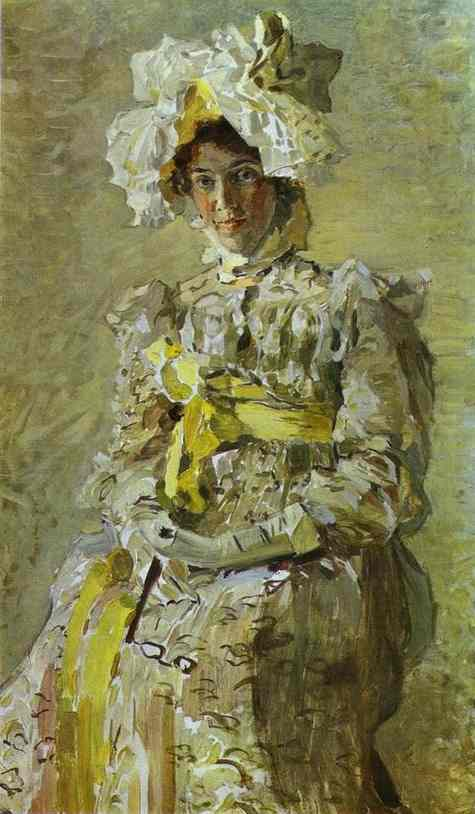
Portrait de Nadejda Zabela-Vroubel, la femme de l'artiste en robe Empire conçue par Vroubel.1898 galerie Tretiakov.

Au début de l'année 1896, Vroubel quitte Moscou pour Saint-Pétersbourg et se rend chez Savva Mamontov, où doit avoir lieu la première russe de l'opéra-conte d'Engelbert Humperdinck Hänsel und Gretel. Savva Ivanovitch est ébloui par cette représentation, traduit personnellement le livret et la finance par le théâtre Panaevski. Tatiana Lioubatovitch sera la prima donna du spectacle. La décoration et les costumes ont été choisis par Constantin Korovine, mais comme il est tombé malade c'est Vroubel qui le remplace. C'est alors que, pour la première fois, Vroubel entend la voix de Nadejda Zabela-Vroubel lors des répétitions, et qu'ensuite il la voit jouer le rôle de la Gretel.
Les souvenirs de la première rencontre de Nadejda Zabela avec Vroubel ont été conservés :
| « Durant l'entracte j'ai été stupéfaite (je me souviens, j'étais dans les coulisses) et même un peu choquée qu'un monsieur accoure vers moi et me baise la main en s'exclamant : « Quelle voix superbe ! ». T. S. Liobatovitch se leva pour me présenter : « Notre artiste Mikhaïl Alexandrovitch Vroubel », et me prenant à part me précise : « Un homme très expansif mais tout à fait convenable ». » |

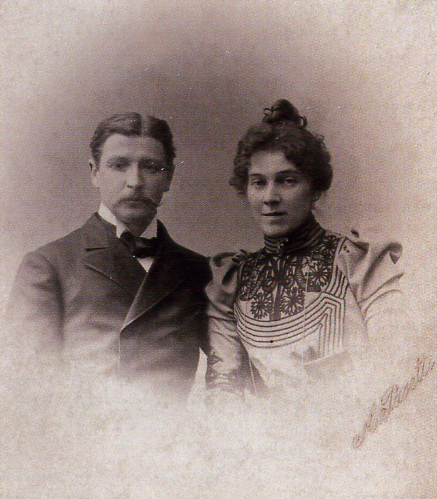
М. А. Vroubel et N. I. Zabela. Photo de 1896.

Vroubel fit une proposition de mariage sincère presque le jour même de sa rencontre. Plus tard il dira à sa sœur que si elle avait refusé il se serait suicidé. Pour faire connaissance avec la famille de Zabela cela n'a pas été aussi facile : elle était gênée par la différence d'âge (il a 40 ans et elle 28), et elle savait que Vroubel buvait et qu'il n'avait pas d'ordre dans ses affaires d'argent et qu'il le jetait plutôt par les fenêtres, que les revenus ne suivaient pas et restaient aléatoires. Toujours est-il que le 28 juillet le mariage a lieu, en Suisse, dans la cathédrale orthodoxe de l'élévation de la croix à Genève. La lune de miel se passe dans une pension à Lucerne. Là, Vroubel continue à travailler à son panneau gothique pour le cabinet de Alexeï Morozov. Lors du mariage, il est sans le sou et de la gare il doit se rendre à pied pour la cérémonie.
À l'automne 1896, Zabela-Vroubel obtient un contrat à durée déterminée à l'opéra de Karkhov. Mais Vroubel ne trouve pas de travail dans cette ville. Ils doivent vivre avec le seul salaire de l'épouse. Cela l'incite à se tourner vers la peinture de décors de théâtre et le design des costumes. Selon ses contemporains, il habille lui-même sa femme avant qu'elle joue dans un spectacle et retouche ses toilettes par exemple pour le rôle de Tatiana Oneguine pour l'opéra Eugène Onéguine. Selon l'historienne d'art N. A. Dmitrieva, les meilleures productions de Vroubel de la période moscovite datent de la période de la fin du siècle, grâce à la passion de son épouse Nadejda Ivanovna Zabela pour la musique de Nikolaï Rimski-Korsakov. Leur première rencontre privée avec le compositeur a lieu en 1898, grâce à l'invitation faite à Nadejda Ivanovna pour une représentation à l'opéra privé de Savva Mamontov, qui reprend son répertoire régulier pour la saison à Moscou. Zabela se souvient de l'opéra « Sadko » de Rimski-Korsakov dans laquelle elle a chanté dans le rôle de la princesse Volkhova. Vroubel l'a écouté au moins quatre-vingt dix fois. Quand on lui demande s'il n'en a pas assez de l'entendre il répond : « Je peux l'entendre sans fin même sans écouter l'orchestre, surtout l'air de la mer. Chaque fois j'y trouve un charme nouveau, j'y entends des tonalités fantastiques ».

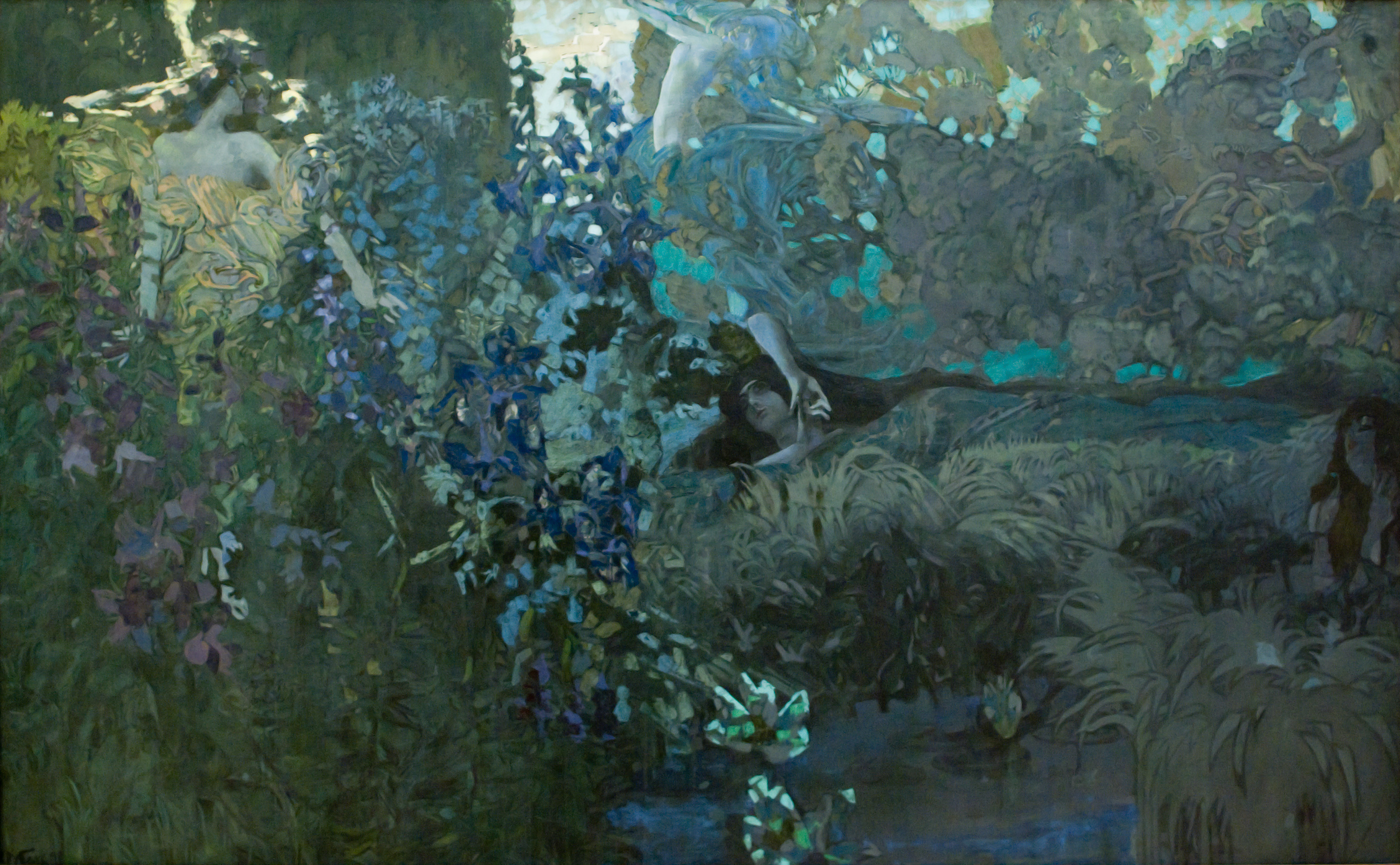
Matin. 1897, Musée russe. Le critique Vladimir Stassov n'aimait pas l'art de Vroubel. Il écrit à propos de ce tableau Matin : Mais, voyons, il n'y a pas là même l'indication d'un quelconque matin, pas même l'ombre de quelque décoratisme que ce soit. Du début à la fin il n'y a là rien d'autre qu'une totale démence et de la folie, un caractère anti-artistique et repoussant. L'action se passe dans la forêt, mais <...> ni arbres, ni branches, ni feuillage, ni racines <...> il n'y a là que quelques méchantes silhouettes de femmes, debout et couchées,…

Lors de son séjour à Saint-Pétersbourg, en janvier 1898, Ilia Répine conseille à Vroubel de ne pas détruire son panneau Matin qui a été refusé par le client qui l'a commandé, mais de plutôt l'exposer lors d'une exposition. Le panneau est exposé lors d'une exposition organisée par Serge de Diaghilev reprenant des artistes russes et finlandais qui se tient au musée de l'Académie d'art et d'industrie Stieglitz.
Durant le séjour de Vroubel en Ukraine, en 1898, apparaissent les premiers symptômes de la maladie qui l'emportera dix ans plus tard. La migraine dont il souffre s'intensifie à tel point qu'il doit absorber des quantités énormes de phénacétine (sa belle-sœur cite le chiffre de 25 pilules et même davantage). Il manifeste aussi une irritabilité nouvelle, surtout quand quelqu'un n'est pas d'accord avec lui à propos d'une œuvre d'art.

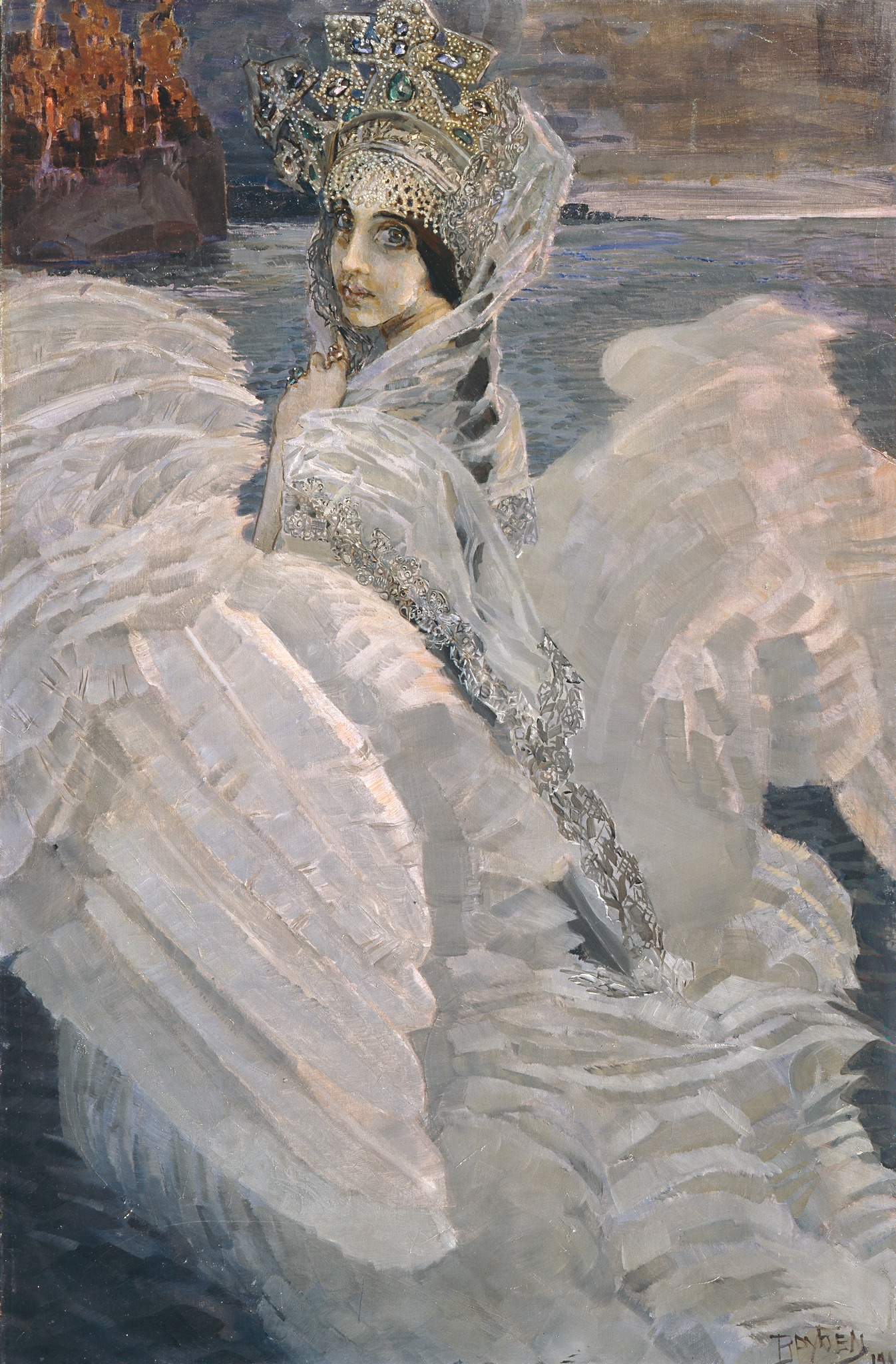
La Princesse cygne, 1900, galerie Tretiakov.

Les dernières années du XIXe siècle sont marquées par ses réalisations dont les sujets sont d'inspiration mythologique. Parmi celles-ci : Bogatyr, « Pan » et « La Princesse cygne ». La toile sur Pan a été réalisée en un seul jour à Talachkino, la propriété de la princesse Maria Tenicheva, sur une toile qui avait déjà été utilisée pour un portrait de sa femme. L'impulsion initiale lui est donnée par la lecture d'une nouvelle d'Anatole France sur l'histoire du Saint satyre (du cycle Le Puits de Sainte Claire, 1895). Malgré les difficultés rencontrées il a pu organiser une exposition des Bogatyr avec Serge de Diaghilev, après une autre exposition à l'association des artistes de Moscou, où sa toile Pan attire l'attention du public et des critiques.
Son tableau La Princesse cygne est souvent considéré comme une réalisation qui suit, dans le temps, la représentation de l'opéra. En fait, la toile a été achevée au printemps, alors que les répétitions pour cet opéra (Le Conte du tsar Saltan) se déroulent en automne et que la première a lieu le 21 décembre 1900. Sur les mérites du tableau de Vroubel, les critiques discutent longuement. Ils ne sont pas tous d'accord de le reconnaitre comme le chef-d'œuvre de Vroubel . N. A. Dmitrieva donne son appréciation comme suit : « Il y a quelque chose d'inquiétant dans cette toile. Ce n'est pas étonnant que ce soit la préférée d'Alexandre Blok. À la nuit tombante, une bande de couleur pourpre flotte près du soleil couchant et la princesse se retourne pour faire un étrange geste d'avertissement. Cet oiseau au visage de vierge ne semble pas être la femme soumise de Guidon, le fils du tsar. Son regard d'adieu est triste et ne semble pas lui réserver du bonheur. Le modèle ne ressemble pas à Nadejda Ivanovna Zabela et sa figure est tout à fait autre. Pourtant Zabela a joué le même rôle dans Le Conte du roi Saltan ». N. A. Prakhov trouve dans le visage du modèle de la princesse-cygne, une ressemblance avec la sœur d'Émilia Prakhova. Il est très probable que l'artiste ait rassemblé dans son portrait de la princesse à la fois des traits d'Émilia Prakhova dont il a été amoureux, de Nadejda son épouse qu'il aime et peut-être encore un troisième visage, pour faire du tout une image anonyme et collective.
Au milieu de l'été 1900, Vroubel apprend qu'il a reçu la médaille d'or, à l'Exposition universelle de 1900 de Paris, pour sa cheminée décorative Volga Svaitoslavitch et Mikoula Selianinovitch. Valentin Serov a obtenu le Grand Prix et Constantin Korovine et Philippe Maliavine ont également reçu des médailles d'or. Cette cheminée était exposée avec des objets en céramique et en maïolique dans le pavillon de l'artisanat. Vroubel a réalisé quatre autres versions de cette première cheminée (une seule d'entr'elles, celle de la maison Bajanova, a été utilisée dans un but fonctionnel). À la même époque, Vroubel est invité à l'Usine de porcelaine Douliovski. Sa réalisation la plus connue en porcelaine est le plat Sadko.

### Le Démon terrassé

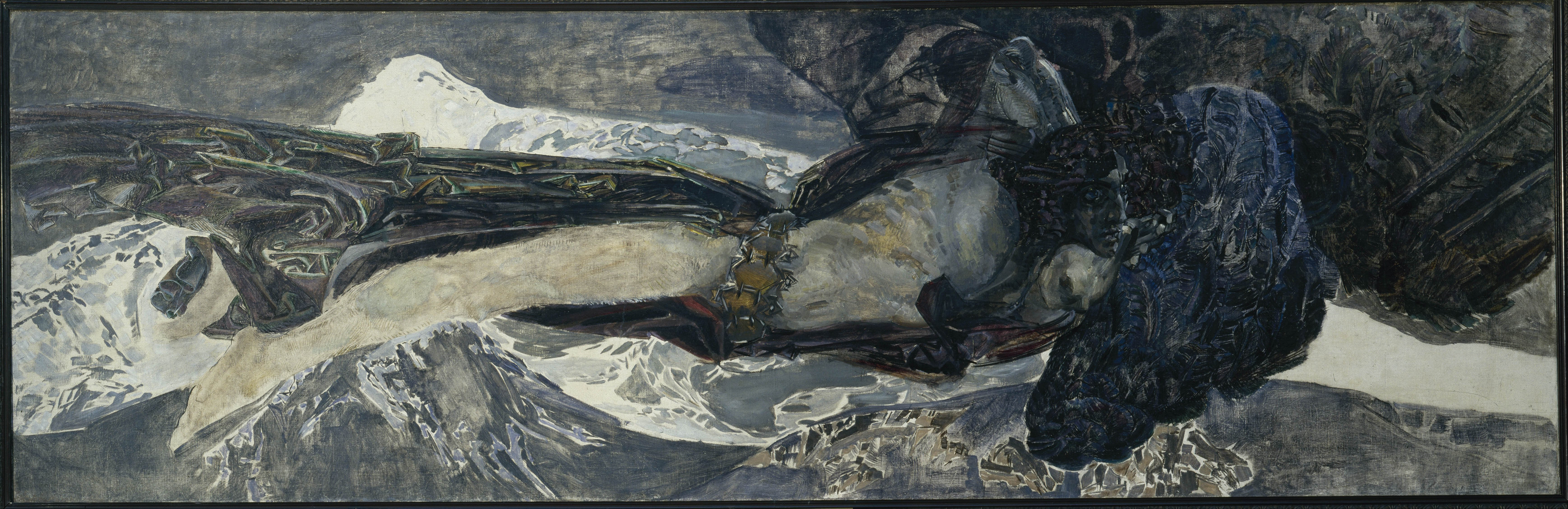
Le Démon volant, 1899, Musée russe.

Le thème du démon réapparaît, après un hiatus d'une dizaine d'années, dans la correspondance de Vroubel avec Rimski-Korsakov à la fin de l'année 1898. Vroubel hésite à cette époque entre deux sujets : Le Démon volant et Le Démon terrassé et choisit d'abord la première version. Mais ce premier tableau reste inachevé. Le thème du Démon de Mikhaïl Lermontov est étroitement lié à celui du Prophète le poème de Pouchkine, sur lequel Vroubel a réalisé un tableau et quelques illustrations.

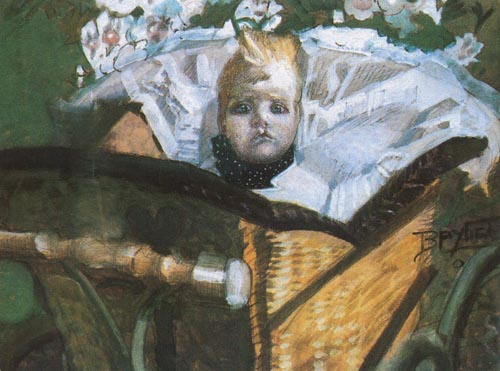
Portrait du fils de l'artiste, 1902, Musée russe.

Le premier septembre 1901, Nadejda Vroubel donne naissance à un fils qu'elle appelle Savva. L'enfant est bien portant et en bonne santé mais présente une fente labio-palatine sur le visage. La sœur de Nadejda, Ekaterina Gay, croyait que Mikhaïl son beau-frère avait des goûts si particuliers, qu'il pouvait éprouver de la beauté précisément dans quelques difformités. Et l'enfant, malgré cette malformation de la lèvre était tellement gentil, avec des yeux bleus si grands, si bleus, si expressifs, que son père, passé le premier coup d'œil, ne voyait même plus ce défaut. En plein travail sur le Démon le peintre réalise un grand portrait à l'aquarelle de son fils de six mois dans sa poussette. Nikolaï Taraboukine écrit à ce propos :
| « Le visage apeuré et affligé de ce petit être, qui a traversé ce monde comme un météore, est plein d'une expressivité extraordinaire et d'une certaine sagesse qui n'est pas enfantine. Et dans ses yeux, comme une prophétie, s'imprime déjà tout son destin tragique et éphémère. » |

La naissance de l'enfant entraîne un changement radical du mode de vie de la petite famille : Nadejda Zabela refuse de le placer en nourrice et, pour le bien de son fils, décide de quitter la scène pour un certain temps. L'entretien de la famille repose uniquement sur les épaules de Mikhaïl Alexandrovitch. Et, dès septembre-octobre 1901, Vroubel devient progressivement dépressif, tout en augmentant ses heures de travail. En novembre, son travail sur Le Démon terrassé l'entraîne dans une phase de frénésie. N. Iaremitch témoigne comme suit à ce propos :
| « Tout l'hiver, Vroubel travaille sous une tension terrible. Au lieu des trois ou quatre heures habituelles, il en travaille quatorze et parfois plus. Tout cela à la lumière artificielle, sans jamais aller nulle part et s'éloignant à peine du tableau. Une fois par jour il met son manteau, ouvre la fenêtre et pendant un quart d'heure respire l'air froid du dehors. C'est ce qu'il appelle sa promenade. Entièrement absorbé par son travail il ne supporte plus d'être dérangé par quoi que ce soit, ne veut plus voir personne et ne parle pratiquement plus à ses proches. Le Démon est pratiquement terminé à plusieurs reprises, mais Vroubel chaque fois le reprend pour l'améliorer. » |

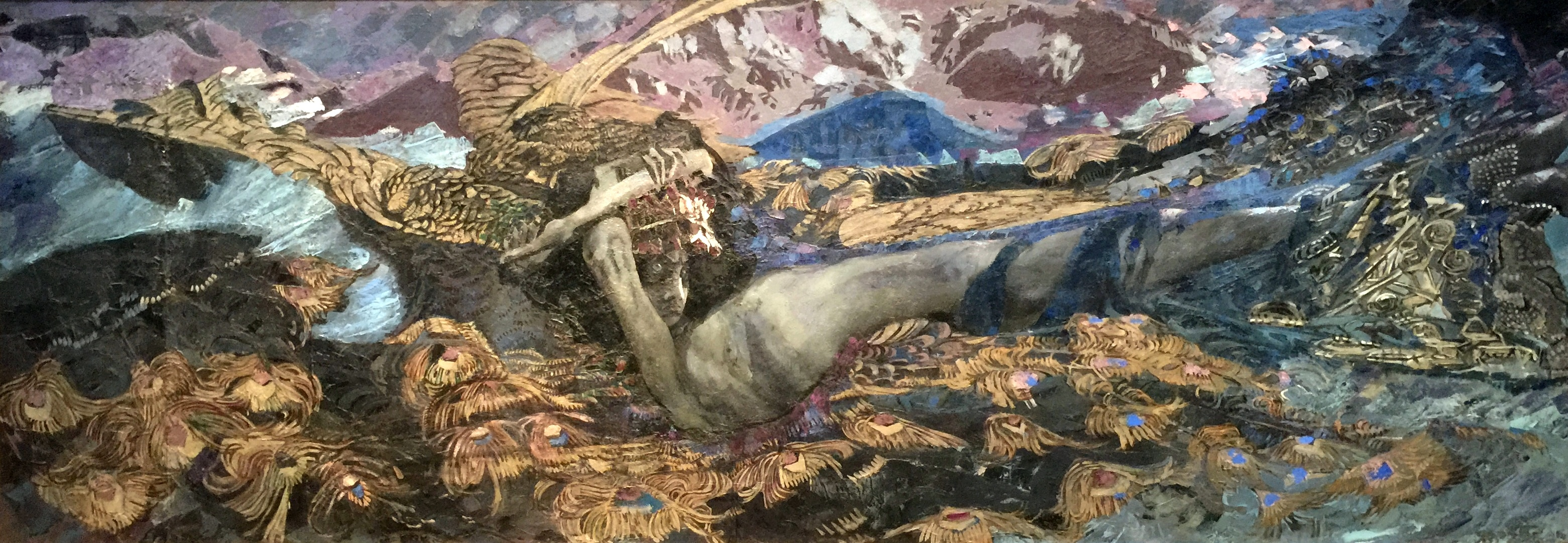
Le Démon terrassé, 1902, galerie Tretiakov.

Selon N. A. Dmitrieva, « ce n'est pas le meilleur de ses tableaux. Il est vraiment très impressionnant, et l'était encore davantage au moment de sa création, lorsque sa couronne rose scintillait, quand les plumes de paon miroitaient et chatoyaient (après quelques années les couleurs éblouissantes ternissent et sont devenues presque noir aujourd'hui). Cet effet décoratif exagéré, prive la peinture d'une véritable profondeur. Dans un effort pour frapper, le peintre s'exalte, son équilibre mental vacille déjà, il modifie son culte de la nature profonde . Si bien que Le Démon terrassé, a un aspect purement formel, plus que les autres tableaux de Vroubel écrits dans un esprit moderne ».
L'état mental de Vroubel se détériorait constamment : les insomnies devenaient constantes, jour après jour son excitation augmentait, l'artiste devenait anormalement confiant en lui-même et verbeux. L'exposition sans succès du Démon terrassé à Moscou le 2 février 1902, la veille de la clôture de l'exposition du Groupe des 36 (l'artiste s'attendait à ce que le tableau soit acheté par la galerie Tretiakov), coïncidait avec la nouvelle du suicide du peintre Alexander Rizzoni (en) qui avait mal accueilli les critiques négatives à son égard dans la revue Mir Isskoustva.
Puis le tableau a été déplacé à Saint-Pétersbourg où Vroubel continue de le corriger sans fin, quitte à l'abîmer, selon l'avis de ses amis. Son état d'agitation a amené ses proches à lui faire consulter le psychiatre réputé Vladimir Bekhterev, qui diagnostique une paralysie progressive incurable (appelée en terme courant actuel une syphilis). Mikhaïl Alexandrovitch ne dit rien et retourne à Moscou. Dans l'ancienne capitale, la situation s'aggrave, malgré le fait que le collectionneur Vladimir von Meck lui achète un tableau pour 3 000 roubles. À en juger par les lettres de Nadejda Zabela, Vroubel a été pris de frénésie, s'est mis à boire, a gaspillé son argent et cassait facilement n'importe quoi pour n'importe quelle raison. Nadejda tente de s'enfuir chez ses parents à Riazan avec son petit garçon mais il les suit. Au début avril, il est hospitalisé dans la clinique privée de Fiodor Saveï-Moguilevitch avec des symptômes de troubles mentaux profonds.

## Autres facettes de l'art de Vroubel

### Les aquarelles et leur technique

Aquarelles de Mikhaïl Vroubel
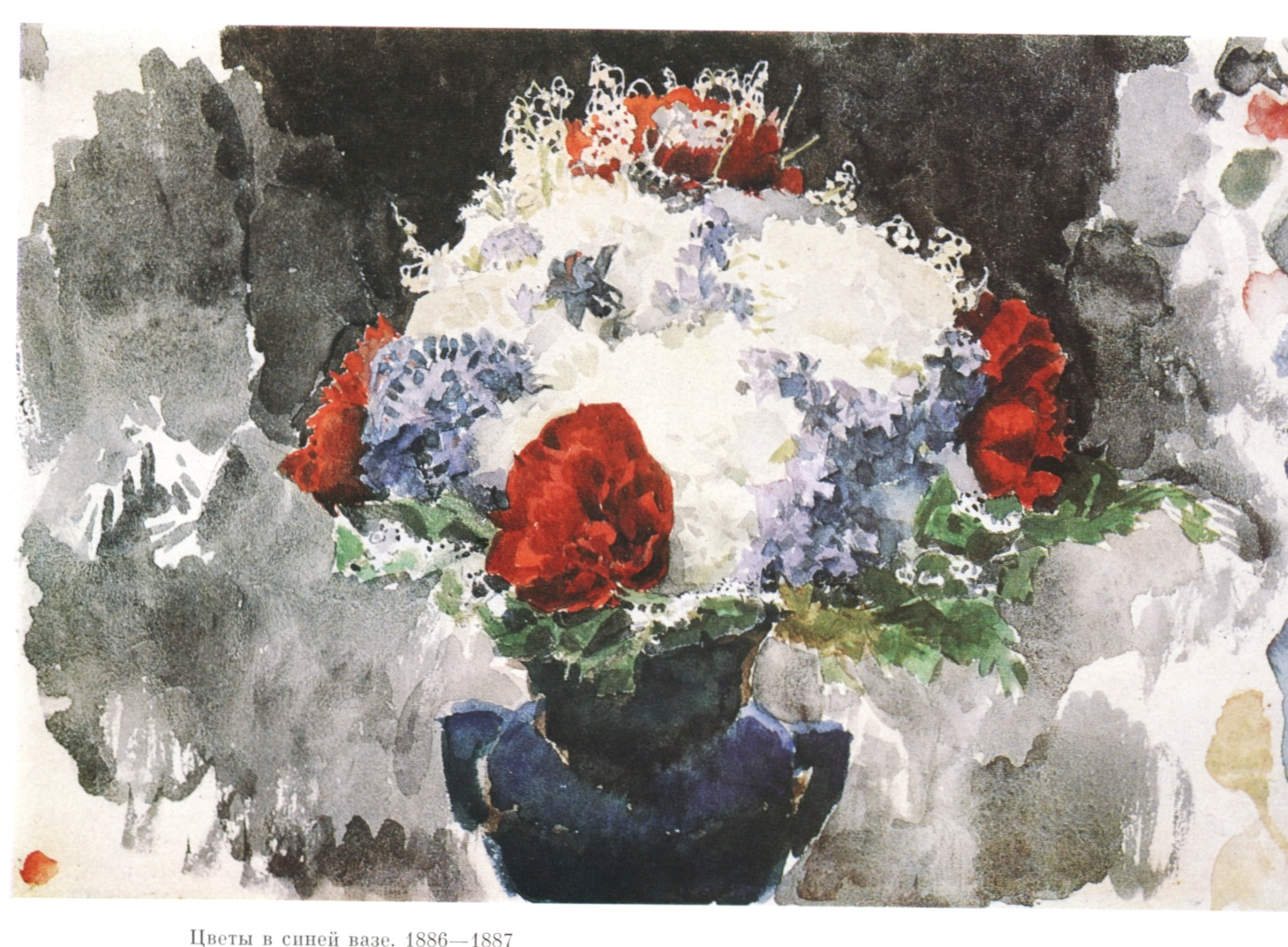
Fleurs dans un vase bleu
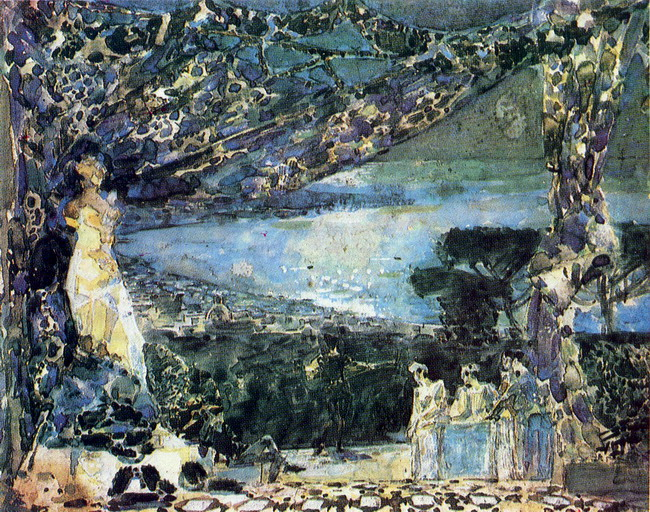
Italie. Nuit napolitaine, 1891.

Vroubel a toujours peint des aquarelles, parmi lesquelles des natures mortes (Fleurs dans un vase bleu, 1887; Rose, 1904,). Quand Vroubel s'est occupé de théâtre il a réalisé une esquisse de rideau de théätre à l'aquаrelle Italie. Nuit napolitaine, 1891. Le théâtre de Solodovnikov a utilisé le rideau mais en 1898 il a brûlé. L'aquarelle de Vroubel pour le rideau a été conservée à la Galerie Tretiakov.
Pour améliorer l'expressivité de l'aquarelle, Vroubel mélange différentes techniques, ajoutant des solutions de gomme arabique, du blanc, du charbon noir. Vroubel avait un talent particulier pour la coloration de ses aquarelles. Les premiers connaisseurs de ses talents étaient les représentants du monde artistique eux-mêmes, parmi lesquels Valentin Serov qui écrit : 

« Voici un artiste qui, comme personne peut réaliser tout avec maîtrise : de la décoration de théâtre, de la peinture, des illustrations de livres, et même dessiner des portraits, de magistraux portraits. »

### Tentatives en matière architecturale
Vroubel n'a pas étudié l'architecture. Il n'a fait que suivre les cours sur la perspective à l'académie. Il a toutefois pris part à des projets architecturaux. Ainsi lorsqu'il était dans le domaine des artistes du gouvernement de Tchernigov il a préparé des projets qui n'ont malheureusement pas été conservés.
Vroubel a créé son projet pour l'église de Talachkino dans le gouvernement de Smolensk, dans le domaine de la princesse Maria Tenicheva.
Durant la période où il vit à Moscou (1890-1902), Vroubel crée des croquis de vitraux pour plusieurs demeures de riches moscovites.

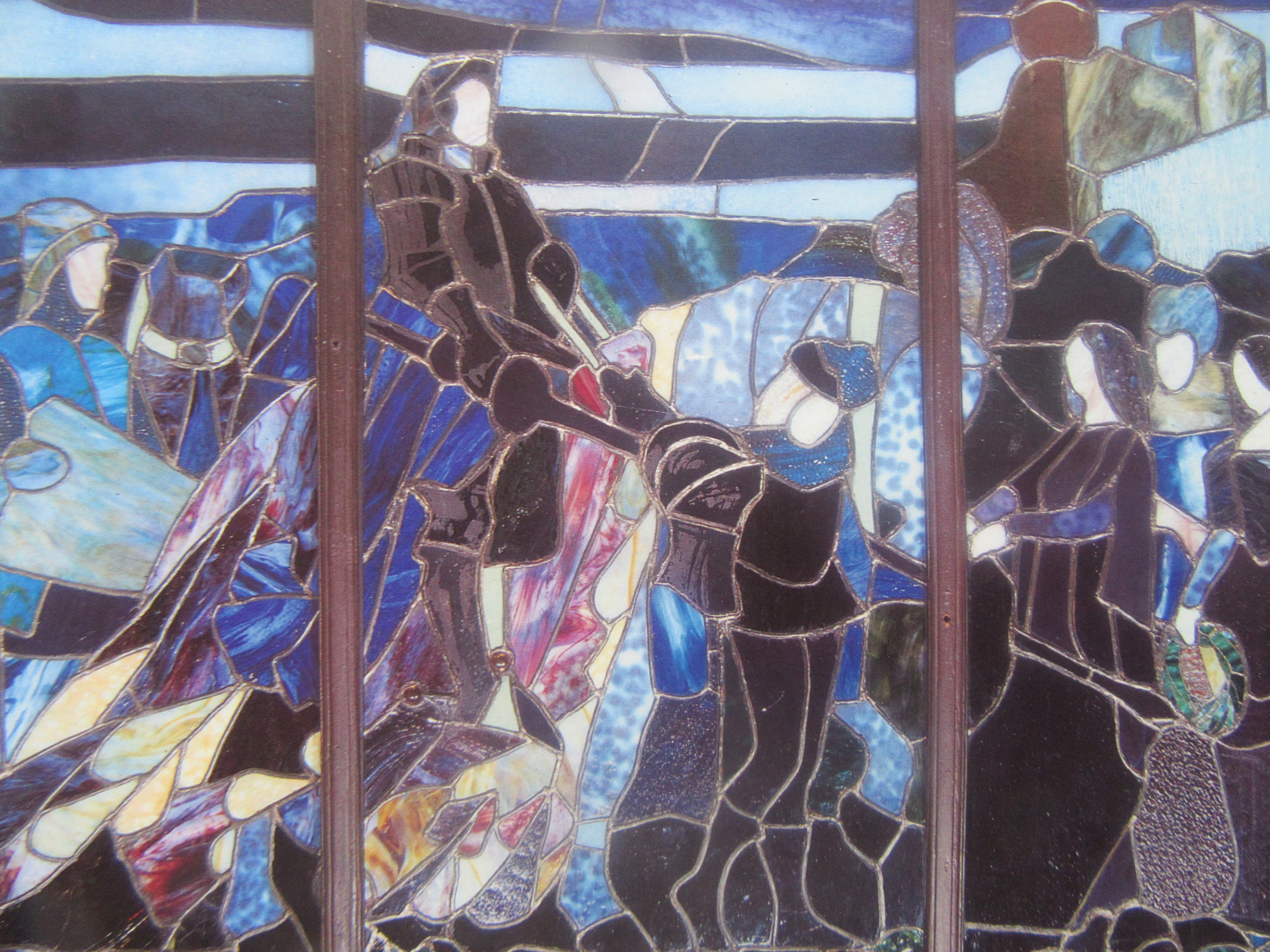
Chevalier, vitrail pour l'hôtel Pertsov à Moscou 1896. verre coloré détrempe Galerie Tretiakov

### Décoration théâtrale
Son intérêt pour l'architecture se retrouve dans les décors de théâtre que Vroubel a réalisés durant la période moscovite quand il était en contact avec le cercle du mécène Savva Mamontov. Le mécène avait mis en place un opéra privé. Par ailleurs, la ville connaissait alors un boom économique, des architectes talentueux étaient au travail sur de nombreux chantiers et les premières réalisations du modern apparaissaient avec Piotr Boïtsov, Lev Kekouchev (1859—1919 ?), et Franz Schechtel (1859—1926).
S'il est difficile de trouver dans les tableaux de Vroubel des traces d'éléments propres à une époque, il est possible par contre d'en trouver dans ses esquisses pour l'architecture et la scénographie. La société s'enthousiasmait à l'époque pour le folklore, l'histoire nationale ; elle cherchait les traces de ses racines. Des collections privées rassemblaient des chefs-d'œuvre mais aussi de simples objets anciens. Les acteurs jouaient sur scène dans des costumes historiques, s'asseyaient dans des fauteuils antiques et portaient des armes antiques. Il existait un réel désir d'authenticité historique. Dans l'architecture russe on remarque par exemple un attrait pour la période antérieure à l'époque de Pierre le Grand, pour les édifices du XVIe siècle. On en trouve des traces nombreuses dans les esquisses pour les décors de théâtre de Vroubel : les portes en chêne garnies de ferrures, dans la ville de Lodianik dans l'opéra Le conte du tsar Saltan; les petites fenêtres et leur chambranle du style de l'architecture en bois de Russie dans la Sloboda d'Alexandrov. Tous ces éléments sont rares dans les dessins et tableaux de Vroubel qui ne concernent pas directement le théâtre. La fantaisie de Vroubel reprend même les édifices classiques, tels les terems de Giacomo Quarenghi dans des esquisses pour l'opéra La Dame de Pique dont l'action se déroule au XVIIe siècle.

Décors de théâtre de Mikhaïl Vroubel
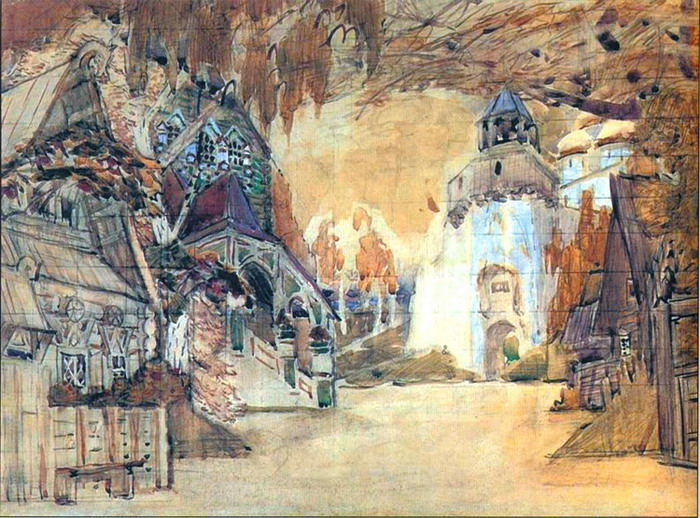
Décor pour la Sloboda d'Alexandrov, dans l'opéra La Fiancée du tsar, 1899 de Nikolaï Rimski-Korsakov
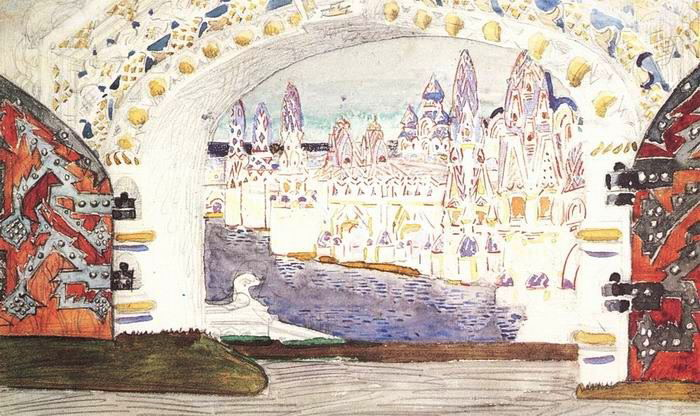
Décor pour Le Conte du tsar Saltan, opéra de Nikolaï Rimski-Korsakov la ville de Lodianik, 1900
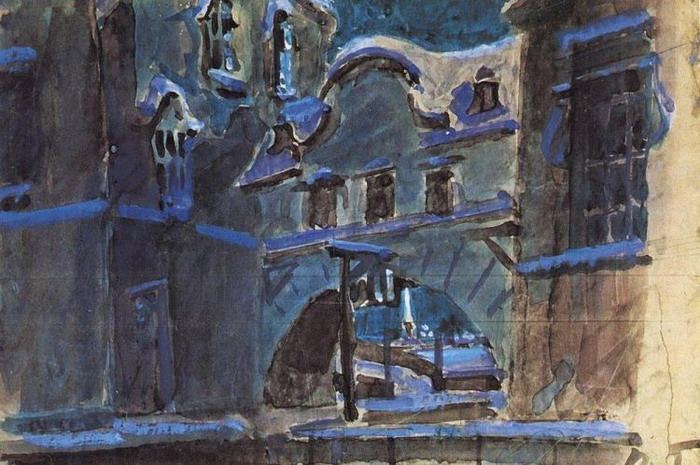
Esquisse de décor Le Petit Canal d'hiver pour La Dame de Pique, 1901 opéra de Piotr Ilitch Tchaïkovski Acte III tableau I. Aquarelle sur papier 15,5 × 22,5 cm

### Autoportraits
Vroubel est un artiste dont les autres artistes n'ont pas créé de portraits, ou très peu. Cela se compense par le nombre de ses autoportraits. Ce sont le plus souvent des dessins au crayon. Il commence par étudier son propre visage et à le fixer dans des aquarelles quand il est encore étudiant à l'académie. Il devient ainsi un modèle gratuit pour lui-même. Mais ce sont des croquis qui ne fixent que le visage. Plus tard, il s'est tourné vers d'autres techniques, comme des dessins à la plume, des gravures. Ces travaux portaient l'empreinte de son tempérament : ses illuminations dramatiques, ses humeurs dépressives, son mécontentement et ses déceptions par rapport à sa pratique artistique.
Ainsi dans un autoportrait de 1905, il se présente comme un artiste bourgeois, qui a réussi, ce qui ne correspond pas vraiment à la réalité sur le plan financier. Plus tard il cache soigneusement son angoisse en face de la maladie incurable qui le mine.

Autoportraits de Vroubel
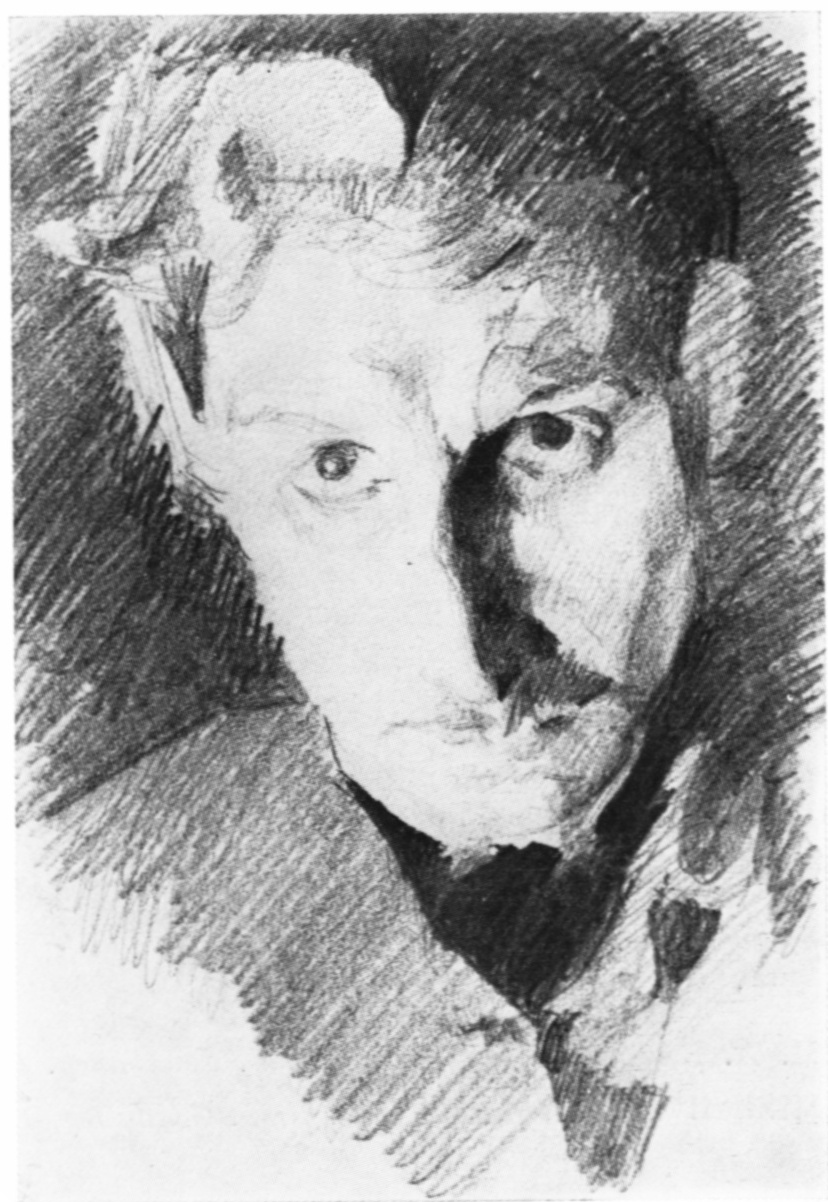
Autoportrait, 1885.
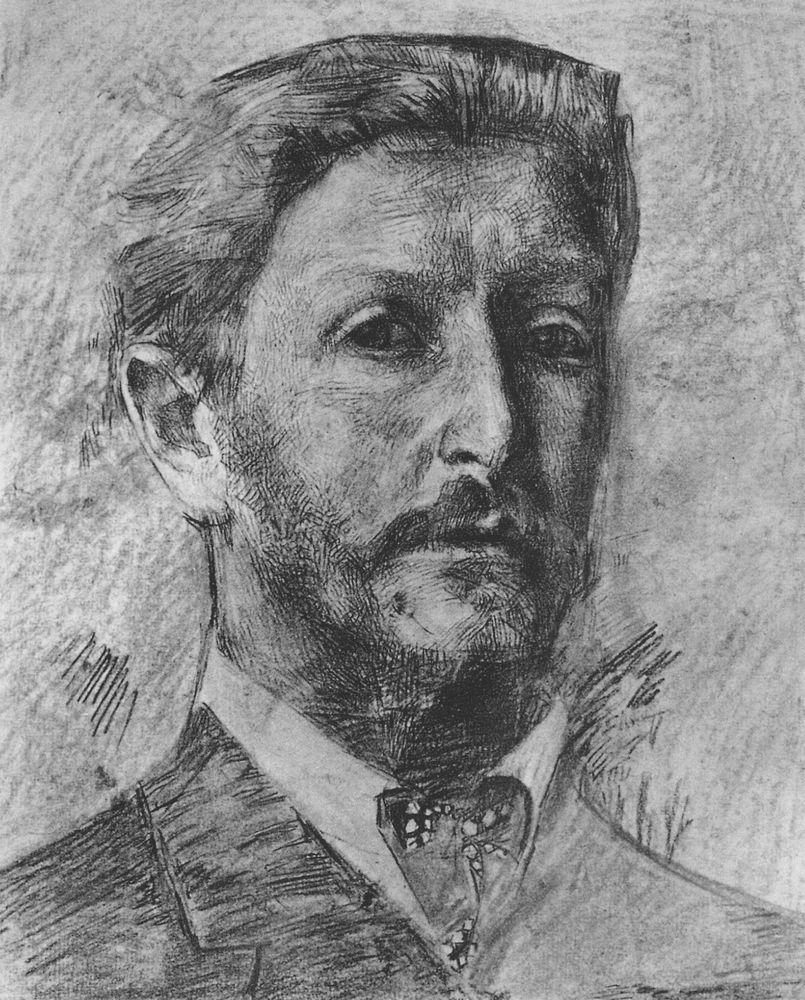
Autoportrait, 1905
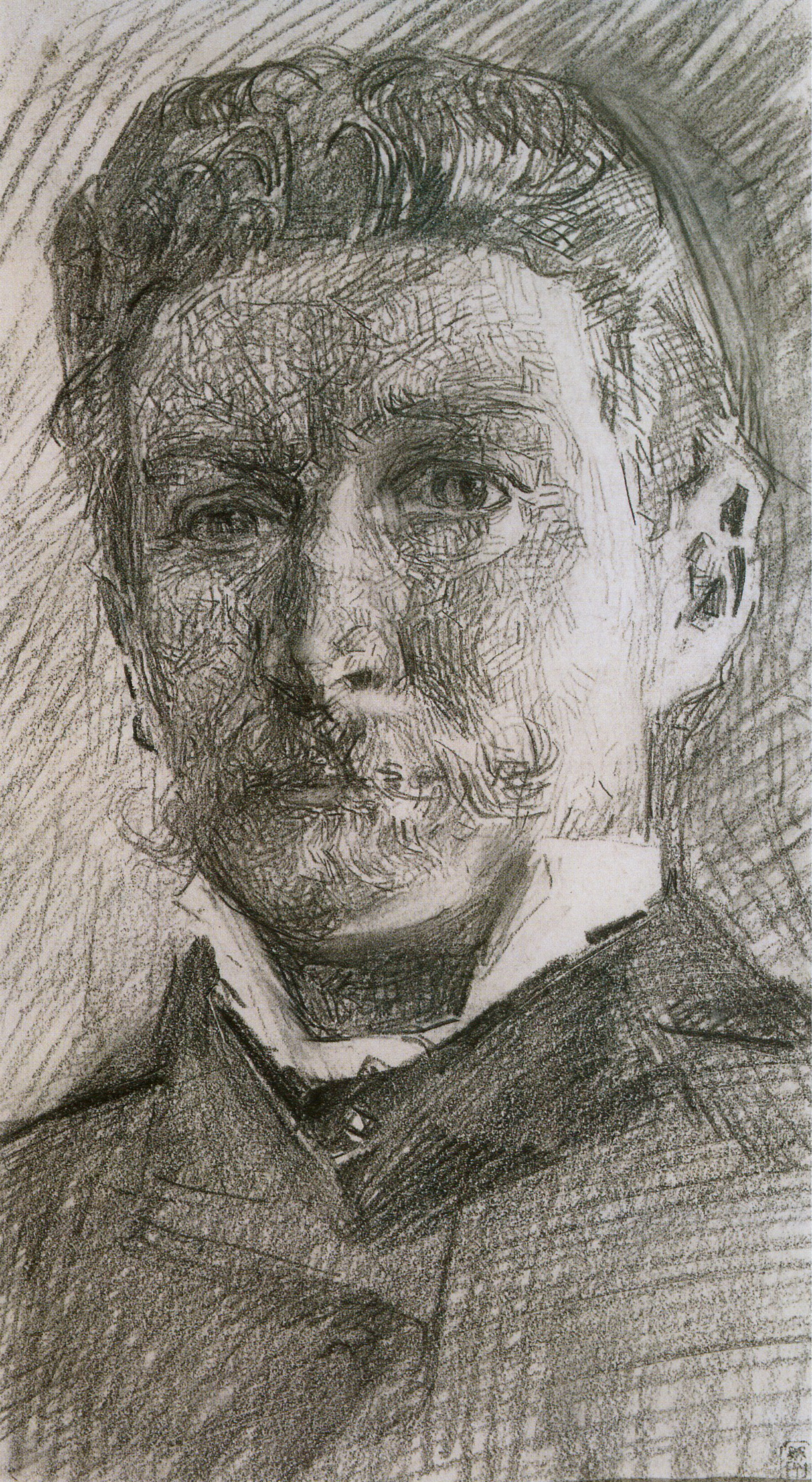
Autoportrait, 1905
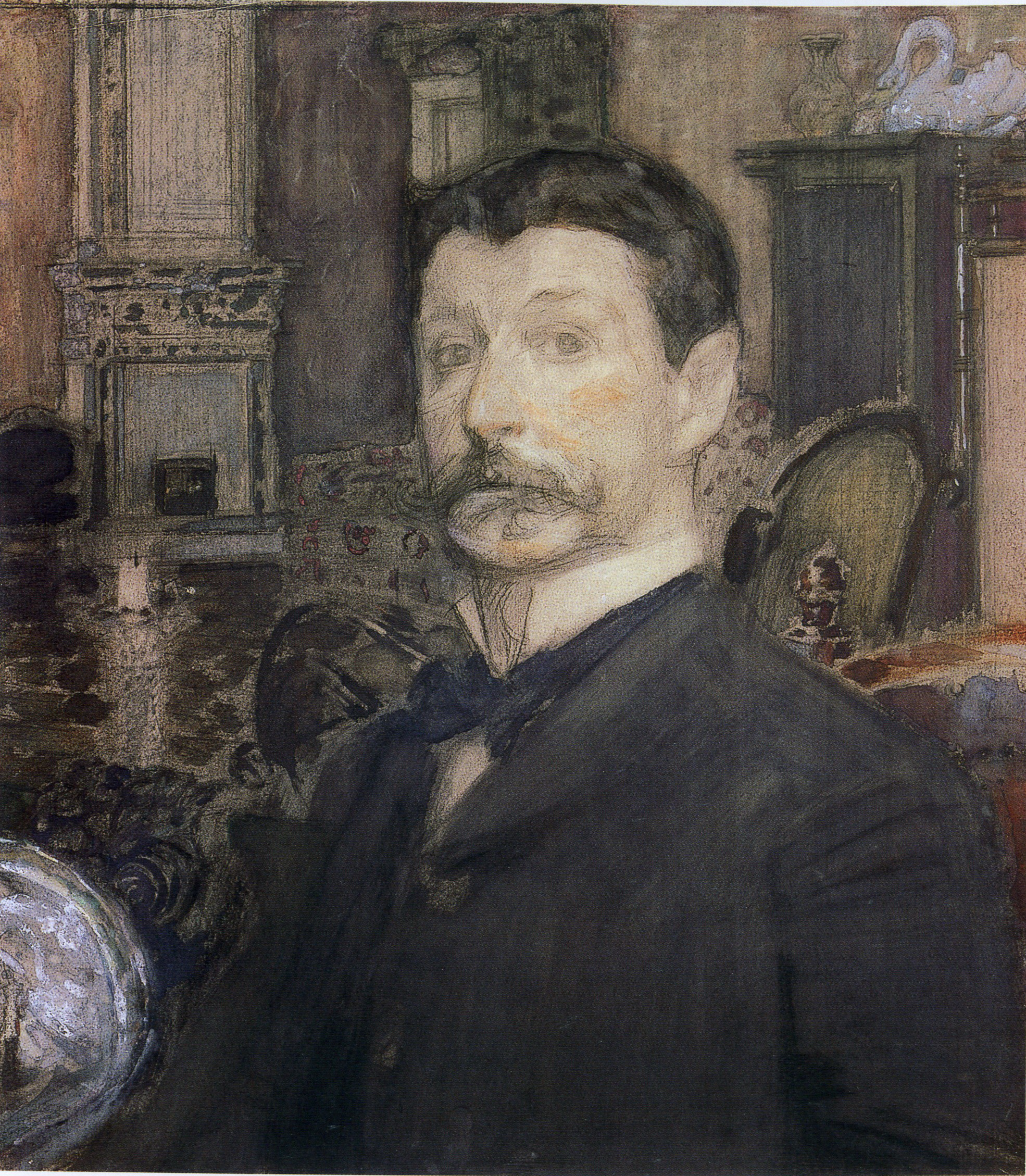
Autoportrait (1905).

### Vroubel artiste du livre
En 1890, à l'occasion du cinquantième anniversaire de la mort du poète Mikhaïl Lermontov est préparée une édition spéciale de ses œuvres. Plusieurs artistes ont été invités pour créer les illustrations nécessaires à cette publication. Valentin Serov a conseillé aux organisateurs de l'édition de s'adresser à Mikhaïl Vroubel pour les réaliser. Grâce à cela, Vroubel peut se tourner à nouveau vers la poésie et la prose de son auteur préféré. Il crée des dessins pour le roman Un héros de notre temps et pour le poème Le Démon de Lermontov.

Vroubel artiste du livre
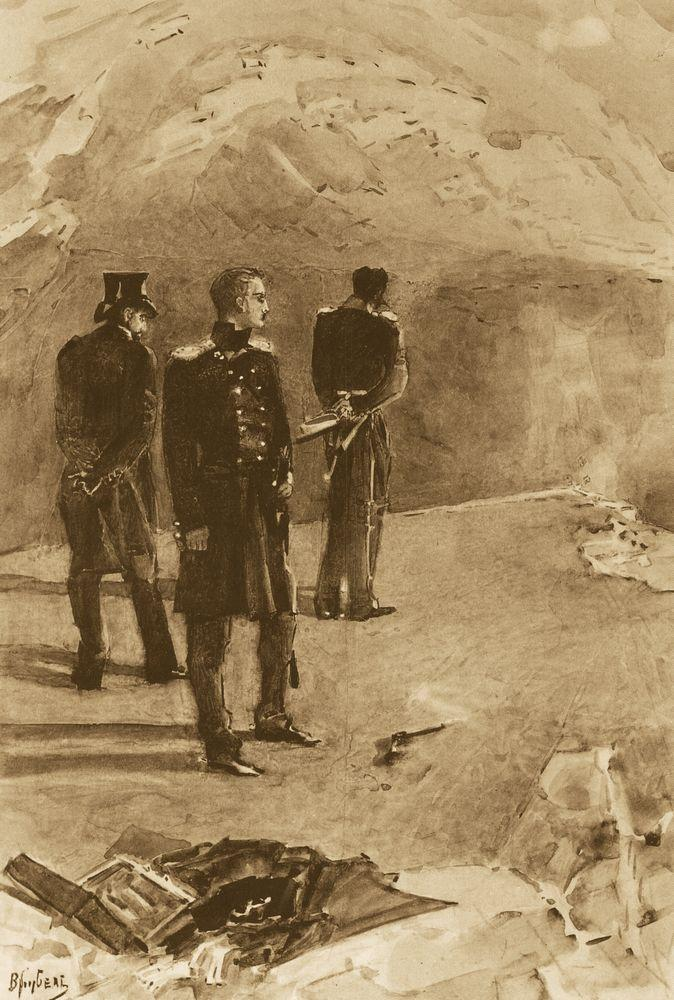
Dessin du roman Un héros de notre temps de Mikhaïl Lermontov, le Duel avec Grouchnitski
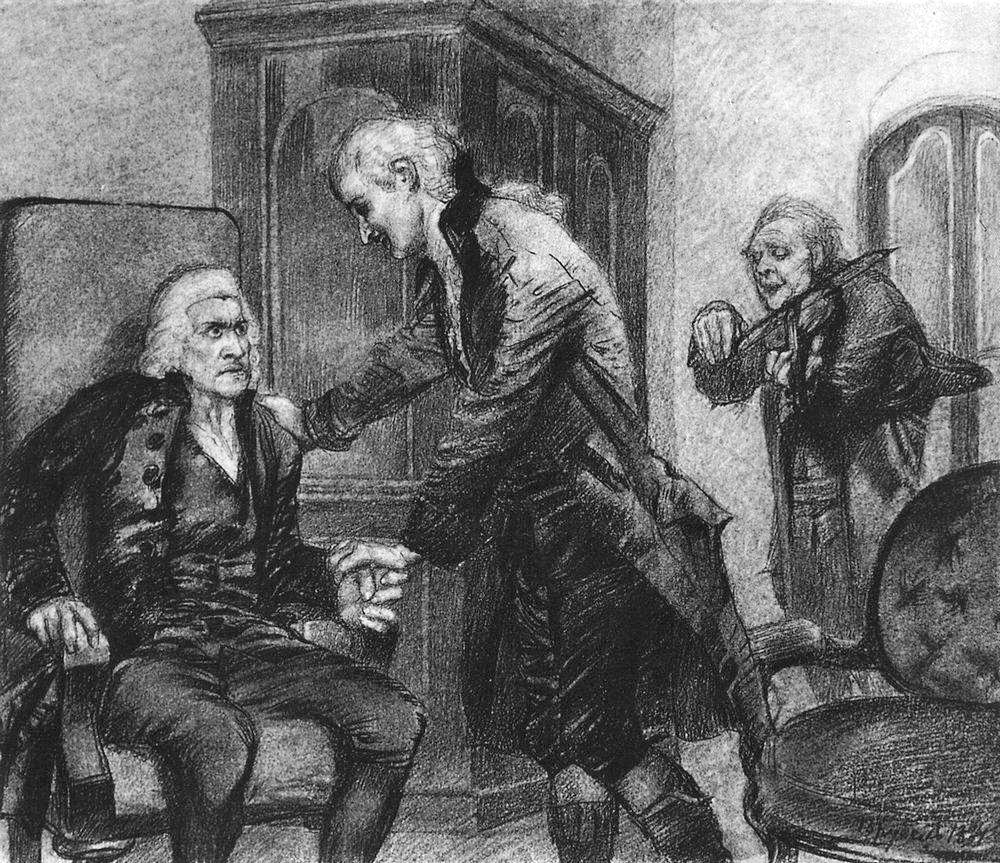
Mozart et Salieri écoutent le violoniste aveugle. M. Vroubel, illustration pour la tragédie d'Alexandre Pouchkine Mozart et Salieri, 1884. Crayon sur papier 22,5 × 33,9 cm Musée russe
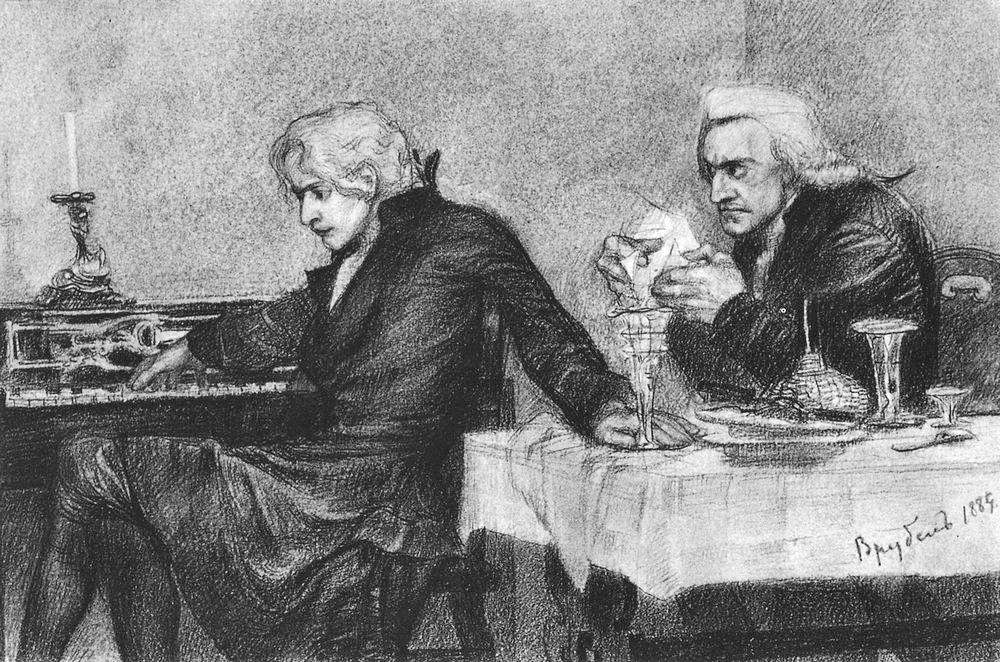
Mozart et Saliéri, la scène de l'empoisonnement de Mozart, 1884, Musée russe, Saint-Pétersbourg 25,7 × 33,9 cm.

Vroubel a travaillé uniquement à l'aquarelle noire, se privant de toutes les autres possibilités artistiques des autres couleurs. Passionné dans la vie, Vroubel a souffert des drames et des passions dont ses dessins laissent un témoignage. Il n'est pas le premier à créer des illustrations du Démon de Lermontov. Le peintre hongrois Mihály Zichy en a réalisé en suivant la mode de son époque. Mais, avec Vroubel, pour la première fois dans l'édition, se rencontrent un artiste et un poète dont l'un est capable de reproduire des images qui sont en parfait accord avec les œuvres dramatiques du génial poète russe qu'était Lermontov.

Portraits du Démon de Lermontov
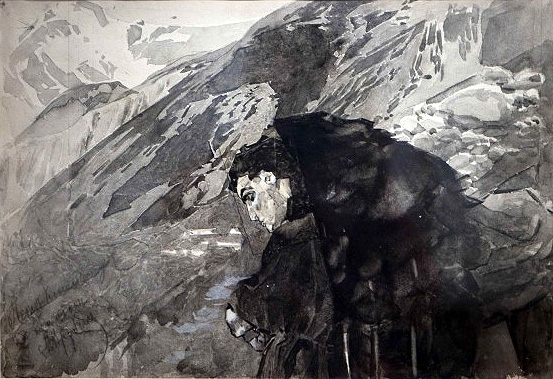
Démon sur fond de montagne, Vroubel, Musée des beaux arts Pouchkine
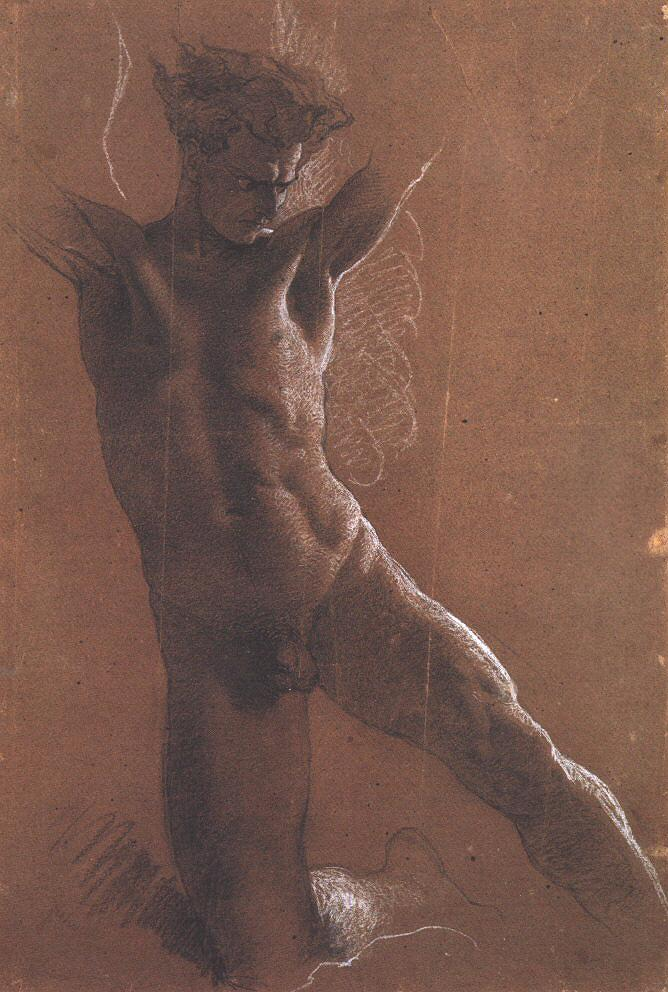
Mihály Zichy- Le Démon 1878- Galerie nationale hongroise
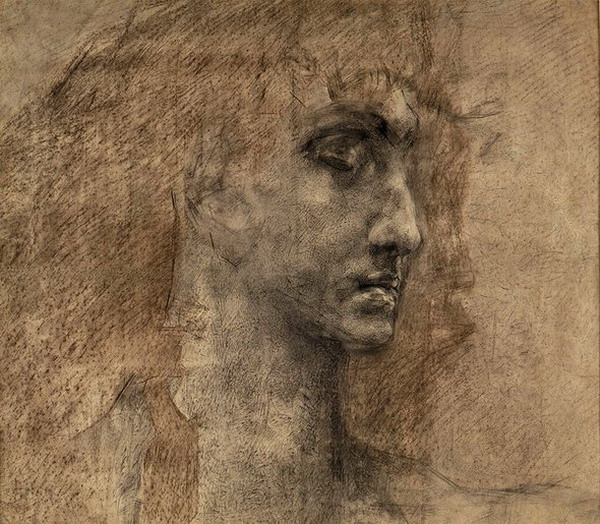
Vroubel-Tête de Démon-Galerie Tretiakov (1890)

## Les années de maladie et la mort (1903-1910)

### Première crise

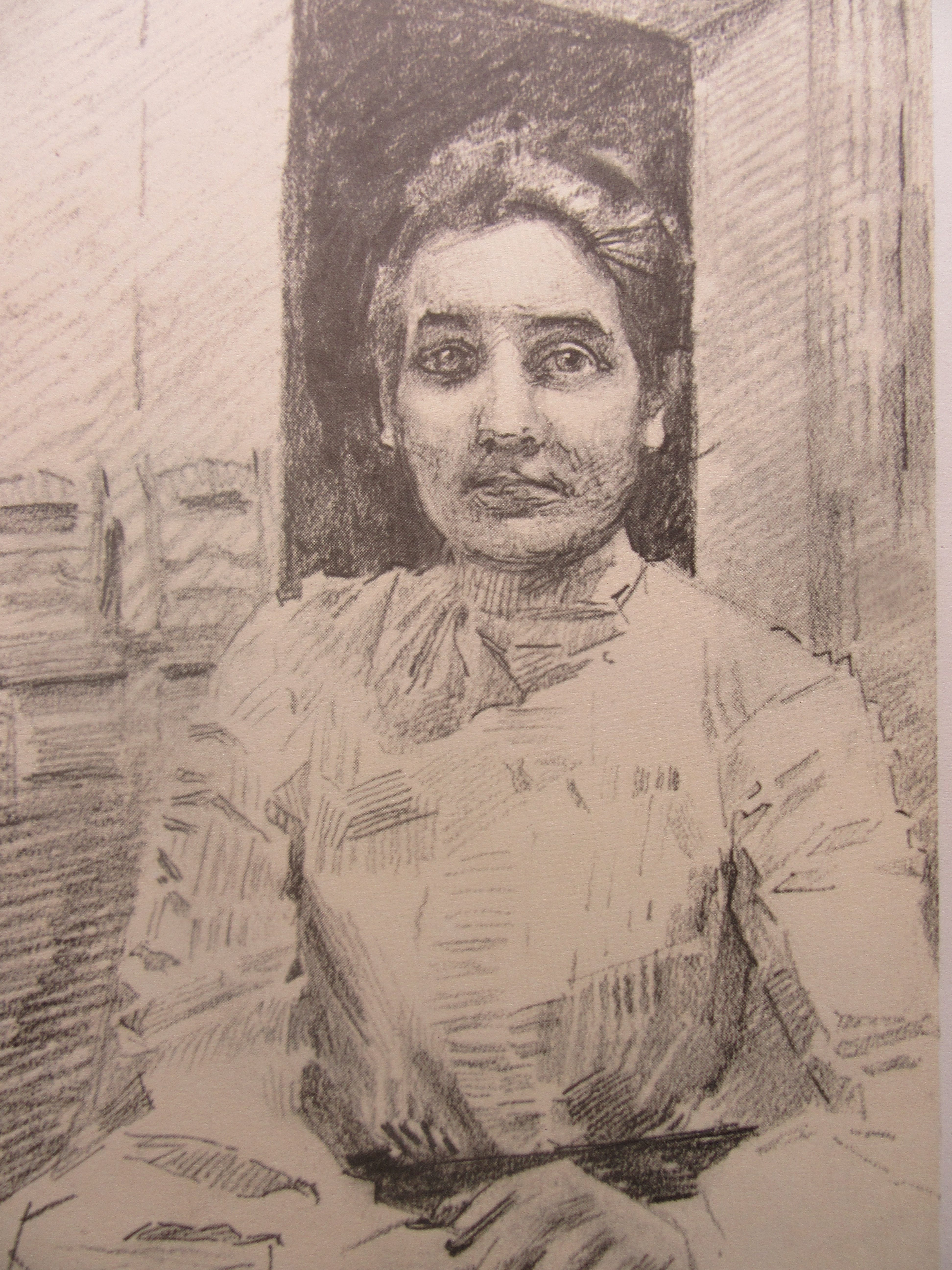
Surveillante de la clinique psychiatrique de Moscou -dessin de Vroubel. 1903-1904

La folie de Vroubel a attiré l'attention de la presse sur lui. Traditionnellement la critique était malveillante à son égard. Le journal la « Rousski listok » par exemple publie un article en juin intitulé « Les décadents malades mentaux ». Puis certains changent d'attitude, des articles sortent dans les revues, dans lesquels des artistes professionnels écrivent par exemple que Le Démon terrassé « contient ce qui devrait exister dans chaque œuvre d'art véritable ». Alexandre Benois change également d'opinion à propos de Vroubel, en ajoutant, lors de la mise en page de son Histoire de la peinture russe du XIXe siècle, un passage émouvant sur la vrai poésie dans l'œuvre de Vroubel. Puis Benois et Serge de Diaghilev prennent la décision de prouver au public la santé mentale de Vroubel et organisent en novembre 1902 une exposition de 36 de ses œuvres, parmi lesquelles les trois Démons. Cette exposition a été un tournant dans l'attitude des critiques et du public par rapport à Vroubel et à son héritage artistique. Mais malgré tout, peu croyaient que l'artiste se rétablirait et reviendrait à la peinture. Les auteurs des articles de la revue Mir Iskousstva utilisent déjà un ton de résumé du passé et écrivent Il était … à l'imparfait .
En réalité, l'état de Vroubel d'avril à août 1902 était si grave, que même son épouse et sa sœur ne pouvaient l'approcher. Il a besoin d'une surveillance constante. Dans les moments de lucidité, il peut parler de manière cohérente et essayer de dessiner, mais des dizaines de dessins réalisés à l'hôpital sont de la pornographie infantile, sa mégalomanie ne diminue pas.
Un des symptômes de la maladie est qu'il déchire ses vêtements et ses sous-vêtements en morceaux. Son état s'améliore un peu en septembre. Il cesse de faire du tapage et se met à dessiner, devient poli, si bien qu'on décide de le transférer à la clinique du docteur Vladimir Serbsky à l'université de Moscou. À la clinique Serbsky, il connaît une amélioration, mais les visites ne sont toujours pas autorisées et il commence à écrire à sa femme, le plus souvent sur un ton d'autodérision. Vladimir Serbsky, qui est assisté par Ivan Ermakov, confirme le diagnostic de Bekhterev— « paralysie progressive causée par une infection syphilitique », l'infection s'étant produite en 1892. Après la prescription de préparations au mercure et de sédatifs, son comportement devient prévisible et il peut alors recevoir des visites parmi lesquelles celles de Vladimir von Meck et de Piotr Kontchalovski. Toutefois, Vroubel évitait de parler d'art et le plus souvent était morose. Le pronostic médical était décevant : dégradation progressive physique et mentale.

### Mort de son fils. Deuxième crise

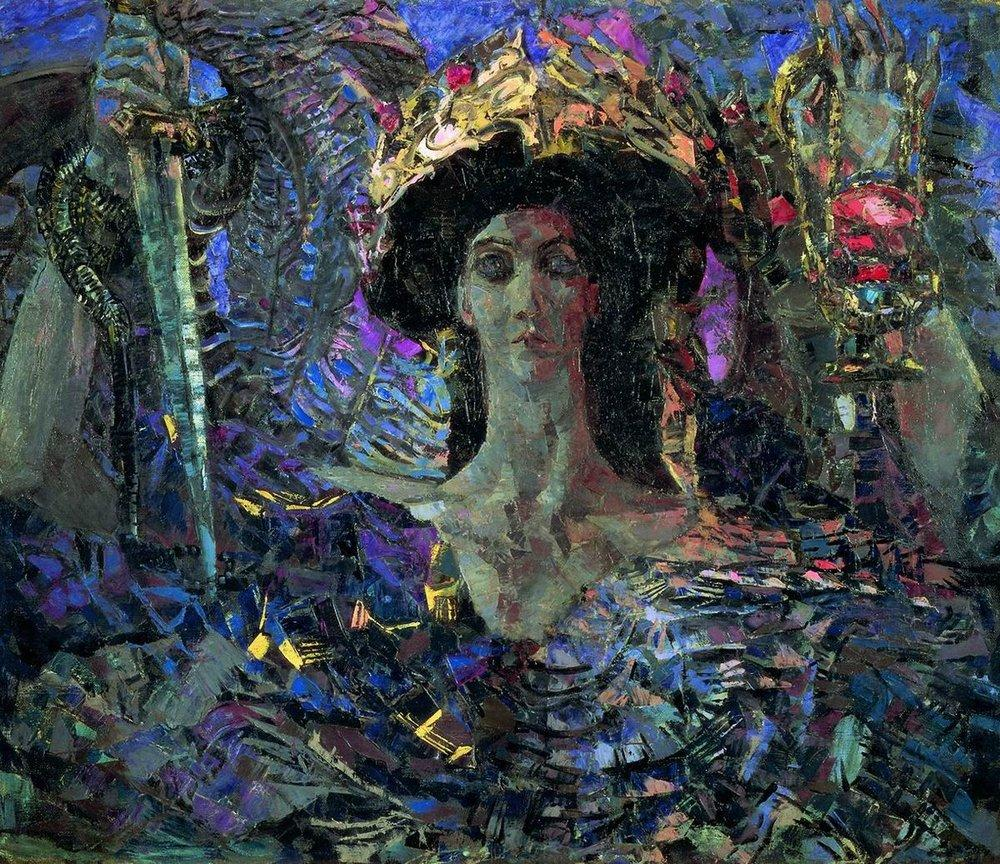
Séraphin à six ailes (Azraël, l'ange de la mort). 1904, Musée russe

En février 1903, Vroubel sort de clinique. Il est encore faible et distrait et ses tentatives de se remettre à peindre sont un échec. Les médecins conseillent de l'envoyer en Crimée, mais son apathie se transforme en dépression sévère et il retourne à Moscou. Vladimir von Meck lui propose de passer l'été dans sa propriété dans le gouvernement de Kiev, ce qui emballe un peu Vroubel et plait beaucoup à son épouse Nadejda. À la veille du départ, leur fils Savva, qui vient d'avoir deux ans et commence à parler, tombe malade. À Kiev, son état empire et, au bout de trois jours, le 3 mai, l'enfant meurt. L'apathie de Vroubel disparaît tout de suite et il s'occupe des funérailles, essayant d'avoir du courage et de soutenir son épouse, qui de son côté ne prononce pas un mot. Savva est enterré à Kiev au cimetière Baïkov. Malgré la perte de leur unique enfant, le couple reste encore dans la propriété de leur ami Vladimir von Meck, mais ne sait plus quoi faire. L'état mental de Vroubel subit une forte détérioration et après une semaine il déclare catégoriquement : « Conduisez-moi quelque part sinon je te provoquerai des ennuis »; il avait très peur de la clinique du monastère Saint-Cyrille.
On décide d'emmener Vroubel à Riga, où, sur les conseils du docteur Tilling, il est placé dans une institution de banlieue. Il se trouve dans un état dépressif profond et veut régler ses comptes avec sa vie passée, durant laquelle il a toujours été tourmenté. La sémiologie médicale se présentait de manière totalement différente de celle qui prévalait lors de sa première crise : au lieu de mégalomanie et de délire, il se diminuait et était atteint d'hallucinations. Mais le médecin qui l'avait pris en charge n'était pas d'accord avec les diagnostics de Bekhterev et de Vladimir Serbsky. Pour lui, c'était une personne créative atteinte de mélancolie et il insistait pour qu'il travaille. Vroubel revient alors à un travail de longue date La cloche de Paques qu'il transforme en Azrael, le séraphin ange de la mort. Nadejda Zabela, son épouse, écrit à sa sœur Anna qu'elle est inquiète, que Mikhail ne dort presque plus et qu'il n'est pas satisfait du visage de l'ange qu'il peint et qu'il le retouche sans fin. Il est si faible qu'on le promène en fauteuil-roulant. Le rhume qu'il attrape au printemps se transforma en rhumatisme. Ses proches pensent bien qu'il ne passera pas le printemps. Mais contre toute attente, il vit encore en été. Sur l'avis de Serbsky du 9 juillet 1904, Vroubel est conduit à la clinique de Fiodor Ousoltsev dans le parc Petrovski à Moscou.

### La Clinique deFiodor Oussoltsev

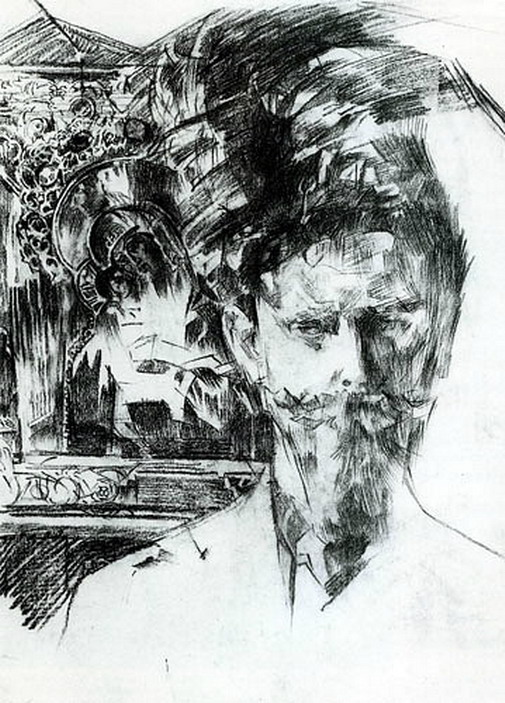
Portrait de Fiodor Oussoltsev devant une icône, par Mikhaïl Vroubel, pendant son séjour à la clinique Ousoltsev

Le docteur Fiodor Oussoltsev diagnostique chez Vroubel un Tabes dorsalis, c'est-à-dire une dégénérescence de la colonne dorsale de la moelle épinière observée dans la neurosyphilis provoqué par la bactérie treponema pallidum qui affecte seulement la moelle et non le cerveau. Pour le reste, les hallucinations, les voix, cela ressemble pour le médecin à un trouble bipolaire, à une psychose maniaco-dépressive caractéristique des natures artistiques. En clinique se produit un vrai miracle : Vroubel connaît un rétablissement presque total. Les méthodes d'Ousoltsev, son médecin, la proximité de son épouse et de sa sœur Anna qui se sont installées près de la clinique dans une datcha et lui rendent visite chaque jour. Parfois il est autorisé à rentrer quelques heures à la maison et de déjeuner avec son épouse. Le traitement dans la clinique d'Oussoltsev ne devait pas rappeler au patient ses problèmes de santé et il ne devait pas subir de régime sévère. Tous les patients vivent dans une même maison avec la famille du docteur Ousoltsev. On y invite des artistes, des chanteurs, on organise des concerts. Pour les soirées de divertissements, les patients y participent ensemble avec le personnel de la clinique. Ousoltsev apprécie l'art de Vroubel et encourageait fortement son activité créatrice artistique. Durant cette période, Vroubel communique aussi activement avec le docteur Pavel Karpov un des premiers chercheurs sur les maladies mentales . La thérapie en clinique a vraiment profité à Vroubel et sur un de ses dessins il prend comme sujet Ousoltsev et écrit : « À mon cher et estimé Fiodor Arsenevitch Ousoltsev, de la part de Vroubel pour la résurrection de Vroubel ».
Les œuvres réalisées par Vroubel à la clinique sont pour la plupart des dessins au crayon, la seule série qui a été conservée d'études d'après nature. Il peint à cette époque de convalescence de portraits de médecins, d'infirmières, de malades, de connaissances, des groupes de joueurs de cartes ou d'échecs, des croquis de paysages, esquisse des coins de pièces, de simples objets, une robe jetée sur une chaise, un lit aux draps froissés (le cycle des insomnies ), un chandelier, une carafe, une rose dans un verre. Il semble qu'il éprouve le besoin, en revenant vers la créativité artistique, d'étudier la nature intensément et avec humilité, ce dont il ne se lasse pas de parler à son entourage . Parmi ces dessins on trouve aussi le portrait du docteur Ousoltsev, de son épouse, de son frère étudiant. Il dessine aussi un autre portrait d'Ousaltsev, qui n'est pas achevé, sur fond d'icône dans une riza dorée (1904). Vroubel parvient à le réaliser au crayon noir, et donc sans l'aide de couleur, sur un fond à motif d'oklad et d'icône, tout en conservant les détails fragmentés du visage à l'avant-plan .

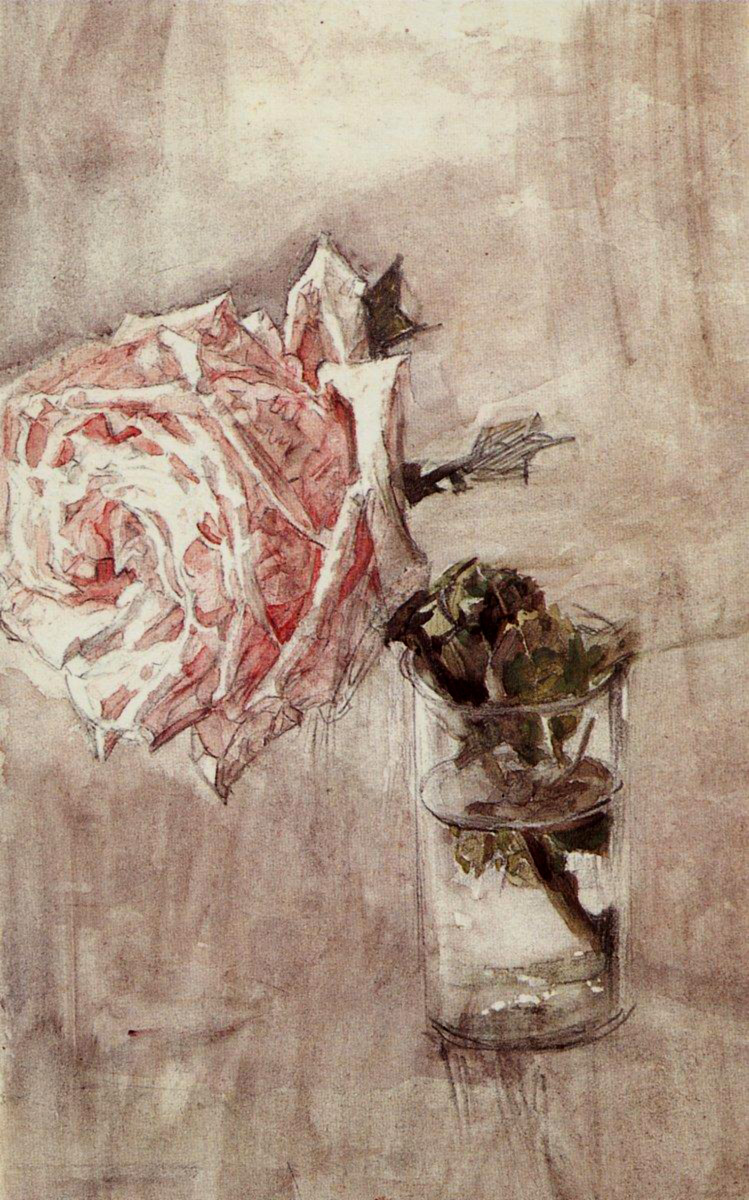
Rose dans un verre. 1904, Galerie Tretiakov

Au cours de l'été 1904, Nadejda Zabela obtient un engagement comme chanteuse au Théâtre Mariinsky. Vroubel n'imaginait pas vivre sans son épouse. Si bien que le docteur Ousoltsev n'insista pas pour prolonger le séjour en clinique et le couple s'installa à Saint-Pétersbourg au mois d'août. Mais bientôt, la voix de la chanteuse a souffert de cette vie perturbée par la maladie de son mari, le décès de son fils. Au lieu de poursuivre sa carrière de chanteuse d'opéra, elle se tourne alors vers la Musique de chambre. Cela lui permet d'avoir un revenu qui n'est pas élevé mais reste fixe. C'est de cette période que date toute une série de toiles de Vroubel avec son épouse comme sujet dans des scènes diverses. Parmi celles-ci, une toile de deux mètres intitulée Après le concert qui saisit Zabela dans une robe dont Vroubel avait lui-même réalisé le modèle.
L'opinion du public et de la critique sur Vroubel ont aussi fortement changé. Le double numéro de Mir Iskousstva (no 10—11) de 1903 lui était entièrement consacré. Des reproductions de ses œuvres étaient présentées et beaucoup de critiques modifient leur vision et abandonnent celles qui étaient négatives. Au début du XXe siècle, les gouts et préférences du public se modifient. Les courants impressionnistes et symbolistes se répandent entrainant dans leur sillage les tableaux de Vroubel, leur symbolisme ainsi que l'émotivité, le culte de la beauté de leur auteur. Lors de l'exposition de l’Union des peintres russes de 1905, le public peut apprécier l’Huitre perlière. Vroubel a réalise un grand nombre d'esquisses au crayon, comme pour les illustrations du poème Le Démon de Lermontov, avant d'essayer de résoudre le problème du pittoresque des couleurs. Sur la toile de l'Huitre perlière apparaissent les figures des deux naïades dont N. Prakhov a parlé comme suit :
| « Je n'avais pas du tout l'intention de peindre des reines de la mer dans ma toile L'Huitre perlière. J'ai voulu transmettre une image réaliste le jeu de la formation de la perle dans la coquille, et ce n'est qu'après avoir réalisé quelques dessins au crayon que j'ai vu ces naïades, quand j'ai commencé à peindre en couleur. » |

L'historienne d'art N. A Dmitrieva, n'apprécie pas trop cette conclusion : « Ces figures qui, de manière inattendue, viennent s'installer dans une coquille d'huitre pour minauder, presque comme si c'était une grotte enchantée, cela rappelle trop leurs sœurs aux cheveux longs typiques des décors modernes. L'artiste ressentait cela confusément et il n'était pas satisfait de ses naïades ». Plus tard, Vroubel a été hanté par des images plus licencieuses qui lui venaient involontairement à l'esprit.
En février 1905, les symptômes de psychose réapparaissent chez l'artiste. Nadejda Ivanovna, son épouse, appelle le docteur Ousoltsev à Moscou et il se rend chez eux. Vroubel comprend son état et ne s'oppose à aucune mesure. La veille de son départ vers Moscou, le 6 mars, il fait ses adieux à ses amis et à ses proches. Il rend visite aussi au professeur Pavel Tchistiakov à l'académie des beaux-arts.

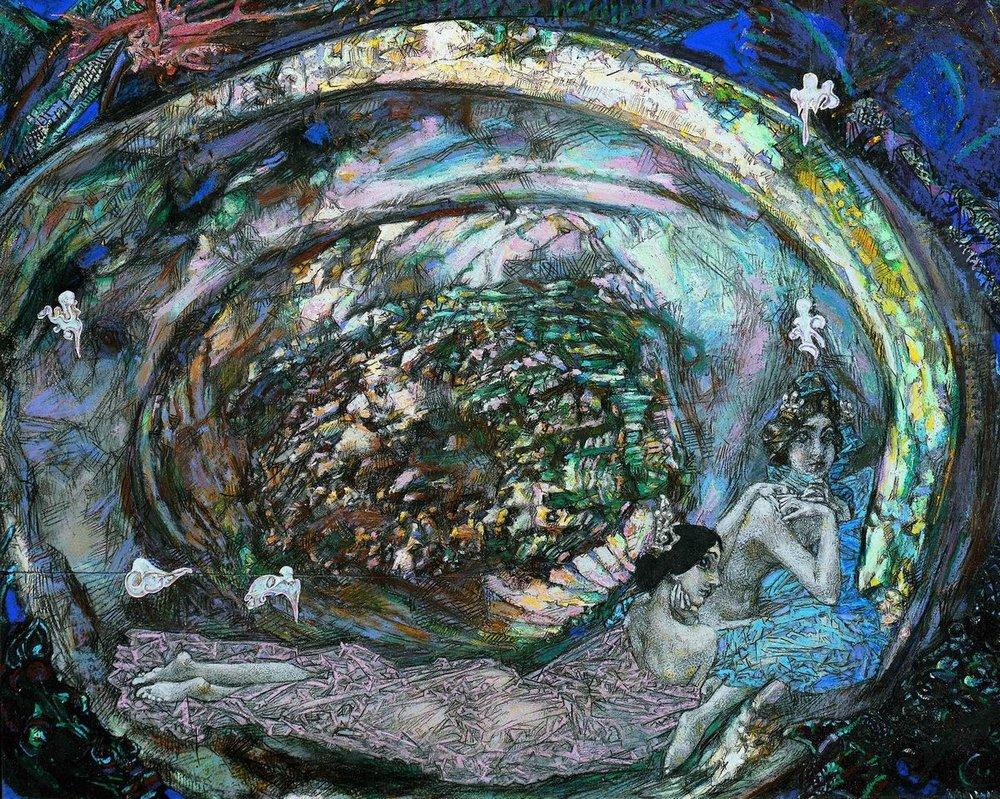
Huitre perlière, 1904, Galerie Tretiakov
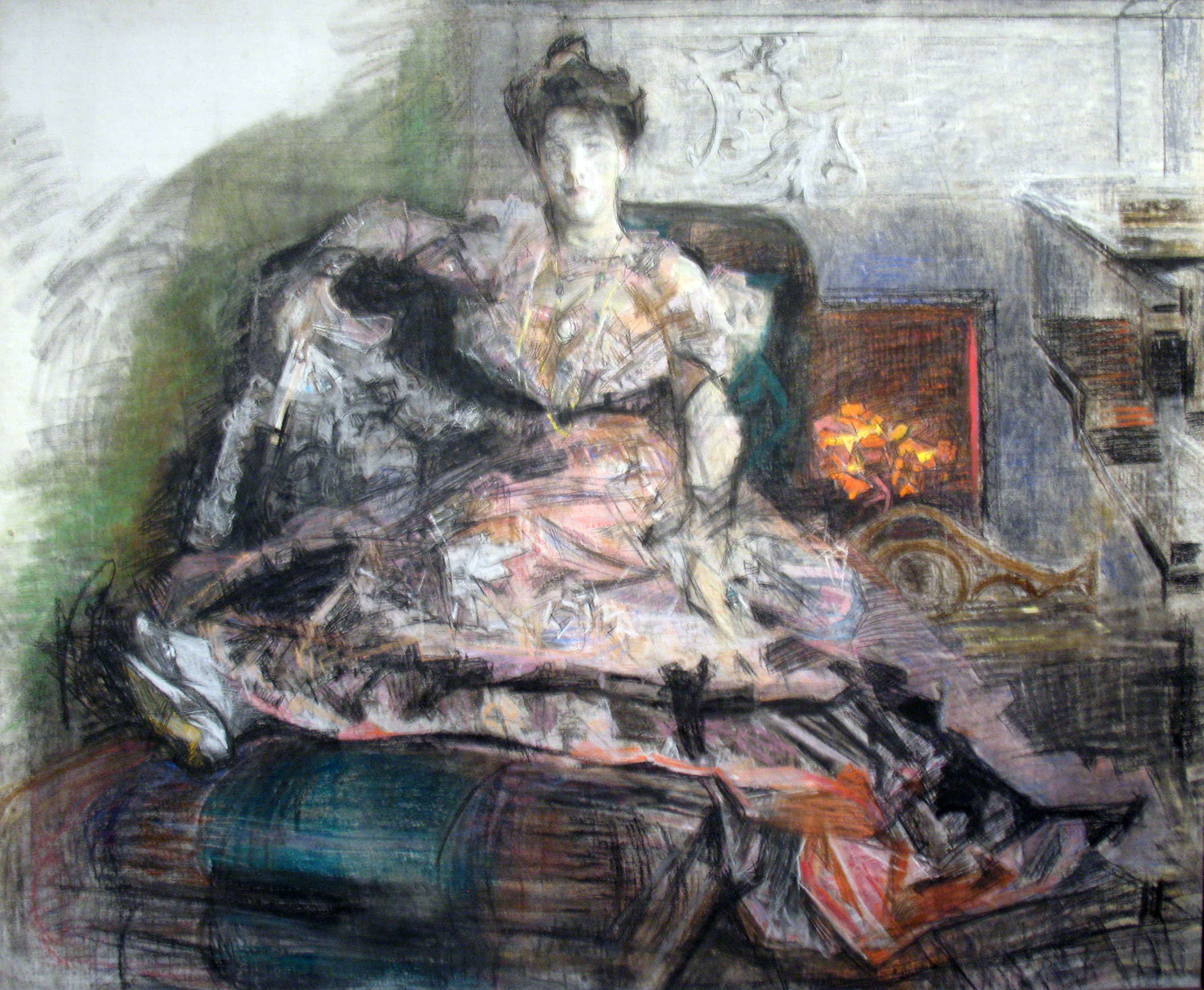
Après le concert. Portrait inachevé de Nadejda Zabela-Vroubel, l'épouse de l'artiste, dans une robe conçue par Vroubel, 1905, Pastel et fusain sur toile 168,5 × 191,5 cm Galerie Tretiakov

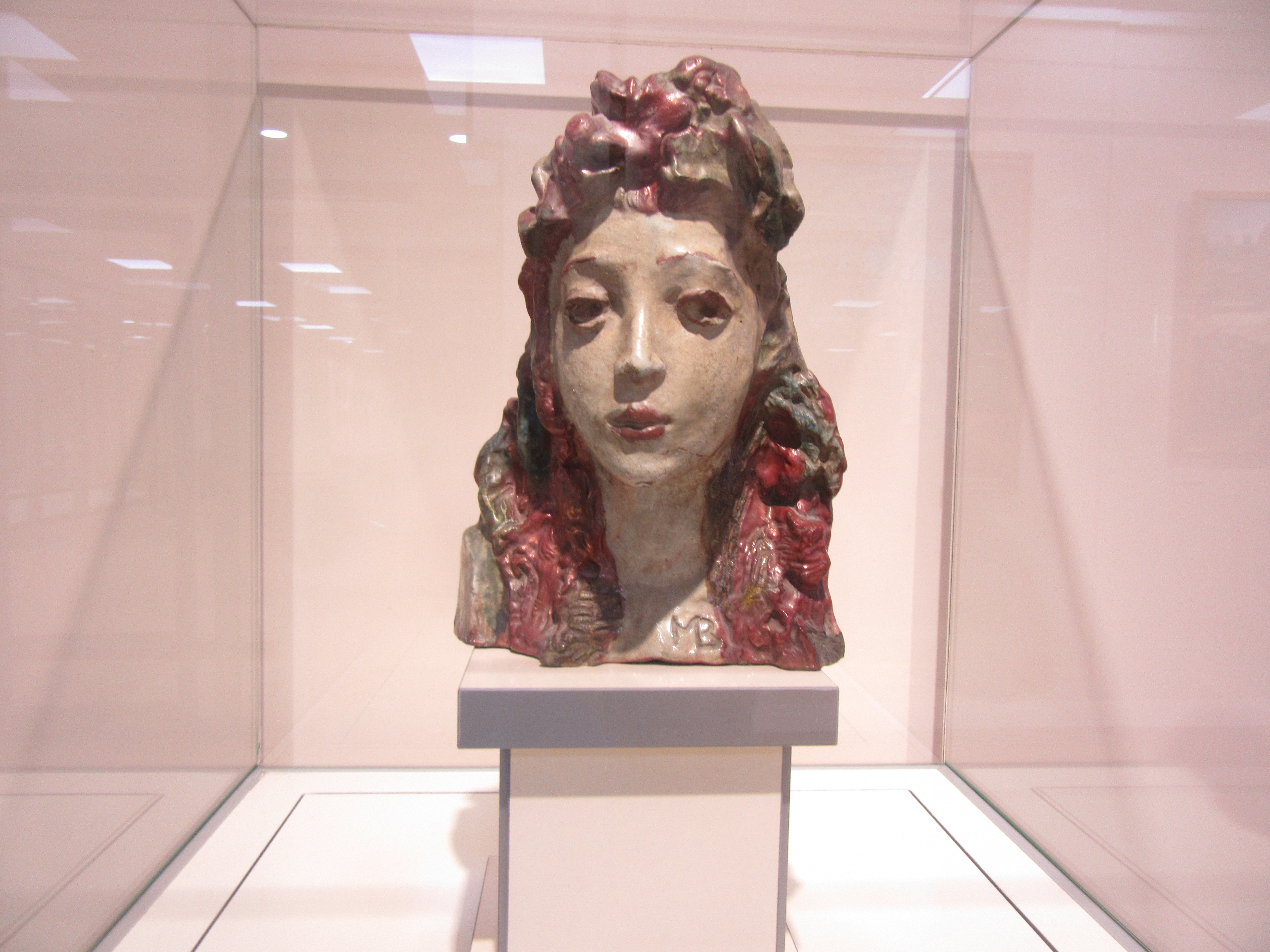
Sirène de Mikhaïl Vroubel, majolique au Musée Igor Savitsky au Karakalpakstan (Noukous)

### Dernières activités artistiques

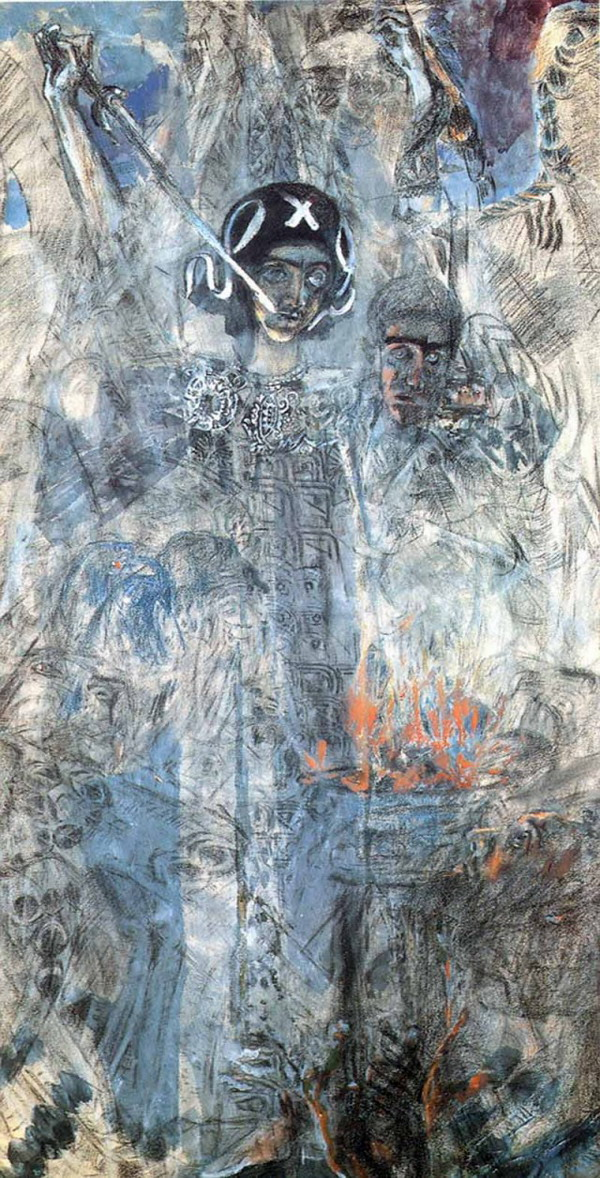
Vision du Prophète Ézéchiel dernier tableau de Vroubel. 1906, Musée russe

Nadejda Zabela ecrit à l'épouse du docteur Oussoltsev, Véra Alexandrovna :
| « L'état de Mikhaïl ne change pas du tout. On rêvait déjà à du plus long terme. Il dort chaque nuit pendant cinq heures et il est rare que la journée il ne dorme pas trois heures. Il mange bien et à l'heure. Malheureusement il a déchiré en morceau son nouveau manteau et son pantalon. Il fait semblant d'être calme, s'étend sur son lit, se met sous les couvertures, mais il commence à déchirer en lambeaux avant que l'infirmière n'ait eu le temps de le remarquer… Il a toujours une force physique rare pour un intellectuel… Vous demandez s'il faut lui écrire. Non, il ne faut pas. Il ne fait pas attention aux lettres et il n'écrit pas lui-même. Il est souvent possédé par le délire... l'amour pour vous revient dans toutes ses conversations… Il m'a expliqué que le manteau et le pantalon vous seront utiles si vous posez des morceaux de tissus de couleur là où il y a des trous…. » |

Ce n'est que six mois plus tard que Vroubel sera à nouveau capable de réagir plus ou moins normalement en face de son entourage. Mais ses lettres à son épouse sont pleines de repentances et d'auto-indulgence. Malgré ces voix qui l'ont torturé, il revient sur le thème du Prophète, réalise des séraphins à six paires d'ailes et se tourne vers le thème des visions du prophète Ézéchiel. Mais il ne parvient pas à terminer son tableau : dès le début de l'année 1906, sa vue baisse de manière catastrophique et confirme le diagnostic de paralysie progressive et l'atrophie du nerf optique. Il doit rester en clinique aux frais de son épouse ce qui ne leur rend pas la vie aisée vu la faiblesse de leurs moyens financiers. .

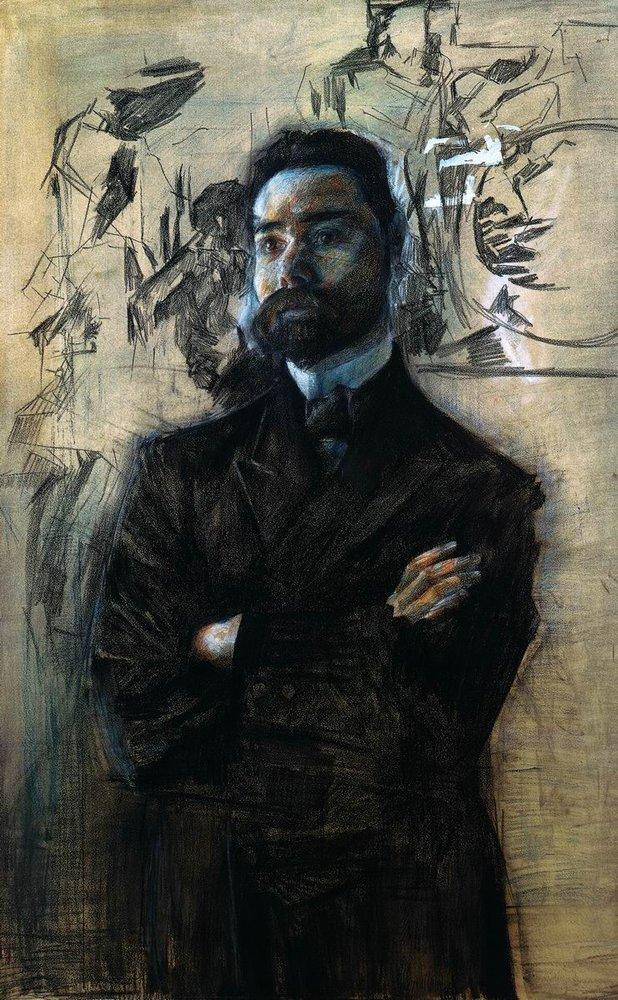
Portrait de Valéri Brioussov par Vroubel. 1906, Galerie Tretiakov
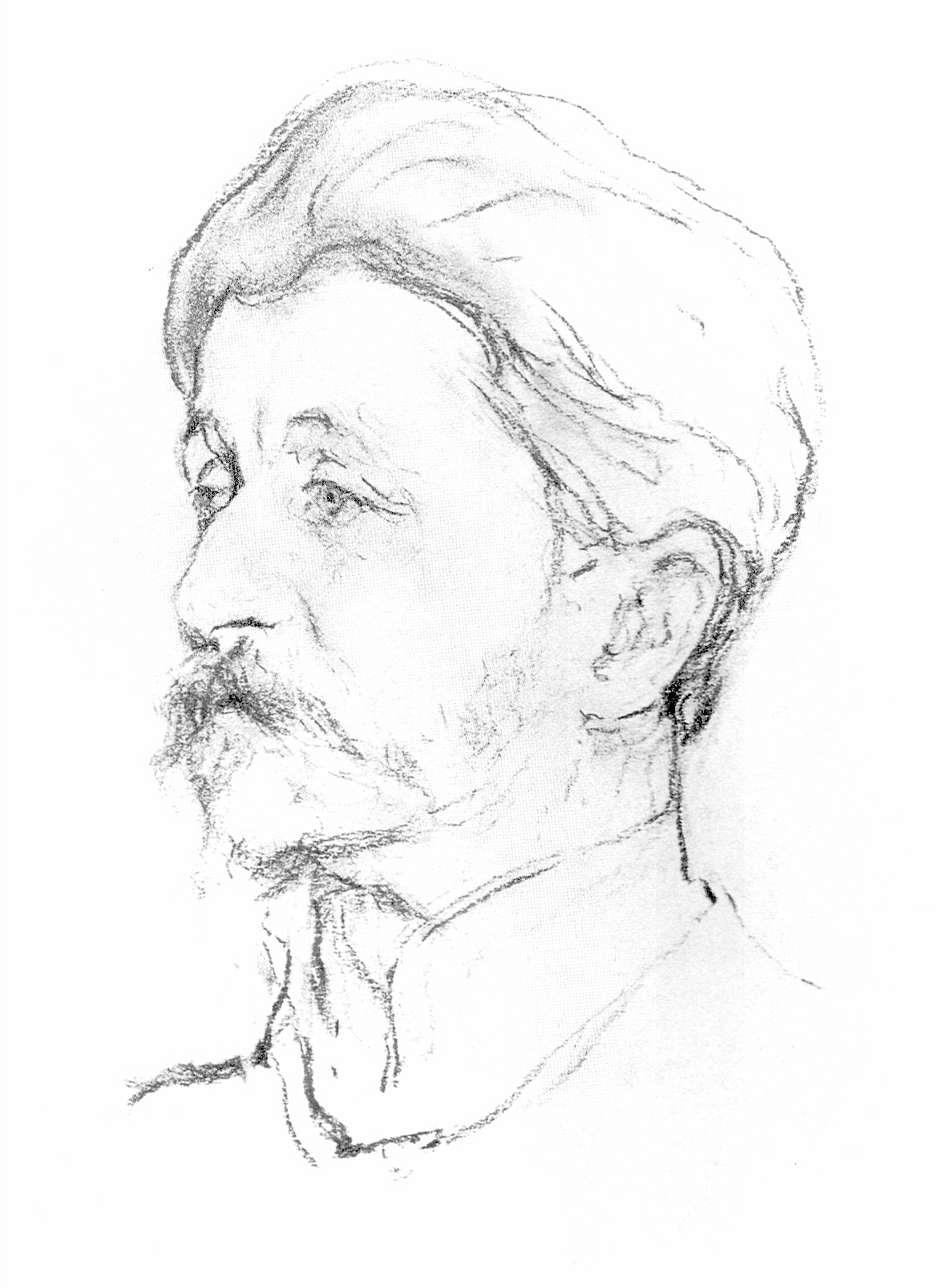
Portrait de Vroubel par Valentin Serov 1907.

La reconnaissance de l'œuvre de Vroubel arriva en son temps : le 28 novembre 1905, Mikhaïl Vroubel est honoré par l'académie de peinture pour « la brillante réussite de sa carrière artistique ». On voit alors venir à la clinique Nikolaï Riabouchinski qui est l'éditeur de la revue de la Toison d'or. D'après le projet de rédaction de la revue commémorative, on devait y trouver une galerie de portraits d'écrivains contemporains exceptionnels avec des articles sur les grands peintres également contemporains. Ainsi, Constantin Balmont se propose d'écrire sur l'œuvre de Valentin Serov. C'est Vroubel qui doit réaliser le portrait du maître du symbolisme russe Valéri Brioussov. Riabouchniski achète immédiatement le portrait qui n'est même pas commencé pour le prix de 300 roubles, auquel il ajoute 100 roubles pour le dessin autoportrait Tête du prophète. Le travail de Vroubel sur le portrait de Brioussov est décrit ainsi par ce dernier :
| « La porte s'ouvre et Vroubel entre. Il n'est pas sûr de lui, sa démarche est lourde, il traîne les jambes. C'est vraiment un homme malade. Pour dire la vérité j'ai été horrifié en le voyant. Il est maigre, vêtu d'une chemise sale et froissée. Son visage est rougeâtre; ses yeux comme ceux d'oiseaux de proie; ses cheveux pendent comme une barbe. Ma première impression : c'est la folie ! <…> Dans tous ses mouvements on sent un dérangement sérieux. Mais à peine a-t-il pris le crayon et le papier que lui revient une confiance et une fermeté nouvelle. Les lignes qu'il trace sont sans défauts. La force créatrice a survécu en lui. L'homme est mort, il est détruit, mais le maître continue à vivre. Dès la première séance de pose, le croquis initial était terminé. Je regrette vraiment que personne n'ait pensé prendre une photo de ce premier dessin en noir et blanc. Il était presque aussi merveilleux en termes de force d'expression du visage, en termes de ressemblance des traits du visage que le portrait final réalisé aux crayons de couleurs. » |

Riabouchinski demande ensuite à Serov de réaliser le portrait de Vroubel. Le matin Vroubel dessine Brioussov et l'après-midi Serov dessine Vroubel. Nadejda Zabela s'inquiète de voir son mari si stressé, mais le docteur Oussoltsev est catégorique : « comme artiste il est en bonne santé, vraiment en bonne santé ». Le premier février 1906, Mikhaïl Vroubel est félicité pour le premier numéro de la revue la Toison d'or qui débute par un poème de Brioussov intitulé Mikhaïl Vroubel. Mais le 12 février Vroubel se plaint à son épouse dans une lettre de ne plus pouvoir ni lire, ni dessiner. Quelques jours plus tard, il devient complètement aveugle.

### La mort

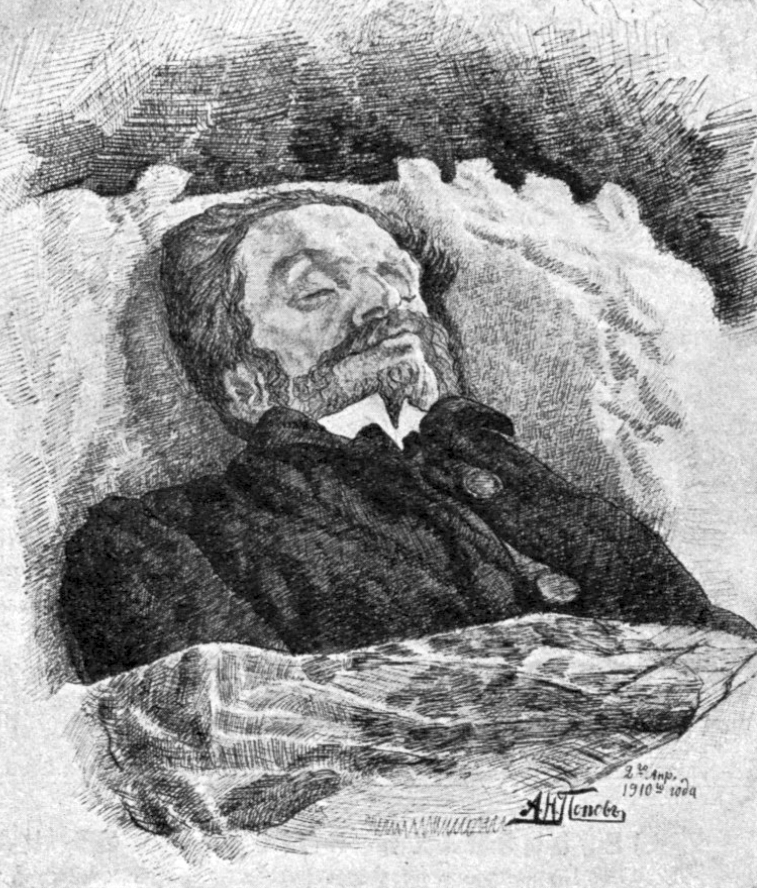
Vroubel dans son cercueil. Dernier portrait de Vroubel. Pris d'après nature par un élève de l'académie des beaux-arts, A. N. Popov, au moment de l'adieu dans l'église de l'académie.

Au début du mois de février de l'année 1906, sa sœur Anna vient à la clinique. Elle était la mieux placée à son propre estime pour devenir
son infirmière et sa garde-malade. Après avoir rencontré le docteur Oussoltsev, on décide de transférer Vroubel à Saint-Pétersbourg. Il n'avait pas vraiment besoin de soins médicaux, mais il devait sortir et être en compagnie de ses proches. Sa sœur et sa femme se sont installées dans un appartement et Vroubel est placé dans la clinique A. G. Konassevitcha, dans laquelle il fête son 50e anniversaire. Mais cette clinique est trop loin de l'appartement de son épouse et de sa sœur (située rue du professeur Popov, no 9), et les heures de visite sont strictes. Finalement Vroubel est transféré à l'hopital Adolf Bari, rue de l'Île Vassilievski près de l'académie des beaux-arts où le régime est plus libre. Valentin Serov fait appel au conseil de l'académie pour que Vroubel obtienne une allocation qui permette de couvrir les dépenses de l'hôpital qui s'élèvent à 75 roubles par mois l'hiver et à 100 roubles l'été. La demande de son ami Serov est acceptée.
Après avoir perdu la vue, les emportements de Vroubel deviennent plus rares. Son épouse lui rend visite régulièrement et est accompagnée parfois de musiciens pour organiser des concerts à la maison. Anna Vroubel rend visite à son frère tous les jours, se promène avec lui et lui lit des poèmes. Selon ses souvenirs, elle relisait des poèmes en prose d'Ivan Tourgueniev et La Steppe d'Anton Tchekhov. Mikhaïl peint ou dessine. Ekaterina Gay, la sœur de Nadejda Zabela, belle sœur de Vroubel écrit :
| « …Quand il lisait Mikhaïl Alexandrovitch était très concentré, s'intéressait au récit et ne supportait pas que l'histoire finisse mal. Dans ce cas il inventait une fin différente plus heureuse… parfois il était tellement occupé par son histoire à lui qu'il n'écoutait plus et ne lisait plus, ne chantait plus et racontait un genre de conte… » |

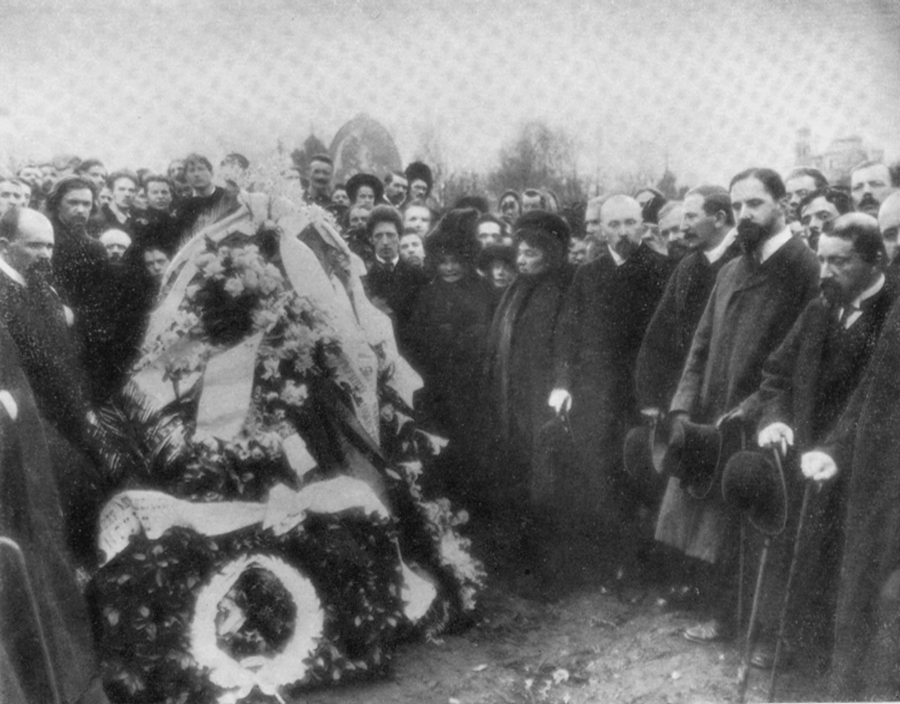
Funérailles de Mikhaïl Vroubel, le 3 avril 1910. À l'avant-plan de droite de la couronne de fleur : Alexandre Blok, Nikolaï Gay, Nadejda Zabela-Vroubel, Nicolas Roerich, Léon Bakst, Ivan Bilibine,Valentin Serov

Dans les dernières années de sa vie, Vroubel était presque constamment immergé dans son monde d'hallucinations et dont il parlait toujours de manière imagée avec son entourage. Parfois, il avait des illuminations et se plaignait de manière intelligible du malheur qui l'avait frappé et inventait des pratiques ascétiques censées lui rendre la vue : il refusait de manger, restait toute la nuit devant son lit. Mikhaïl Alexandrovitch ne pouvait plus reconnaître ses vieux amis qui lui rendaient visite, comme Vassili Polenov . Anna Alexandrovna Vroubel se souvient que l'année précédente son frère avait dit qu'il était fatigué de vivre. Durant un rude hiver, en février 1910 il décide de rester devant la fenêtre ouverte, ce qui provoque chez lui une inflammation des poumons qui se transforme en phtisie galopante. Mais en même temps il conserve son sens de l'esthétique malgré tout. Ekaterina Gay se souvient qu'il prenait sa dose de quinine presque avec plaisir, et quand on lui donnait du salicylate de sodium, il disait : „ Ce que c'est moche ça ». Le Docteur Oussoltsev a noté : « Avec lui ce n'était pas comme avec les autres, ce qu'il avait de plus subtil, c'est-à-dire les concepts les plus profonds qui chez les autres apparaissent en dernier, comme l'esthétique, ils disparaissent d'habitude les premiers; tandis que chez lui, comme ils étaient apparus les premiers il les a gardés jusqu'à la fin ».
La veille de sa mort (le premier avril 1910, le 14 selon le calendrier gregorien) Vroubel mit de l'ordre dans ses affaires, se lava à l'eau de Cologne et la nuit dit au surveillant : « Nikolaï, cela fait longtemps que je suis couché ici, allons à l'académie ». Et effectivement, le lendemain son cercueil était à l'académie des beaux-arts. Dans le registre des décès on a écrit : « Décédé d'une paralysie progressive ».
C'est Ekaterina Gay qui s'est occupée des funérailles. Le 3 avril (le 16) les funérailles ont eu lieu au cimetière de Novodievitchi à Saint-Pétersbourg Le seul discours qui est prononcé est celui d'Alexandre Blok, qui appelle l'artiste « le messager d'autres mondes ». Blok dit encore devant la tombe : « Il nous a laissé ses Démons comme des exorcistes contre le mal pourpre, contre la nuit. Devant le fait qu'un Vroubel ne se soit entrouvert à l'humanité qu'une seule fois en un siècle, je ne puis que trembler. Ces mondes qu'ils ont vu nous ne les voyons pas ».

## Personnalité

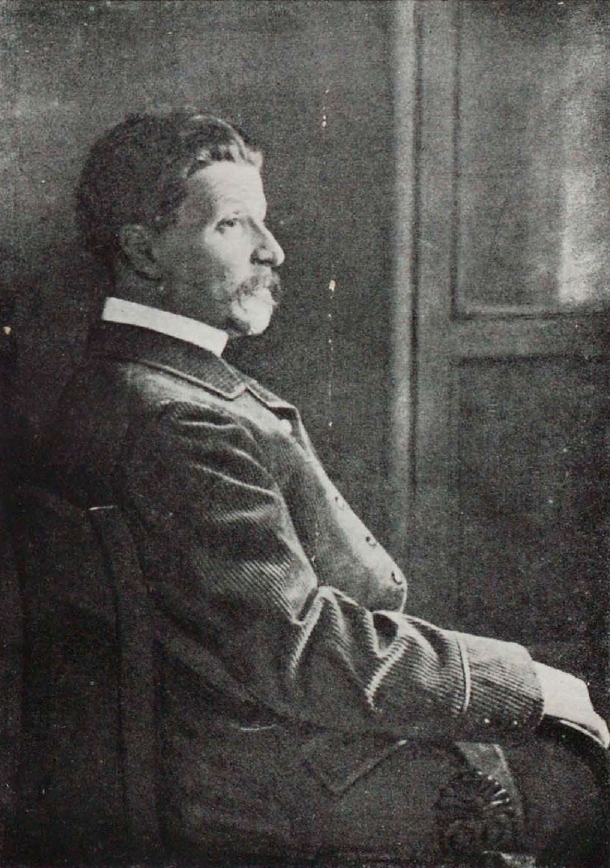
Vroubel en 1898

Les particularités de la personnalité de Vroubel ont été remarquées par toutes ses connaissances, mais ses traits de caractère étaient tellement originaux qu'il faut les étudier à la lumière de sa maladie nerveuse. Selon la critique Domiteeva c'est Constantin Korovine qui a réalisé le meilleur portrait de son ami et collègue. Il a saisi avec précision toutes les caractéristiques de cette personnalité :
| « Il apprécie Dmitri Levitski, Vladimir Borovikovski, Vassili Tropinine, Alexandre Ivanov, Karl Brioullov et tous ces anciens académiciens... Mon ami Pavel Toutchkov lui pose des questions sur le Servage en Russie. — Oui, il y a eu des malentendus partout et également en Occident. Comment légitimer par exemple un concept tel que le droit de cuissage? Ou plus tôt dans l'histoire celui de l'inquisition? Et encore cela c'était peu de chose en Russie. Mais malheureusement le peuple n'a pas évolué dans sa compréhension des artistes qui créent la beauté. Il est vrai que chez nous on ne lit pas Pouchkine, et si on le lit, c'est si peu. Dommage… Quand quelqu'un parle de Vroubel en Russie, cela finit toujours par une ivresse générale. — Ce n'est pas vrai, — répond Vroubel, — ils boivent plus à l'étranger. Mais ils ne se formalisent pas de cela et la police embarque immédiatement les gens saouls. Un été, Vroubel vivait avec moi dans l'atelier de la rue Dolgaroukovskaïa et qu'il n'avait pas un sou, il m'emprunta 25 roubles. Il part, puis quand il revient il prend un grand bassin et un seau d'eau. Il verse dans l'eau le parfum d'un beau flacon de François Coty. Il se déshabille, se met dans le bassin et se verse de l'eau sur la tête. Puis il inonde le fourneau et y pose quatre œufs et les mange avec du pain grillé. Pour le flacon, il a payé 20 roubles... — C'est merveilleux, — lui dis-je. — Micha… Il n'a pas compris. Comme si c'était tellement nécessaire. Un jour il a vendu un dessin de l'L'Invité de pierre et de Don Juan pour 3 roubles. Puis il s'achète des gants blancs en peau. Après les avoir portés une fois il les jette et dit : « Comme c'est vulgaire ». » |

## Héritage. Mémoire

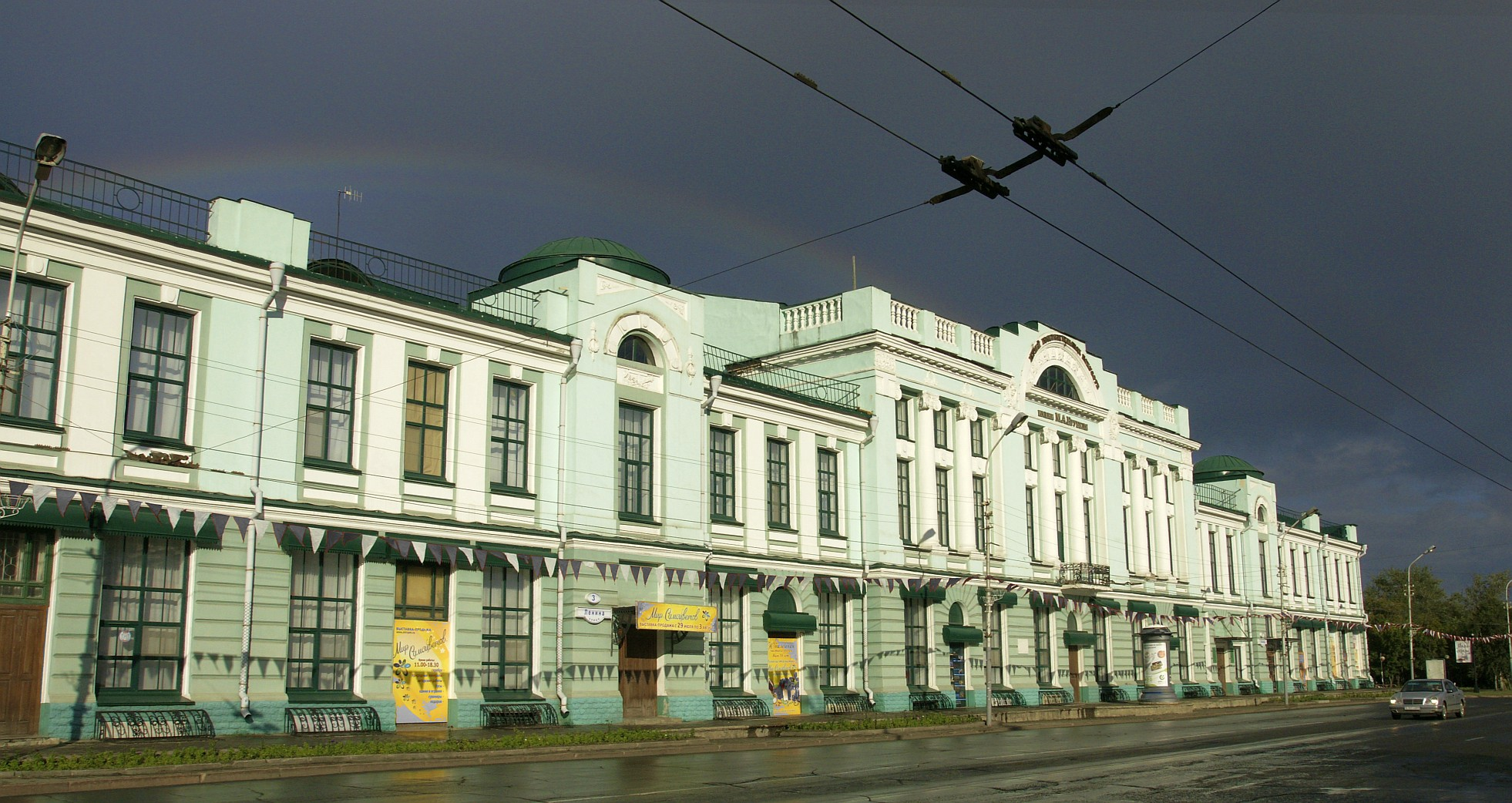
Musée Vroubel à Omsk, ville natale du peintre

Nadejda Ivanovna Zabela-Vroubel s'est éteinte le 20 juin 1913, après un concert. Elle avait 45 ans. Elle est enterrée à côté de son mari, Mikhaïl Alexandrovitch. Pour la pierre tombale c'est le sculpteur Leonid Sherwood (en) qui a été choisi, mais ce n'est qu'en 1913 qu'une pierre en granit noir a été installée. Le cimetière du couvent de Novodevitchi a beaucoup souffert des destructions de tombes après la révolution. Dans les années 1930, au Monastère Saint-Alexandre-Nevski, a été construit un musée nécropole et le transfert des corps des gens les plus célèbres a été organisé de Novodevitchi vers le monastère Saint-Alexandre Nevski. Mais le transfert n'a pas été achevé et la dépouille de Vroubel n'a pas été déplacée. En 2015, le public a demandé d'entreprendre l'élévation d'un nouveau monument, mais la ville de Saint-Pétersbourg a refusé de délivrer l'autorisation nécessaire,.
Les œuvres de Vroubel font partie des collections de la Galerie Tretiakov à Moscou, du Musée russe à Saint-Pétersbourg, du Musée des arts visuels M Vroubel à Omsk, mais aussi du Musée national de peinture de Kiev et l'Odessa Art museum. Des panneaux commémoratifs existent à Omsk, Kiev, Voronej, Moscou, Saratov, Odessa. Concernant la place et l'importance de Vroubel dans l'art russe et dans l'art mondial les avis des chercheurs sont partagés. Pour N. A. Dmitrieva, cette place est exclusive et isolée. Elle ne considère pas Vroubel comme un représentant typique de l'époque moderne. Moderne, Vroubel l'est moins que Léon Bakst ou Valentin Serov, puisque le culte de la nature profonde qu'il professe n'est pas dans la tradition de l'art moderne.
Selon Vladimir Leniachine, Vroubel pouvait réaliser le symbolisme comme système esthétique et philosophique harmonieux dans les arts visuels. P. I. Klimov, étudie particulièrement l'héritage créatif de Vroubel dans le contexte de l'Art nouveau russe, le reconnaissant comme un représentant de la branche révolutionnaire du modern, ce que l'on ne trouve à ce niveau, au sein de l'académisme russe, qu'avec Alexandre Ivanov,. Cela est dû à la combinaison des richesses naturelles de Vroubel et à ses attaches au monde artistique russe en général. Selon P. I. Klimov, on trouve déjà dans les esquisses de la période kiévoise de Vroubel les principes du programme modern. Tous le signes caractéristique sont présents : la stylisation comme principe principal d'interprétation de la forme, les aspirations à une synthèse, l'accent placé sur le rôle de la silhouette, la gamme froide des coloris, la disposition d'esprit symboliste .
L'évolution rapide du style de Vroubel s'explique par le fait qu'il n'a pas été lié à l'académisme, ni aux Ambulants et que par conséquent il n'a pas dû faire d'effort pour dépasser une doctrine qui se serait imposée à lui. L'académisme qui a prévalu pour d'autres artistes était perçu comme un point de départ pour leur propre avancement, comme un ensemble d'acquis professionnels de base indispensables. Par tempérament, par sa personnalité, par ses tendances artistiques propres Vroubel est individualiste. Lui sont étrangères les idées de justice sociale, d'unité du monde orthodoxe, d'œcuménisme dont se nourrissent d'autres artistes de sa génération. Il faut ajouter que la solitude de Vroubel s'explique aussi par l'environnement social : l'art nouveau, une forme qui devient un art bourgeois n'a pas encore trouvé sa clientèle dans les années 1880 en Russie vu la situation économique et sociale du pays. Vroubel a dû attendre qu'apparaissent les amateurs des productions de cet art dans les années 1890.

#### En russe
- (ru) Бенуа, А. Н. (Benois. A. N.), История русской живописи в XIX веке[Histoire de la peinture russe au XIX s.], Moscou, Республика,‎ 1999, 3-е изд éd., 448 p. (ISBN 5-250-02693-1)
- (ru) Брюсов, В. Я. (V. I. Brioussov) et Сост. Е. В. Иванова (E. V. Ivanova), Дневники. Автобиографическая проза. Письма [Journaux. Prose autobiographique. Lettres], Moscou, ОЛМА-ПРЕСС,‎ 2002, 415 p. (ISBN 5-94850-030-6)
- (ru) Врубель(Vroubel) et Вступ. статья Э. П. Гомберг-Вержбинской и Ю. Н. Подкопаевой; Коммент. Э. П. Гомберг-Вержбинской, Ю. Н. Подкопаевой, И. Н. Карасик, Переписка. Воспоминания о художнике[Correspondance.Souvenirs sur l'artiste], Léningrad, Искусство,‎ 1976, 383 p.
- (ru) Дмитриева, Nina Dmitrieva, Краткая история искусств. Вып. III: Страны Западной Европы XIX века; Россия XIX века [Petite histoire de l'art , l'Europe du XIX et la Russie du XIX], Moscou, Искусство,‎ 1993, 361 p. (ISBN 5-210-02552-7).
- (ru) Дмитриева, Nina Dmitrieva, Михаил Врубель. Жизнь и творчество[Mikhaïl Vroubel, vie et œuvre], Moscou, Дет. лит.,‎ 1984, 143 p.
- (ru) Дмитриева, Н. А.(Dmitrieva N. A.), Михаил Александрович Врубель/Mikhaïl Alexandrovitch Vroubel, Moscou, Художник РСФСР,‎ 1990, 180 p. (ISBN 5-7370-0124-5, lire en ligne).
- (ru) Домитеева, В. М.(Domiteeva V. M.), Врубель/Vroubel, Moscou, Молодая Гвардия,‎ 2014, 480 p. (ISBN 978-5-235-03676-5).
- (ru) Кириченко, Е. И.(Kiritchenko E. I.), Русский стиль. Поиски выражения национальной самобытности. Народность и национальность. Традиции древнерусского и народного искусства в русском искусстве XVIII — начала XX века[Le style russe. Tradition ancienne et art populaire au XVIII s -début XIX], Moscou, Галарт,‎ 1997, 431 p. (ISBN 5-269-00930-7)
- (ru) Климов, П. Ю.(P. I. Klimov), Михаил Врубель[M Vroubel], Moscou, Арт-Родник,‎ 2001, 72 p. (ISBN 5-88896-053-5).
- (ru) Климов, П. Ю. (авт.-сост.)(P. I. Klimov) et Науч. ред. акад. В. А. Леняшин, Модерн в России[Art nouveau et Russie], Moscou, Арт-Родник,‎ 2010, 416 p. (ISBN 978-5-404-00025-2).
- (ru) Коровин, К. А.(C. A. Korovine) et Сост. И. С. Зильберштейн, В. А. Самков, Константин Коровин вспоминает…[Constantin Korovine se rappelle], Moscou., Изобр. иск-во,‎ 1990, 2e éd., 608 p. (ISBN 5-85200-118-X).
- (ru) Королёва, С.(S Koroliova), Михаил Александрович Врубель[M. A. Vroubel], Moscou., Комс. правда,‎ 2010, 48 p.
- (ru) Нащокина, М. В.(M.V Nachtchokina), Архитекторы московского модерна. Творческие портреты[Architecture de Moscou Art nouveau, Moscou, Жираф,‎ 2005, 304 p. (ISBN 5-89832-043-1)
- (ru) Суздалев, П. К.(P. K. Sousdalev), Врубель. Музыка. Театр[Vroubel,musique et théâtre],, Moscou, Изобразительное искусство,‎ 1983, 367 p.
- (ru) Суздалев, П. К.(P. K. Sousdalev, Vroubel, personnalité, conception, méthode (Врубель. Личность. Мировоззрение. Метод), Moscou., Изобразительное искусство,‎ 1984, 479 p.
- (ru) Тарабукин, Н. М.(N. M. Taraboukine), Михаил Александрович Врубель, Moscou, Искусство,‎ 1974, 172 p.

#### En français
- Gérard Conio (dir) et Gabriella Di Milia, La Vision russe de l'Occident, L'Âge d'Homme, 1987, 340 p. (ISBN 978-2-8251-2218-1)
- Jean-Claude Marcadé, Le dialogue des arts dans le symbolisme russe : [actes du colloque], Bordeaux, 12-14 mai 2000, Lausanne/Paris, Éditions L'Âge d'Homme, 2008, 254 p. (ISBN 978-2-8251-3781-9, lire en ligne)<
- Mikhaïl Guerman, Vroubel l'annonciateur des temps nouveaux, Parkstone Press, 1996  (ISBN 185995300X)
- Camilla Gray (trad. de l'anglais par Basile Dominov), L'Avant-garde russe dans l'art moderne : 1863-1922, Paris, Thames et Hudson, 2003, 324 p. (ISBN 2-87811-218-0).